# 8. September
Der 8. September ist der 251. Tag des gregorianischen Kalenders (der 252. in Schaltjahren), somit bleiben 114 Tage bis zum Jahresende.

## Ereignisse

### Politik und Weltgeschehen
- 1156: Kaiser Friedrich I. schlichtet auf dem Hoftag zu Regensburg den langjährigen Streit um das Herzogtum Bayern. Der Welfe Heinrich der Löwe erhält Bayern, der Babenberger Heinrich II das davon abgespaltene Herzogtum Österreich. Neun Tage danach wird hierüber die Urkunde Privilegium minus verfasst.
- 1278: Durch den Friedensvertrag von Lleida zwischen dem Grafen von Foix Roger Bernard III. und dem Bischof von Urgell Pere d’Urtx wird das Fürstentum Andorra geschaffen.
- 1298: In der Seeschlacht bei Curzola treffen die beiden letzten nach der Ausschaltung von Amalfi und Pisa verbliebenen Seerepubliken Genua und Venedig aufeinander. Mit einem Überraschungsmanöver entscheidet Admiral Lamba Doria die Schlacht zu Gunsten der Genuesen, die damit den Höhepunkt ihrer Macht erreichen. Berühmtester Kriegsgefangener der Schlacht ist der Venezianer Marco Polo, der in der Gefangenschaft seine Reiseberichte (Il Milione) verfassen wird.
- 1331: Stefan Uroš IV. Dušan, der selbsternannte König der Serben, krönt sich in Skopje.
- 1380: In der Schlacht auf dem Kulikowo Pole kann sich die Wirkung der Reiterei der Goldenen Horde nicht entfalten, was den russischen Streitkräften unter dem Moskauer Großfürsten Dmitri Donskoi den Sieg einträgt.

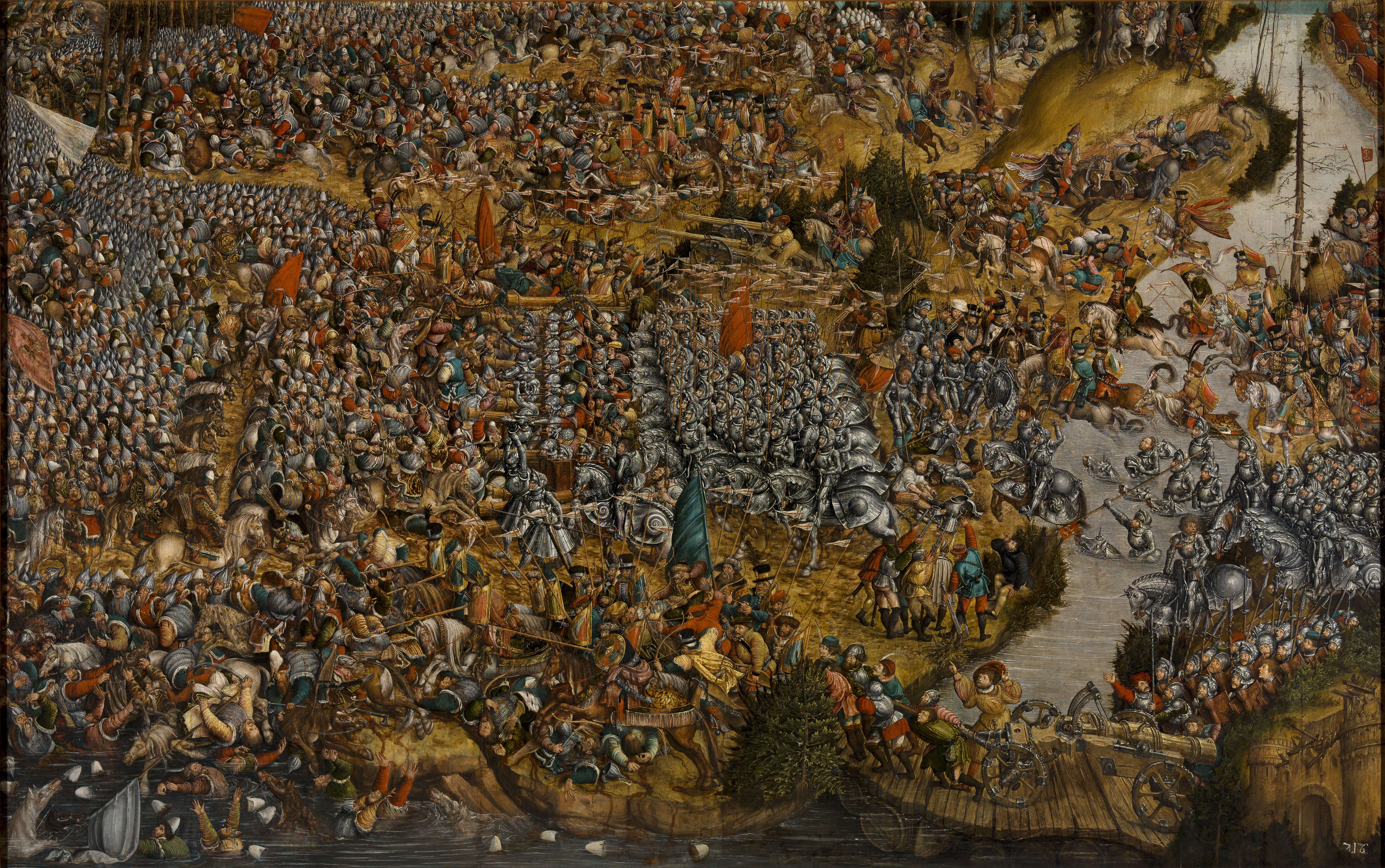
1514: Schlacht bei Orscha

- 1514: In der Schlacht bei Orscha besiegt das Großfürstentum Litauen im Bündnis mit dem Königreich Polen unter dem Kommando von Hetman Konstanty Fürst Ostrogski das russische Großfürstentum Moskau und stoppt damit vorläufig dessen Westexpansion.
- 1529: Ambrosius Ehinger, von den Welsern zum Statthalter der Kolonie Klein-Venedig ernannt, gründet im heutigen Venezuela die Stadt Maracaibo am Maracaibo-See, um die deutsche Besiedlung Amerikas voranzutreiben.

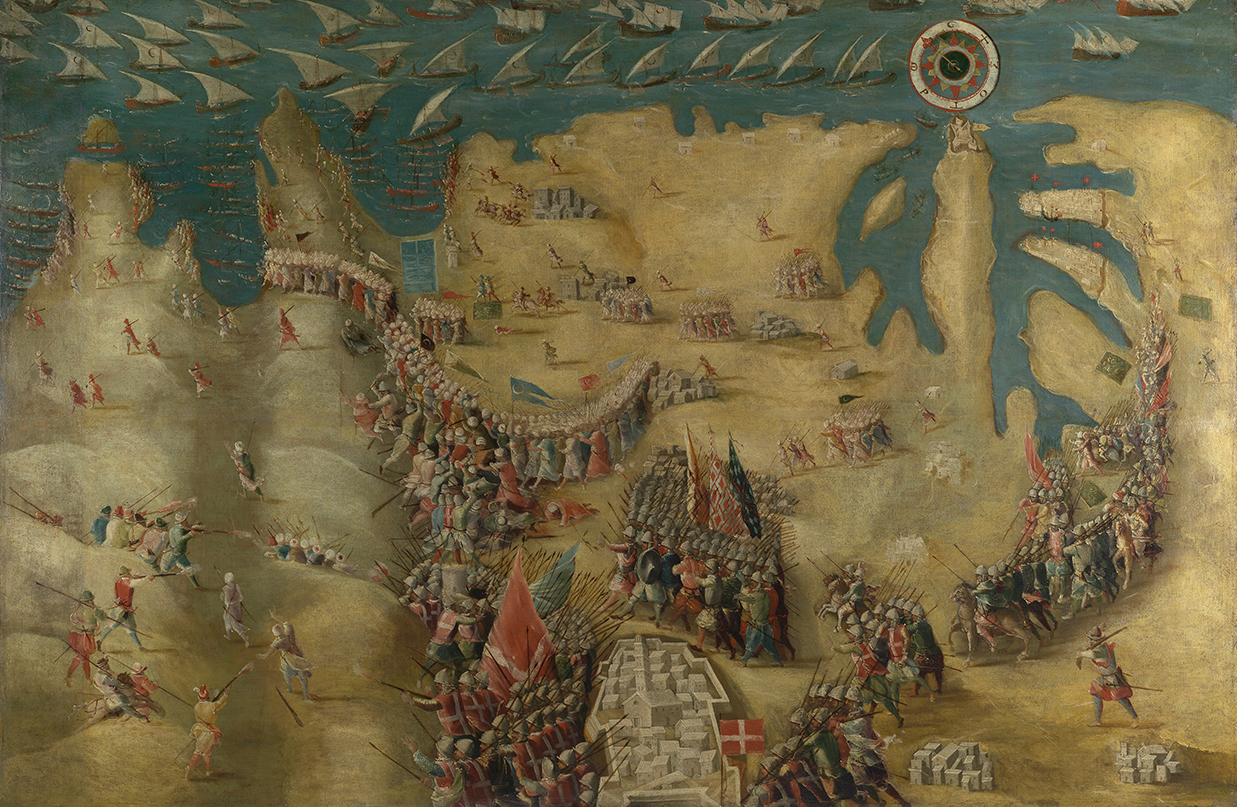
1565: Der Abzug der Osmanen

- 1565: Die Türken beenden die erfolglose Belagerung von Malta. Sultan Süleyman I. ist erstmals geschlagen. Malta wird von den Osmanen noch mehrfach überfallen, aber nie eingenommen.
- 1565: Eine spanische Expedition unter Pedro Menéndez de Avilés landet in Florida und gründet mit St. Augustine die erste ständige europäische Siedlung auf dem Boden der späteren USA.
- 1566: Die Belagerung von Szigetvár endet zwei Tage nach dem Tod Sultan Süleymans mit der Einnahme der ungarischen Burg durch die Osmanen.
- 1755: Briten und Franzosen bekämpfen einander während des Franzosen- und Indianerkrieges in der Schlacht am Lake George.
- 1760: Die Garnison von Montreal kapituliert vor den Briten unter General Jeffrey Amherst. Damit endet de facto die französische Herrschaft in Kanada.
- 1788: Kapitän William Bligh entdeckt die Bountyinseln, die er nach seinem Schiff HMS Bounty benennt.
- 1793: Im Ersten Koalitionskrieg kommt es zur Schlacht bei Hondschoote. Die französischen Revolutionstruppen unter Jean-Nicolas Houchard besiegen die Koalitionsarmee.
- 1796: In der Schlacht bei Bassano während des Ersten Koalitionskrieges unterliegen österreichische Streitkräfte unter General Dagobert Sigmund von Wurmser in Oberitalien der von Napoleon Bonaparte geführten französischen Armee.

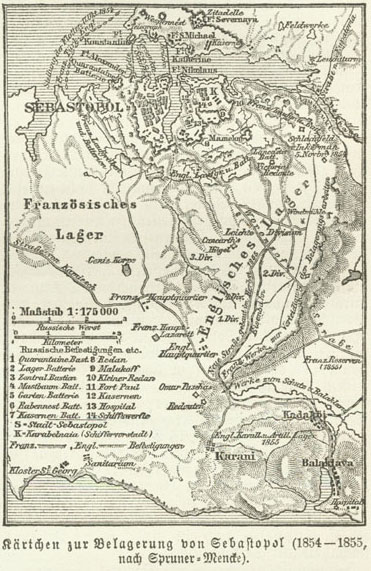
1855: Belagerung von Sewastopol

- 1805: Österreichische Truppen unter Karl Mack von Leiberich dringen in Bayern ein. Mit der Kriegserklärung Frankreichs an Österreich 15 Tage später wird der Dritte Koalitionskrieg ausgelöst.
- 1831: Wilhelm IV. wird zum König von Großbritannien und Hannover gekrönt.
- 1831: Russische Truppen schlagen den Novemberaufstand in Polen nieder, die Stadt Warschau kapituliert.
- 1863: Im zweiten Gefecht am Sabine Pass besiegt eine kleine konföderierte Einheit die Unionstruppen.
- 1915: Mit der Annahme des von Leo Trotzki vorgelegten Zimmerwalder Manifests, in dem unter anderem das Selbstbestimmungsrecht der Völker postuliert wird, endet die internationale sozialistische Konferenz in Zimmerwald. Das von Lenin vorgelegte radikalere Zusatzprotokoll findet keine mehrheitliche Zustimmung.
- 1917: Nach sechswöchigen Protesten und Demonstrationen endet der australische Generalstreik.

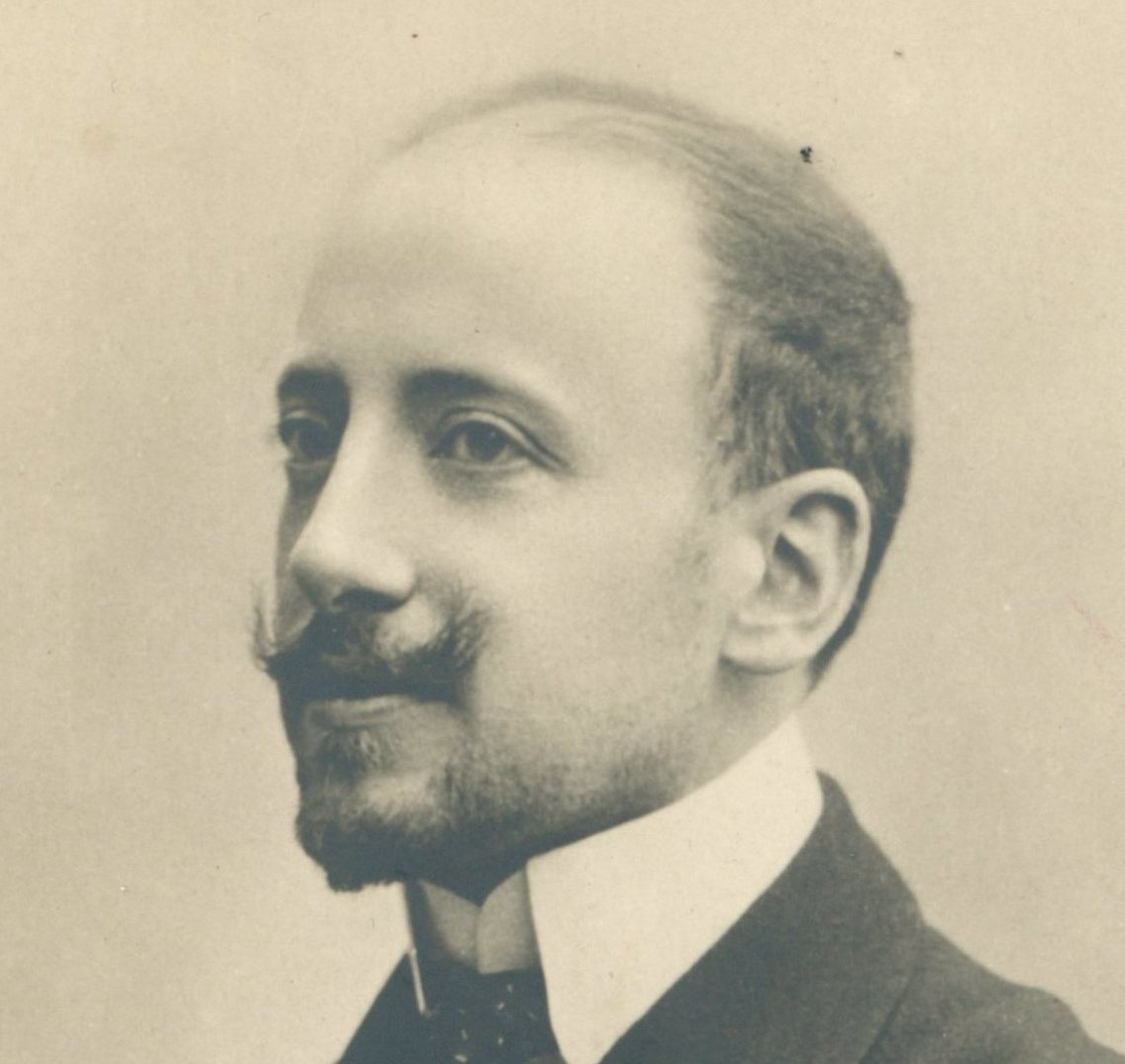
1920: Gabriele D’Annunzio

- 1920: Der italienische Schriftsteller und Freischärler Gabriele D’Annunzio proklamiert in Fiume die Italienische Regentschaft am Quarnero, die noch im gleichen Jahr vom Freistaat Fiume abgelöst wird.
- 1926: Deutschland wird einstimmig in den Völkerbund aufgenommen.
- 1941: Nach der Eroberung von Schlüsselburg durch die Wehrmacht beginnt im Zweiten Weltkrieg die Belagerung von Leningrad, die bis Januar 1944 andauern wird.
- 1943: Die deutschen Schlachtschiffe Tirpitz und Scharnhorst beschießen im Zweiten Weltkrieg Barentsburg auf Spitzbergen. Das „Unternehmen Sizilien“ endet mit der völligen Vernichtung der dortigen alliierten Stützpunkte.
- 1943: Der fünf Tage zuvor abgeschlossene Waffenstillstand von Cassibile zwischen Italien und den Alliierten wird bekanntgegeben. Die Wehrmacht marschiert daraufhin in Norditalien und Albanien ein und installiert dort Marionettenregierungen.
- 1947: Die Passagiere der Exodus werden von der britischen Marine im Hamburger Hafen vor den Augen der internationalen Presse mit Gewalt von Deck gebracht und in Lagern bei Lübeck interniert.
- 1951: In San Francisco wird der Friedensvertrag von San Francisco zwischen Japan und den Alliierten unterzeichnet mit dem der Zweite Weltkrieg auch diplomatisch beendet wird.
- 1954: Nach dem Vorbild der NATO gründet sich in Manila die Southeast Asia Treaty Organization (SEATO), mit dem Ziel, die Ausbreitung des Kommunismus in Südostasien zu stoppen.
- 1955: Bundeskanzler Konrad Adenauer trifft zum ersten Staatsbesuch eines deutschen Regierungschefs nach dem Zweiten Weltkrieg in der Sowjetunion ein
- 1958: Das Sultanat Oman tritt für 3 Millionen US$ die Exklave Gwadar an der Küste des Arabischen Meeres an Pakistan ab.

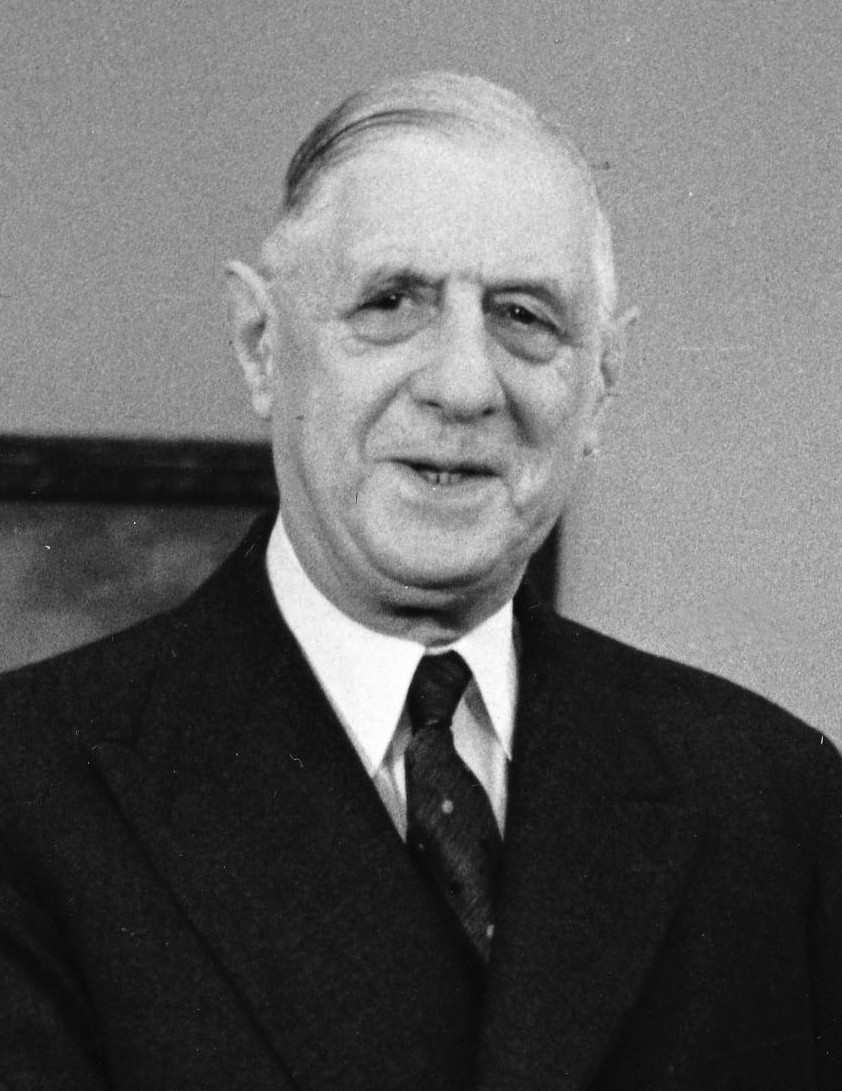
1961: Charles de Gaulle

- 1961: Der französische Staatspräsident Charles de Gaulle überlebt das Attentat von Pont-sur-Seine, einen Bombenanschlag auf seinen Fahrzeugkonvoi.
- 1962: Das sowjetische Frachtschiff Omsk legt mit einer Ladung von SS-4 Mittelstreckenraketen in Havanna an, bringt die Fracht aber nicht an Land. Im Oktober entwickelt sich aus diesem Ereignis die Kubakrise.
- 1974: US-Präsident Gerald Ford begnadigt den wegen der Watergate-Affäre zurückgetretenen Ex-Präsidenten Richard Nixon.
- 1978: In Teheran (Iran) kommt es bei Demonstrationen gegen Schah Mohammad Reza Pahlavi zu gewalttätigen Ausschreitungen auf dem Jaleh-Platz, in dessen Verlauf 64 Demonstranten den Tod finden. Der Tag geht als Schwarzer Freitag in die Geschichte Irans ein.
- 1991: Mazedonien wird von Jugoslawien unabhängig.
- 1999: In Moskau werden 94 Menschen bei der Explosion einer Bombe in einem Hochhaus getötet.

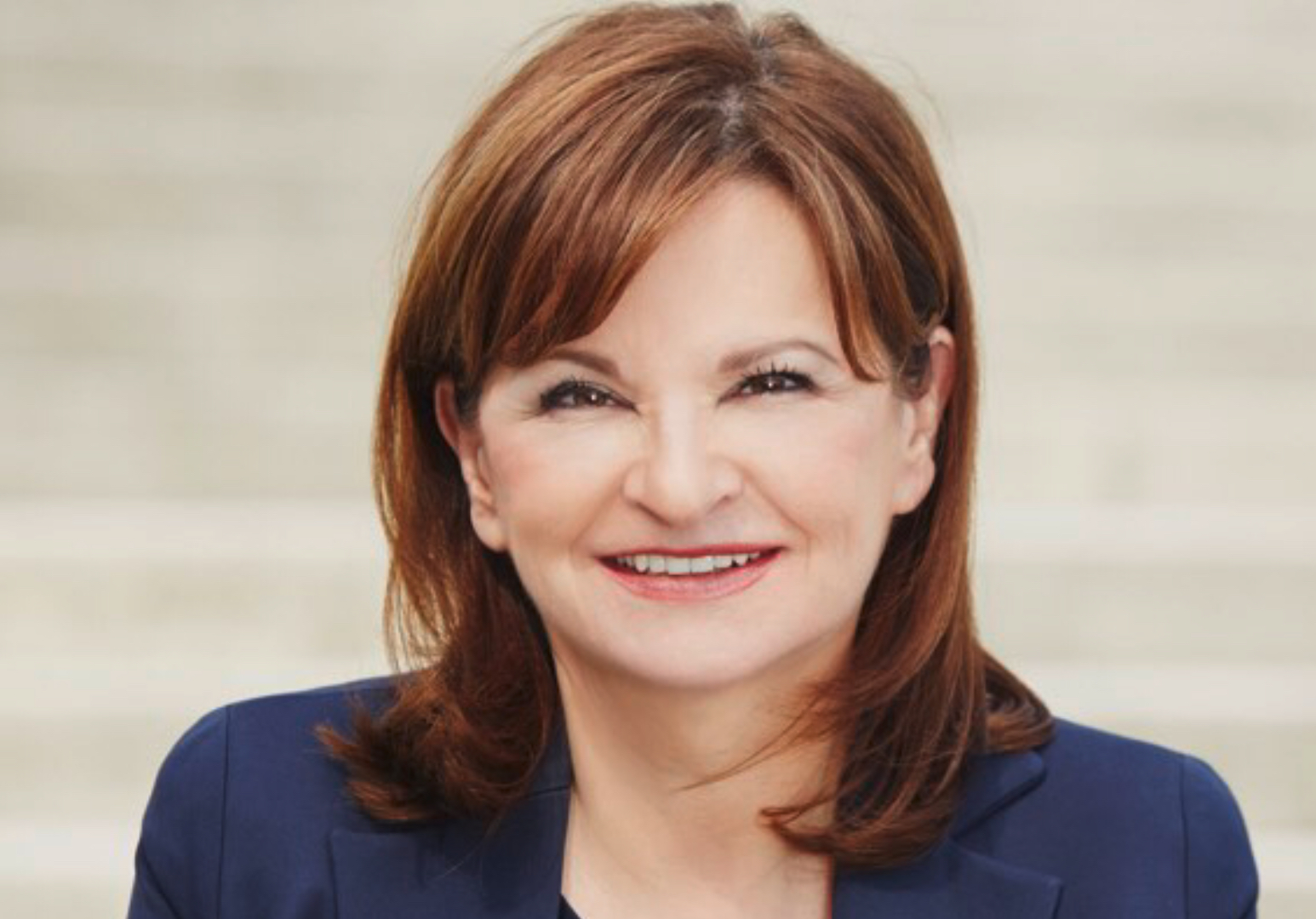
2002: Susanne Riess-Passer

- 2002: In Österreich treten die Vizekanzlerin Susanne Riess-Passer (FPÖ) und zwei weitere Minister (ebenfalls FPÖ) zurück. Daraufhin kündigt Bundeskanzler Wolfgang Schüssel (ÖVP) Neuwahlen an.
- 2006: Kasachstan, Kirgisistan, Tadschikistan, Turkmenistan und Usbekistan unterzeichnen den Vertrag von Semei über eine kernwaffenfreie Zone in Zentralasien.
- 2006: Nach dem Waffenstillstand vom 14. August endet der Libanonkrieg formell durch die Beendigung der Seeblockade des Libanon durch Israel.
- 2009: 64 Jahre nach dem Ende des Zweiten Weltkriegs erfolgt durch den Deutschen Bundestag die einstimmige Aufhebung aller Verurteilungen wegen „Kriegsverrats“.
- 2022: Königin Elisabeth II. stirbt im Alter von 96 Jahren; dadurch wird ihr ältester Sohn Charles III. zum neuen König des Vereinigten Königreichs.

### Wirtschaft
- 1883: Die Northern Pacific Railway von Chicago nach Seattle wird vollendet.

### Wissenschaft und Technik
- 1308: Papst Clemens V. fasst mit einer päpstlichen Bulle mehrere bereits seit dem 12. Jahrhundert in Perugia bestehende universitates scholiarum zu einer freien Universität zusammen. Das gilt als der Gründungstag der Universität Perugia. Am 15. Mai 1355 wird der Universitätsstatus von Kaiser Karl IV. bestätigt.
- 1901: In der Grotte Les Combarelles im Département Dordogne entdeckt ein Forschungsteam um Henri Breuil Felszeichnungen aus der Abri-de-Cro-Magnon-Zeit.
- 1915: In Großbritannien wird der erste von Ingenieur William Tritton entwickelte Panzerkampfwagen fertiggestellt.
- 1967: In Darmstadt eröffnet Bundesforschungsminister Gerhard Stoltenberg das Europäische Raumflugkontrollzentrum.
- 2004: Die Raumsonde Genesis, die drei Jahre zuvor zur Erforschung des Sonnenwindes gestartet wurde, stürzt in der Wüste von Utah auf die Erde, weil sich die Bremsfallschirme nicht öffnen.
- 2016: Die NASA-Raumsonde Osiris-Rex wird gestartet. Ihr Ziel ist die Erforschung des Asteroiden Bennu.

### Kultur

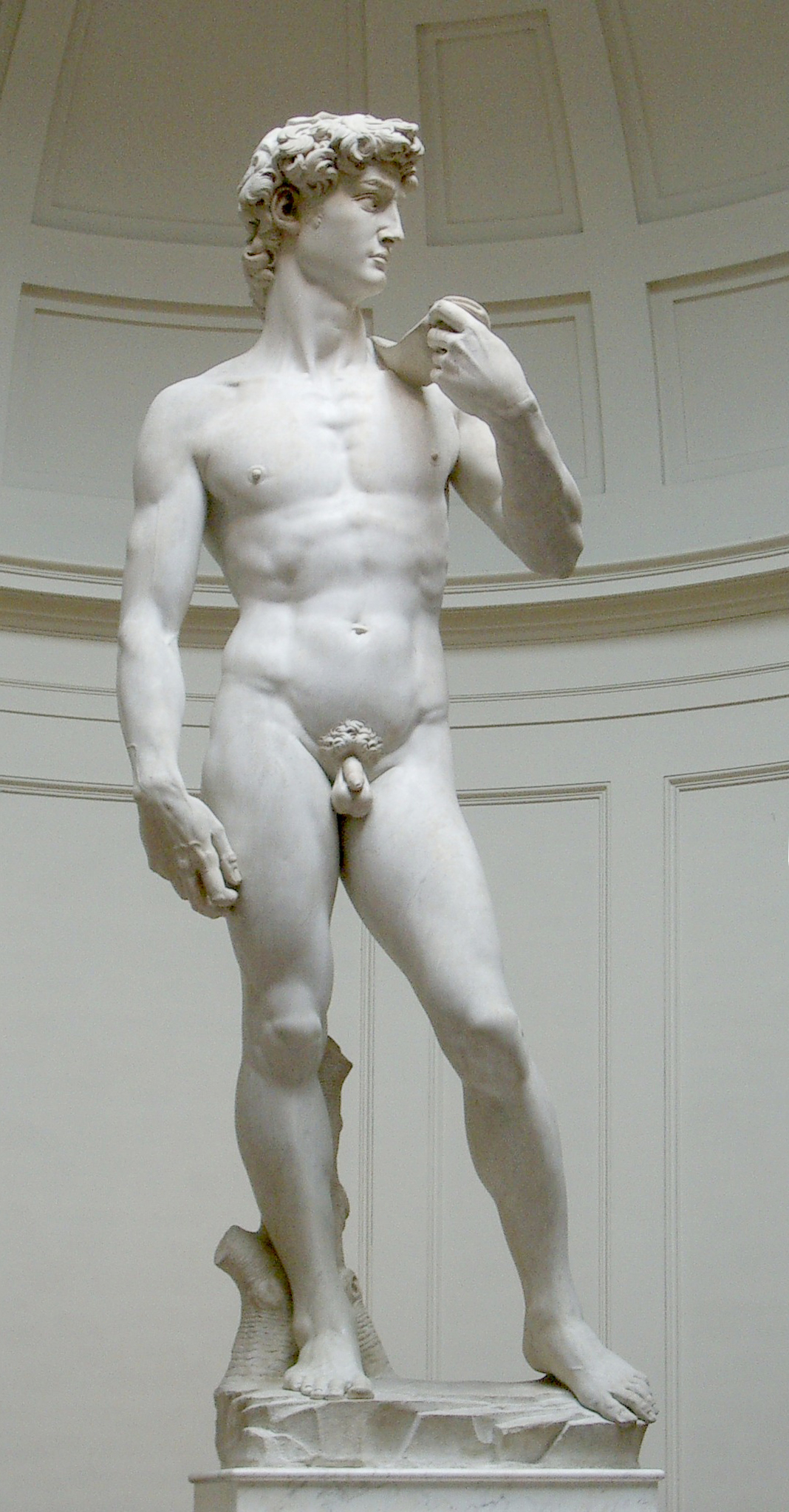
1504: Michelangelos David

- 1504: Michelangelo präsentiert auf der Piazza della Signoria in Florenz die über 4 m hohe David-Statue.
- 1777: Die Uraufführung der Oper Medonte, Rè di Epiro von Giuseppe Sarti findet am Teatro della Pergola in Florenz statt.
- 1947: Radio München, Vorgänger des Bayerischen Rundfunks, nimmt den Schulfunk in sein Programm auf und beginnt mit der ersten Ausstrahlung.
- 1949: Die Uraufführung der Operette Abschiedswalzer von Ludwig Schmidseder findet in Wien statt.
- 1950: Das Betty Crocker Cookbook der US-amerikanischen Werbe-Ikone Betty Crocker kommt erstmals in den Handel und wird zu einem Bestseller.
- 1961: Unter dem Titel Unternehmen Stardust erscheint Heft 1 der Science-Fiction-Serie Perry Rhodan.
- 1966: Die Uraufführung der Oper Hero und Leander von Günter Bialas findet im Nationaltheater Mannheim statt.
- 1966: Die erste Folge der Fernsehserie Star Trek wird in den USA ausgestrahlt.
- 1971: Die Uraufführung des Theaterstückes Mass von Leonard Bernstein findet im Kennedy Center in Washington/D.C. statt.
- 1976: Der sowjetische Schriftsteller Alexander Solschenizyn verlegt seinen Wohnsitz aus der Schweiz in die USA.
- 1982: Wim Wenders’ Film Der Stand der Dinge erhält bei den Filmfestspielen von Venedig den Goldenen Löwen.
- 2011: Das Horror-Ego-Shooter-Computerspiel Dead Island wird in Europa veröffentlicht.

### Gesellschaft
- 1761: Der britische König Georg III. heiratet Sophie Charlotte zu Mecklenburg-Strelitz, die er erst am selben Tag persönlich kennenlernt.
- 1866: Aus Chicago wird die erste Geburt von Sechslingen berichtet. Zwei Babys sterben nach der Geburt, den anderen vier Kindern von James und Jennie Bushnell ist ein langes Leben beschert.

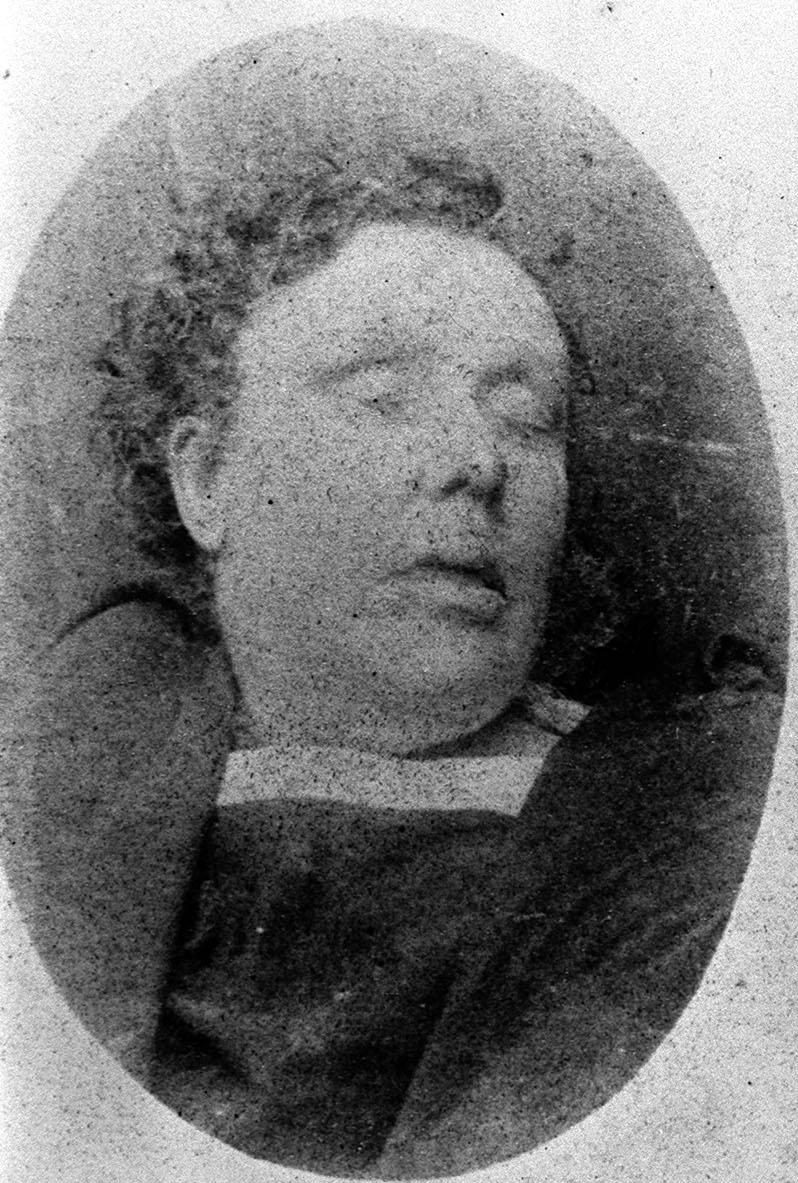
Annie Chapman

- 1888: Annie Chapman, das zweite Opfer Jack the Rippers, wird in Whitechapel, London, gefunden.
- 1921: Die sechzehnjährige Margaret Gorman gewinnt den Schönheitswettbewerb in Atlantic City und wird nachträglich zur ersten Miss America erklärt. Sie ist jüngste und kleinste Siegerin aller bisherigen Wettbewerbe.

### Religion
- 1020: Am Festtag Mariä Geburt: Weihe der noch hölzernen ersten Frauenkirche in Dresden durch den böhmischen Priester Přibislav.
- 1276: Der Portugiese Pedro Julião wird zum Papst gewählt, er nimmt den Namen Johannes XXI. an.
- 1875: Im niederländischen Steyl ruft der deutsche Priester Arnold Janssen die Gesellschaft des Göttlichen Wortes ins Leben. Wegen des Kulturkampfes konnte er die Kongregation in Deutschland nicht gründen.
- 1875: In der Wohnung von Helena Petrovna Blavatsky in New York unterzeichnen 16 Personen die Gründungsurkunde für die Theosophische Gesellschaft, deren konstituierende Versammlung schließlich am 17. November stattfinden wird. Diese Gesellschaft gewinnt erheblichen Einfluss auf religiöse und esoterische Bewegungen.

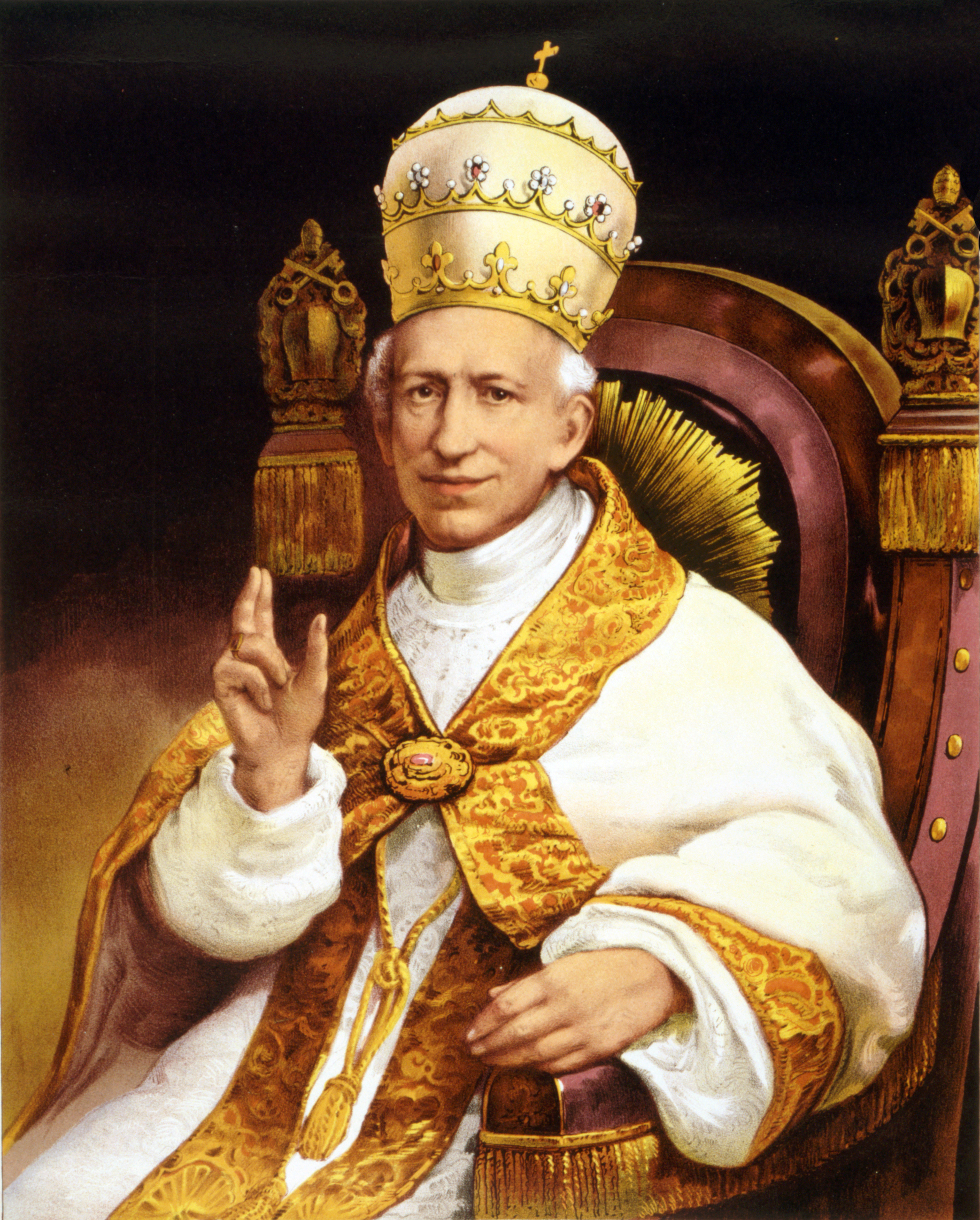
1899: Papst Leo XIII.

- 1899: In der an den französischen Klerus adressierten Enzyklika Depuis le jour beschreibt Papst Leo XIII. Grundlagen der Priesterausbildung, die kanonisches Recht beeinflussen.
- 1907: Papst Pius X. veröffentlicht die gegen den Modernismus in der römisch-katholischen Kirche gerichtete Enzyklika Pascendi Dominici gregis.
- 1953: Papst Pius XII. kündigt in der Enzyklika Fulgens corona für 1954 erstmals ein Marianisches Jahr an.
- 1957: Film, Funk und Fernsehen sind das Thema in der Enzyklika Miranda prorsus von Papst Pius XII.

### Katastrophen

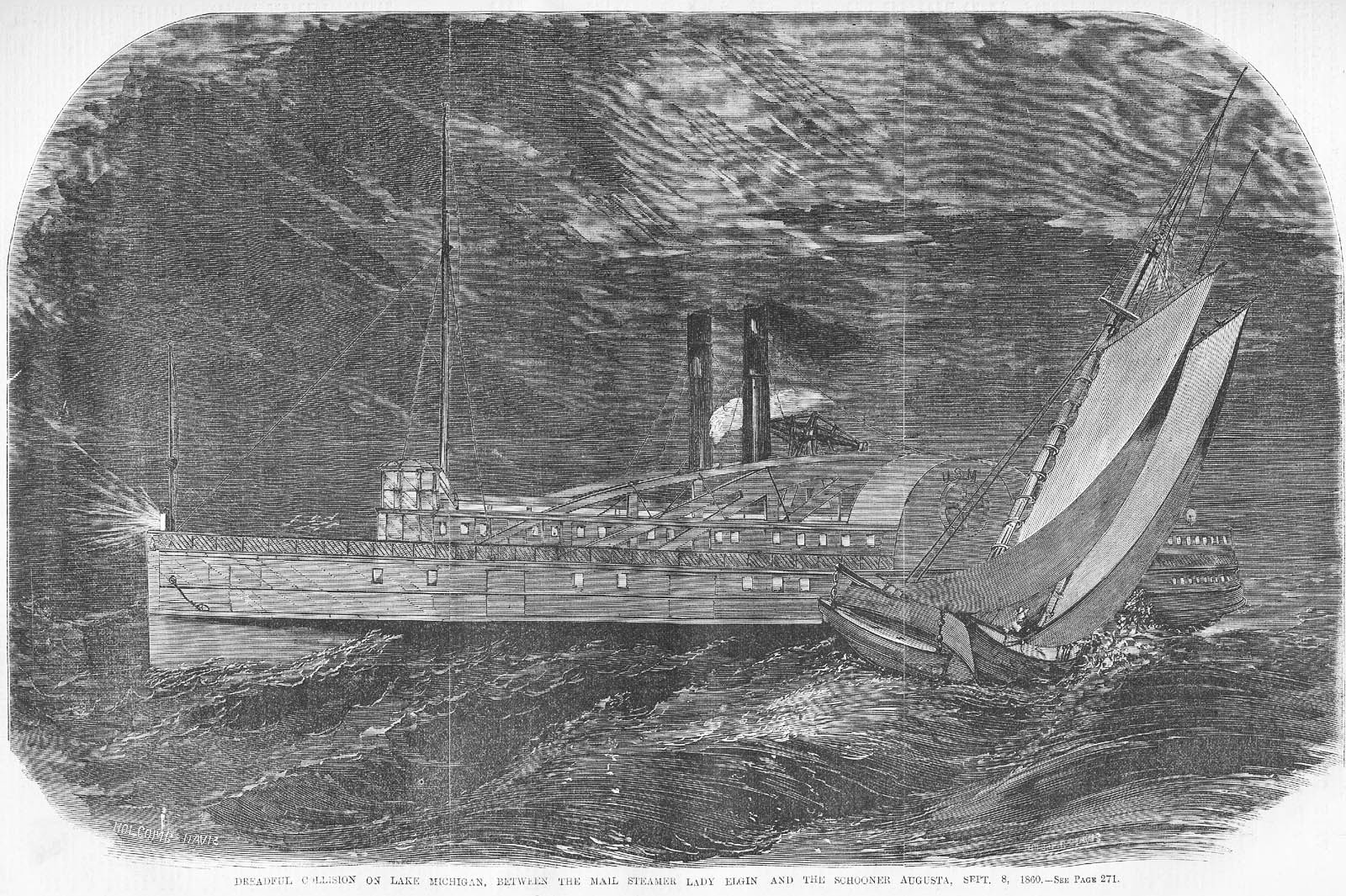
1860: Die Kollision der Lady Elgin

- 1860: Auf dem Michigansee sinkt der Raddampfer Lady Elgin nach der Kollision mit einem Schoner. Über 400 Menschen kommen durch das bis heute schwerste Schiffsunglück auf den Großen Seen ums Leben.
- 1900: Der sogenannte Galveston Hurrikan zerstört die texanische Stadt Galveston, die in der Folge zu wirtschaftlicher Bedeutungslosigkeit herabsinkt. Offizielle Berichte schätzen die Anzahl der Toten auf 8.000.
- 1905: Ein Erdbeben der Stärke 7,1 in Kalabrien, Italien fordert 557 Tote.
- 1923: In der Schiffskatastrophe bei Honda Point verliert die United States Navy sieben von neun darin verwickelten Zerstörern. Bei dichtem Nebel läuft der Schiffspulk auf Felsen nahe dem Santa-Barbara-Kanal auf.

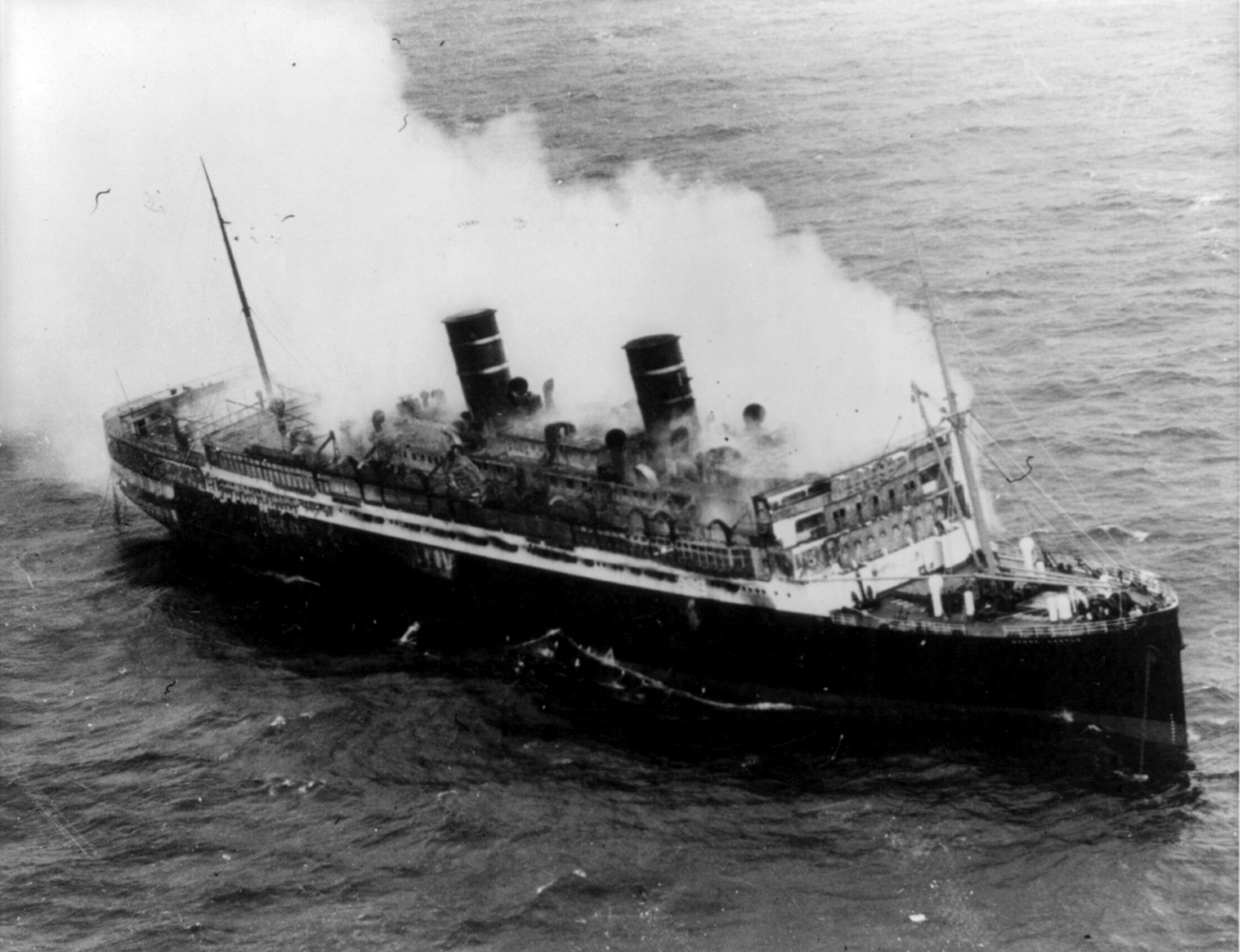
1934: Die brennende Morro Castle

- 1934: Vor der Küste von New Jersey fängt mitten in der Nacht der amerikanische Luxusdampfer Morro Castle Feuer und brennt innerhalb kürzester Zeit ab, 137 Passagiere und Besatzungsmitglieder sterben.
- 1994: Eine Boeing 737 der USAir aus Chicago stürzt bei Pittsburgh während des Landeanflugs ab, nachdem das Seitenruder außer Kontrolle gerät. Alle 132 Menschen an Bord sterben.

Kleinere Unglücksfälle sind in den Unterartikeln von Katastrophe und in der Liste von Katastrophen aufgeführt.

### Sport
- 1888: Die erste Spielzeit der englischen Fußballliga beginnt.

Einträge von Leichtathletik-Weltrekorden befinden sich unter der jeweiligen Disziplin unter Leichtathletik.

## Geboren

### Vor dem 16. Jahrhundert

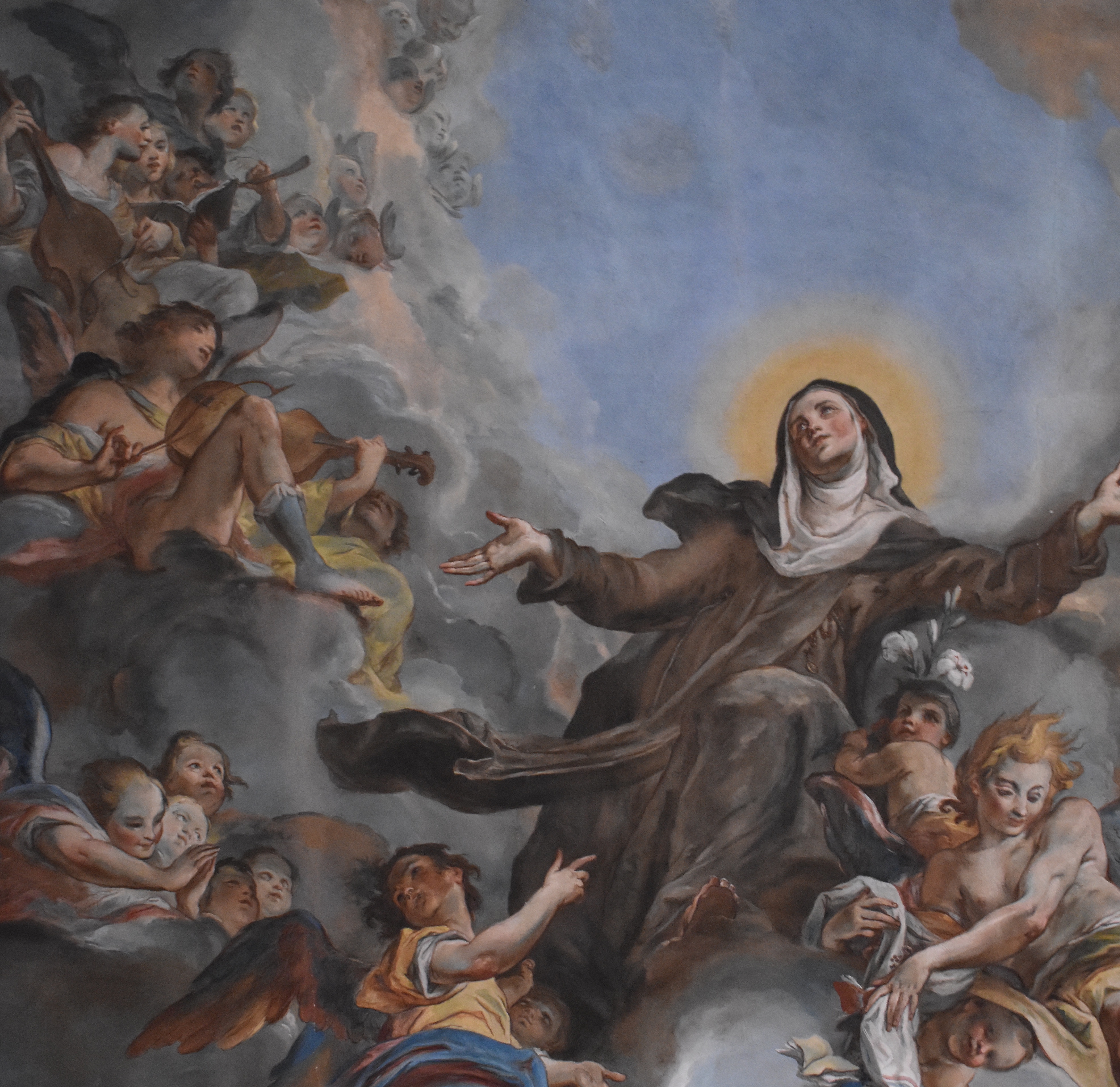
Katharina von Bologna (* 1413)

- 0828: ʿAlī al-Hādī an-Naqī, zehnter Imam des Islam, direkter Nachfahre Mohammeds
- 1157: Alexander Neckam, englischer Wissenschaftler und Lehrer
- 1157: Richard Löwenherz, König von England, Herzog von Aquitanien, Herzog von Poitiers
- 1271: Karl Martell, Titularkönig von Ungarn
- 1278: Theobald de Verdon, 2. Baron Verdon, englischer Adeliger
- etwa 1290: Hermann von Schildesche, Augustiner-Eremit und theologischer Schriftsteller
- 1380: Bernhardin von Siena, italienischer Heiliger
- 1413: Katharina von Bologna, italienische Klarissin und Klostergründerin, Mystikerin und Malerin
- 1442: John de Vere, 13. Earl of Oxford, englischer Adeliger und erblicher Lord Great Chamberlain von England
- 1462: Konrad Adelmann von Adelmannsfelden, deutscher Kanoniker und Humanist
- 1471: Wilhelm III., Landgraf von Hessen-Marburg
- 1474: Ludovico Ariosto, italienischer Dichter der Renaissance
- 1497: Wolfgang Musculus, reformierter Theologe
- 1499: Peter Martyr Vermigli, reformierter Theologe

### 16./17. Jahrhundert

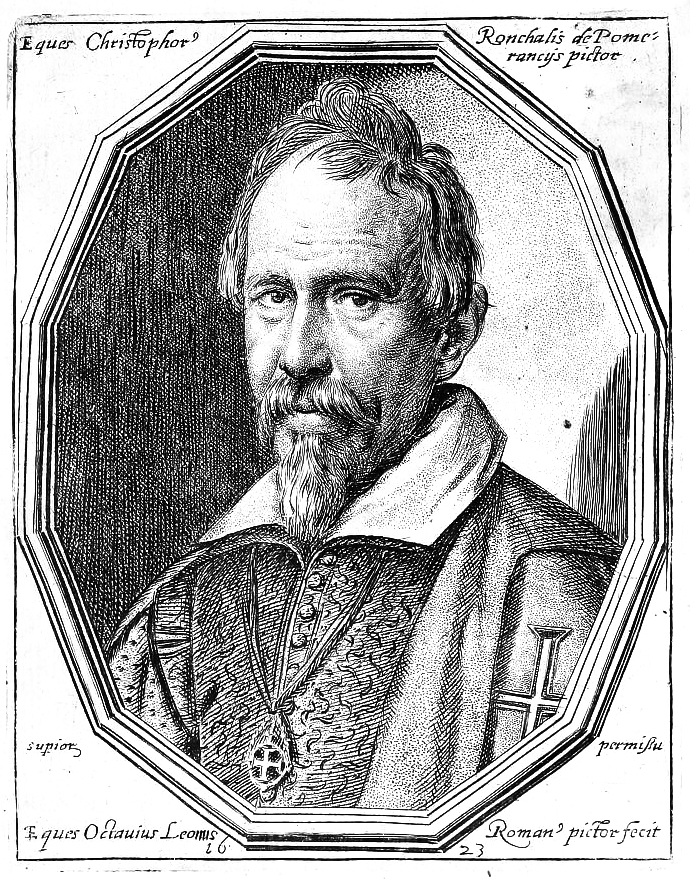
Cristoforo Roncalli (* 1552)

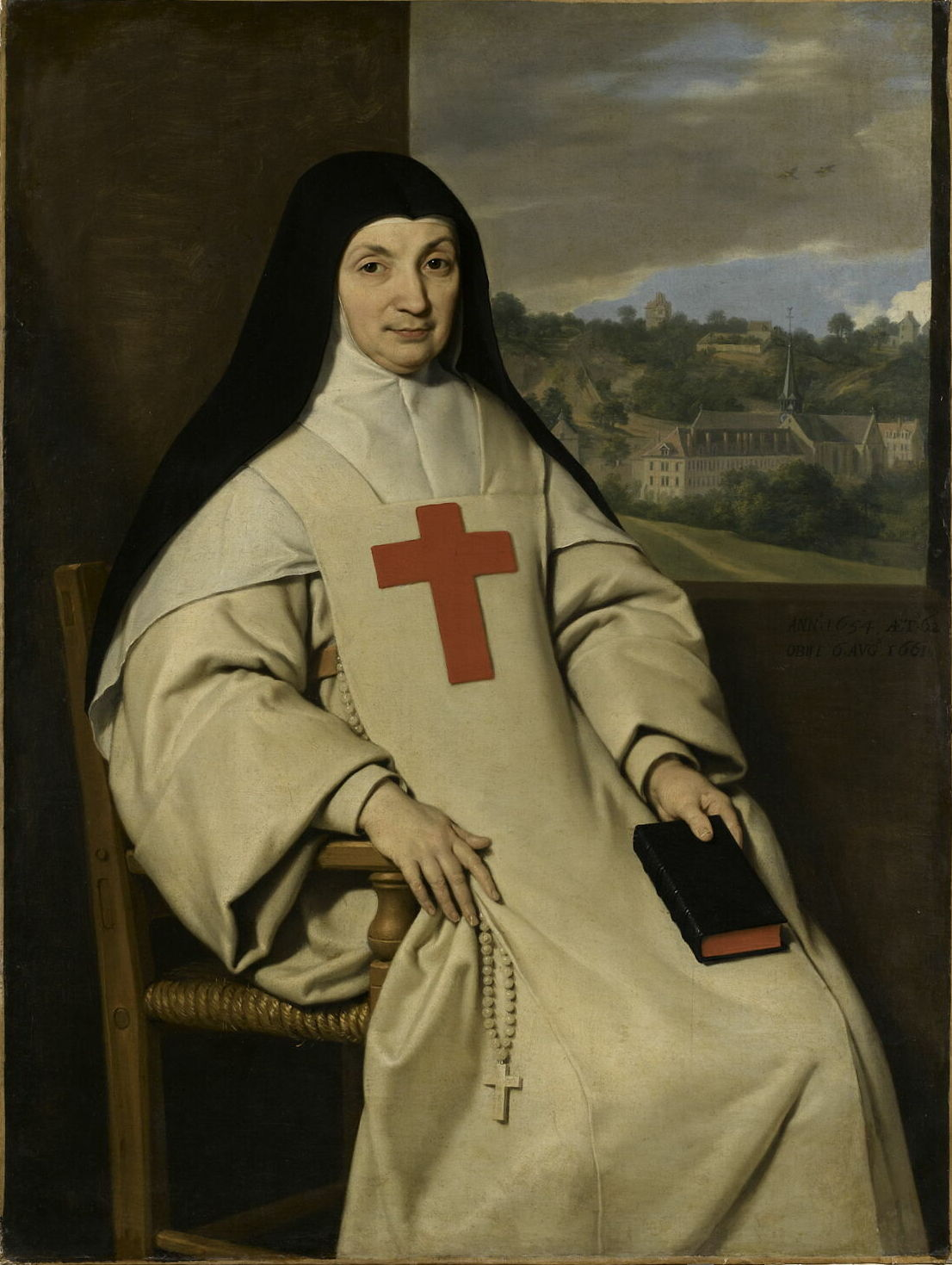
Angélique Arnauld (* 1591)

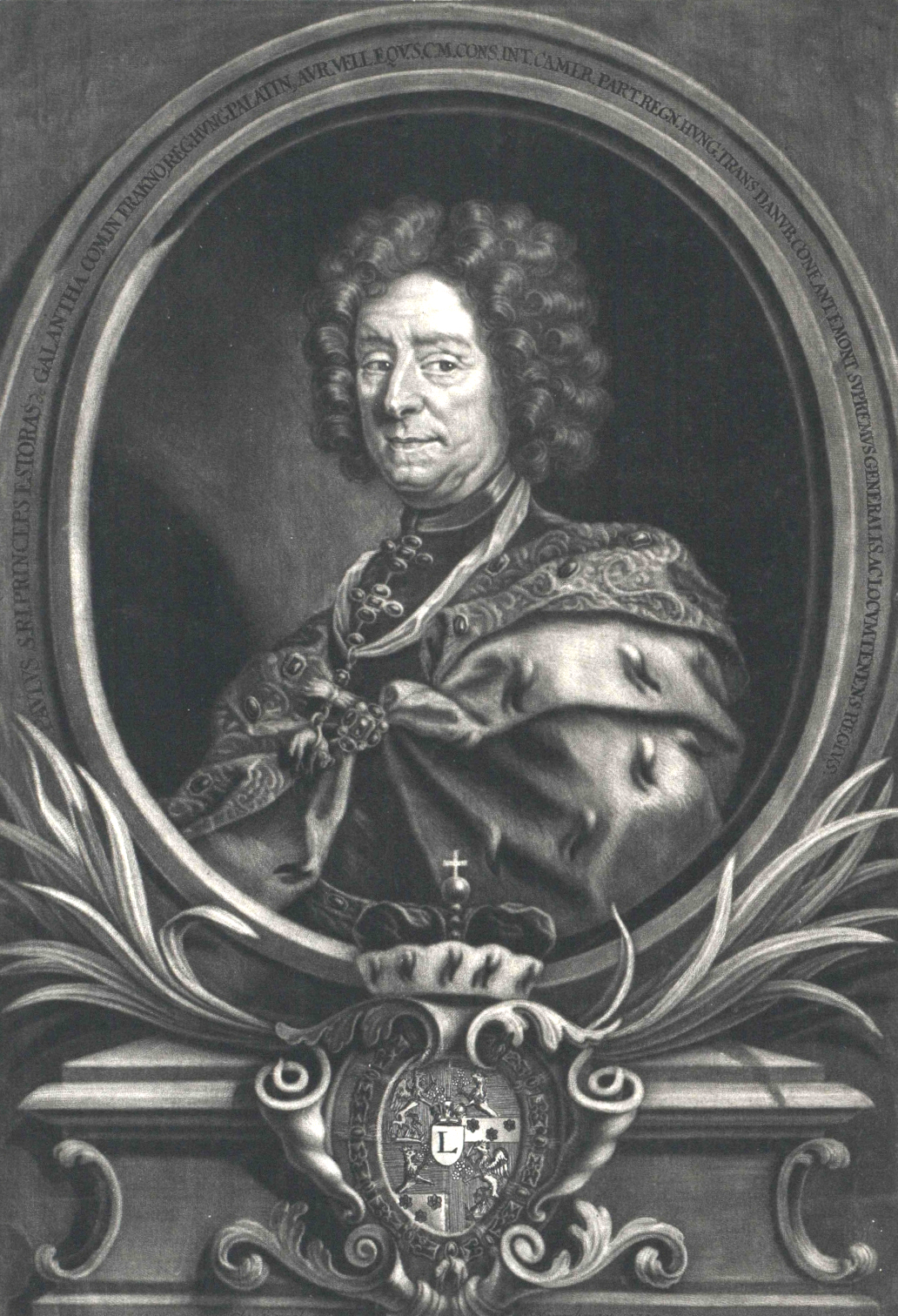
Paul I. Esterházy de Galantha (* 1635)

- 1515: Alfonso Salmerón, spanischer Jesuit, Prediger und Theologe
- 1516: Adam Siber, deutscher Humanist und Pädagoge
- 1550: Anton II., Graf von Delmenhorst
- 1552: Cristoforo Roncalli, italienischer Maler
- 1555: Elias Reusner, deutscher Historiker
- 1573: Georg Friedrich von Greiffenclau zu Vollrads, Erzbischof und Kurfürst von Mainz
- 1588: Marin Mersenne, französischer Mathematiker, Musiktheoretiker und Theologe
- 1591: Angélique Arnauld, Äbtissin von Port-Royal (Hochburg des Jansenismus)
- 1598: Wilhelm Hüls, deutscher reformierter Theologe
- 1599: Hartwig von Passow, deutscher Politiker und Diplomat
- 1611: Johann Friedrich Gronovius, deutscher klassischer Philologe und Textkritiker
- 1621: Louis II. de Bourbon, Fürst von Condé, französischer Feldherr („Le Grand Condé“)
- 1624: Murad Bakhsh, Sohn des indischen Großmoguls Shah Jahan
- 1633: Ferdinand IV., römisch-deutscher König, König von Böhmen und Ungarn
- 1635: Paul I. Esterházy de Galantha, kaiserlicher Feldmarschall
- 1650: Johann Friedrich Karcher, deutscher Gartenarchitekt und Baumeister
- 1668: Giorgio Baglivi, italienischer Mediziner
- 1686: Michael Lilienthal, deutscher lutherischer Theologe und Historiker
- 1698: Daniel Archinard, deutscher reformierter Pfarrer
- 1698: Friederike Charlotte von Hessen-Darmstadt, Landgräfin von Hessen-Kassel

### 18. Jahrhundert
- 1706: Francesco Maria Banditi, Erzbischof von Benevent
- 1708: Adam Struensee, deutscher evangelischer Theologe und Generalsuperintendent von Schleswig-Holstein

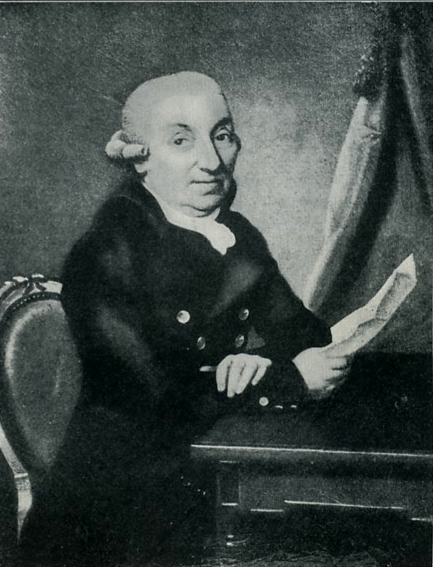
François-Thomas-Marie de Baculard d’Arnaud (* 1718)

- 1718: François-Thomas-Marie de Baculard d’Arnaud, französischer Dichter und Dramatiker
- 1735: Christoph Andreae, deutscher Unternehmer
- 1740: Johan Tobias Sergel, schwedischer Bildhauer und Zeichner
- 1741: Gioacchino Avesani, italienischer Jesuit, Lehrer und Dichter
- 1742: Ozias Humphry, englischer Maler
- 1749: Mariano Álvarez de Castro, spanischer General
- 1749: Dominique Joseph Garat, französischer Politiker und Schriftsteller

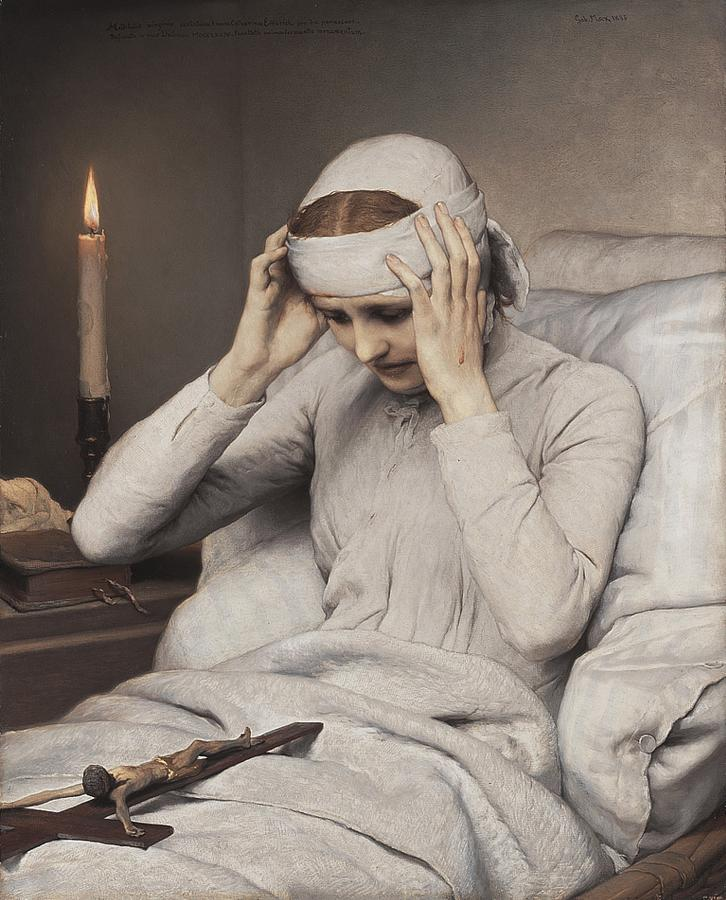
Anna Katharina Emmerich (* 1774)

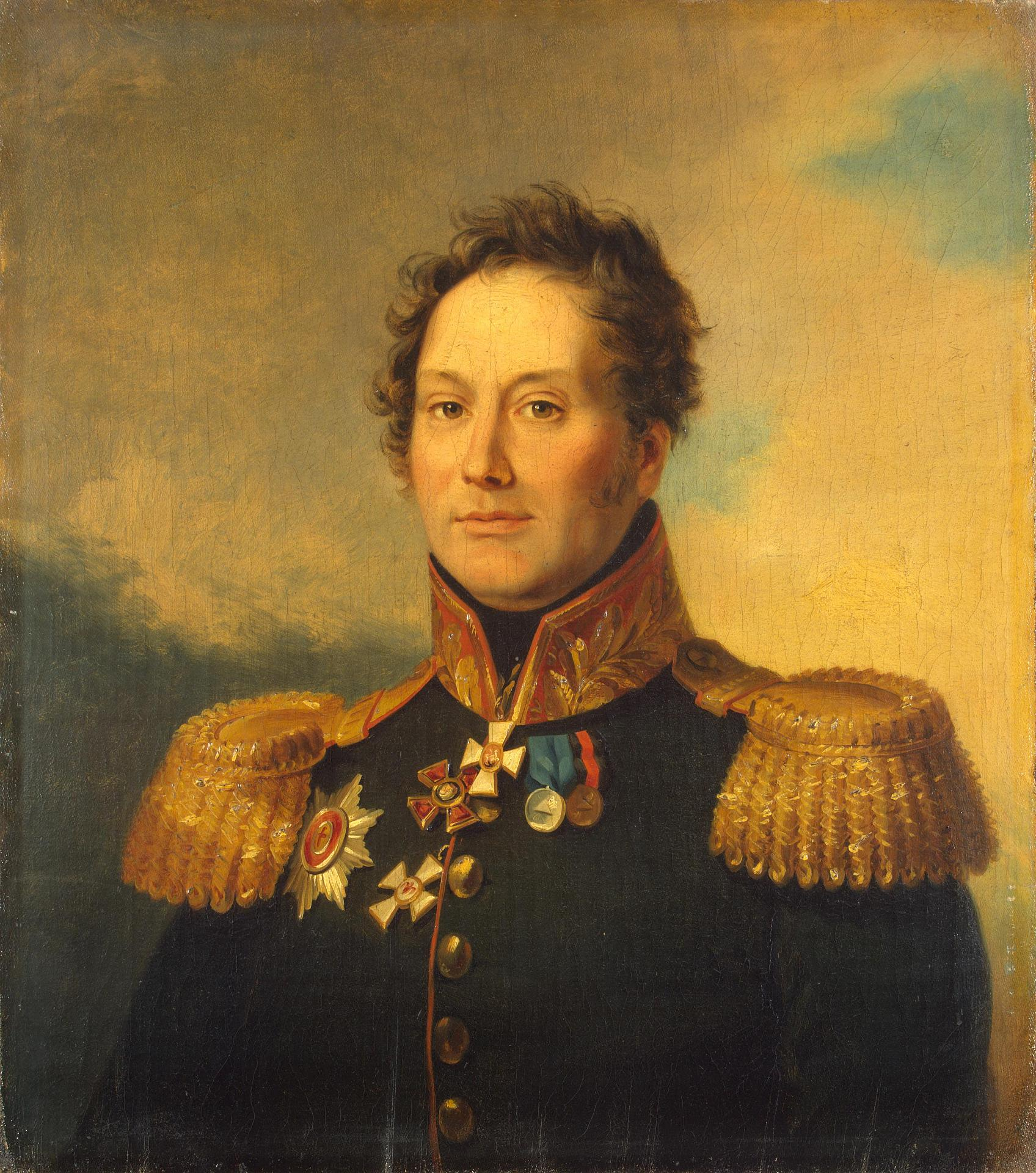
Moissei Karpenko (* 1775)

- 1749: Yolande Martine Gabrielle de Polastron, duchesse de Polignac, französische Adelige, Favoritin von Marie Antoinette und Gouvernante der königlichen Kinder
- 1749: Marie-Louise von Savoyen-Carignan, französische Hofdame, Vertraute der Marie-Antoinette
- 1750: Tanikaze Kajinosuke, japanischer Sumōringer, vierter Yokozuna
- 1752: Johann Caspar Ludwig Mencke, deutscher Rechtswissenschaftler
- 1760: Georg Friedrich Baumgärtel, deutscher Pädagoge
- 1760: Domenico Pino, italienischer General in napoleonischen Diensten
- 1768: Theodor von Hallberg-Broich, deutscher Schriftsteller und Forschungsreisender
- 1769: Johann Horkel, deutscher Mediziner, Pflanzenphysiologe und Botaniker
- 1769: Mariano de Urquijo y Muga, spanischer Politiker und Vertreter der Aufklärung
- 1774: Anna Katharina Emmerick, Ordensschwester im Augustinerorden und Mystikerin
- 1775: Moissei Iwanowitsch Karpenko, russischer Generalleutnant
- 1779: Mustafa IV., Sultan des Osmanischen Reiches
- 1780: Sebald Brendel, deutscher Jurist und Hochschullehrer
- 1781: Ferdinand Maria Chotek von Chotkow, Erzbischof von Olmütz
- 1782: Jacob Anton Mayer, deutscher Gründer der Mayerschen Buchhandlung
- 1783: Nikolai Frederik Severin Grundtvig, dänischer Theologe, Philosoph, Nationaldichter und Volkspädagoge
- 1785: Maximilien de Meuron, Schweizer Landschaftsmaler
- 1788: William Collins, englischer Maler
- 1792: Joseph Netherclift, englischer Komponist und Lithograf
- 1794: Douglas Charles Clavering, schottischer Forschungsreisender
- 1796: Henry John William Bentinck, britischer General
- 1799: Carlo d’Arco, italienischer Kunsthistoriker, Maler und Nationalökonom
- 1799: James Bowman Lindsay, Erfinder, Physiker sowie Astronom

### 19. Jahrhundert

#### 1801–1850

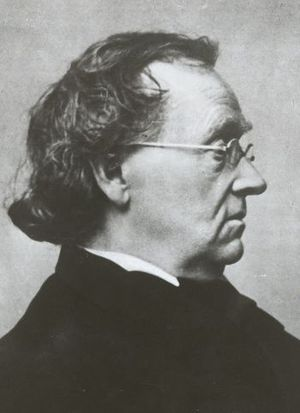
Eduard Mörike (* 1804)

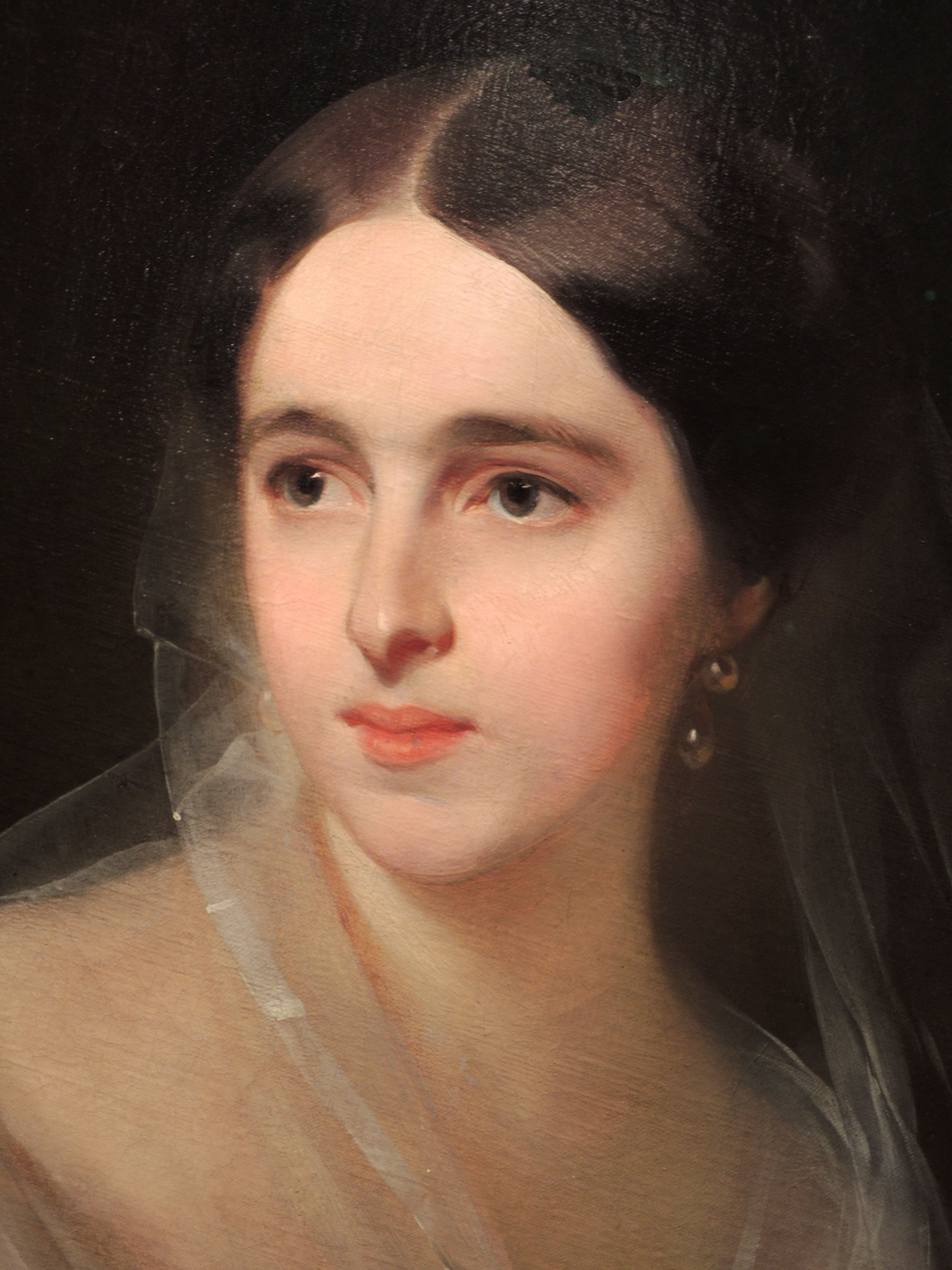
Natalja Lanskaja (* 1812)

- 1803: Léon Faucher, französischer Publizist und Staatsmann
- 1804: Eduard Mörike, deutscher Lyriker und Erzähler
- 1806: Carl Boos, Architekt und Hofbaurat
- 1806: Pauline von Koudelka, österreichische Malerin des Wiener Biedermeier
- 1812: Natalja Nikolajewna Puschkina-Lanskaja, Frau von Alexander Puschkin
- 1814: Charles Étienne Brasseur de Bourbourg, französischer Historiker, Ethnologe und Archäologe
- 1815: Alexander Ramsey, US-amerikanischer Politiker
- 1815: Giuseppina Strepponi, italienische Opernsängerin, Interpretin und Frau von Giuseppe Verdi
- 1818: David Fries, Schweizer evangelischer Geistlicher und Politiker
- 1818: Karl Müllenhoff, deutscher Philologe
- 1819: António Maria de Fontes Pereira de Melo, portugiesischer Politiker und Staatsmann
- 1820: Godfrey Frankenstein, deutschamerikanischer Maler
- 1821: Josef Eisenkolb, rumäniendeutscher Komponist
- 1822: Félix Deltour, französischer Schriftsteller

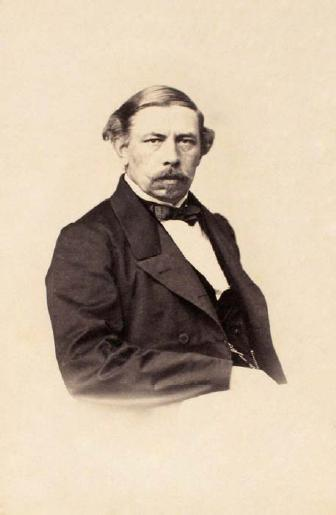
Karl von Ditmar (* 1822)

- 1822: Karl von Ditmar, deutschbaltischer Entdecker und Naturforscher
- 1823: Constantin Gorski, deutsch-baltischer Zoologe
- 1823: Otto von Scholley, österreichischer Feldmarschalleutnant
- 1824: Brond de Grave Winter, ostfriesischer Orgelbauer
- 1826: Disma Fumagalli, italienischer Komponist und Musikpädagoge
- 1827: Emil Naumann, deutscher Komponist
- 1828: Joshua Lawrence Chamberlain, US-amerikanischer Offizier und Politiker
- 1828: George Crook, US-amerikanischer General
- 1829: Seth Maxwell Barton, US-amerikanischer General
- 1830: Frédéric Mistral, französischer Dichter und Linguist, Nobelpreisträger
- 1831: Philipp Auer, deutscher Politiker

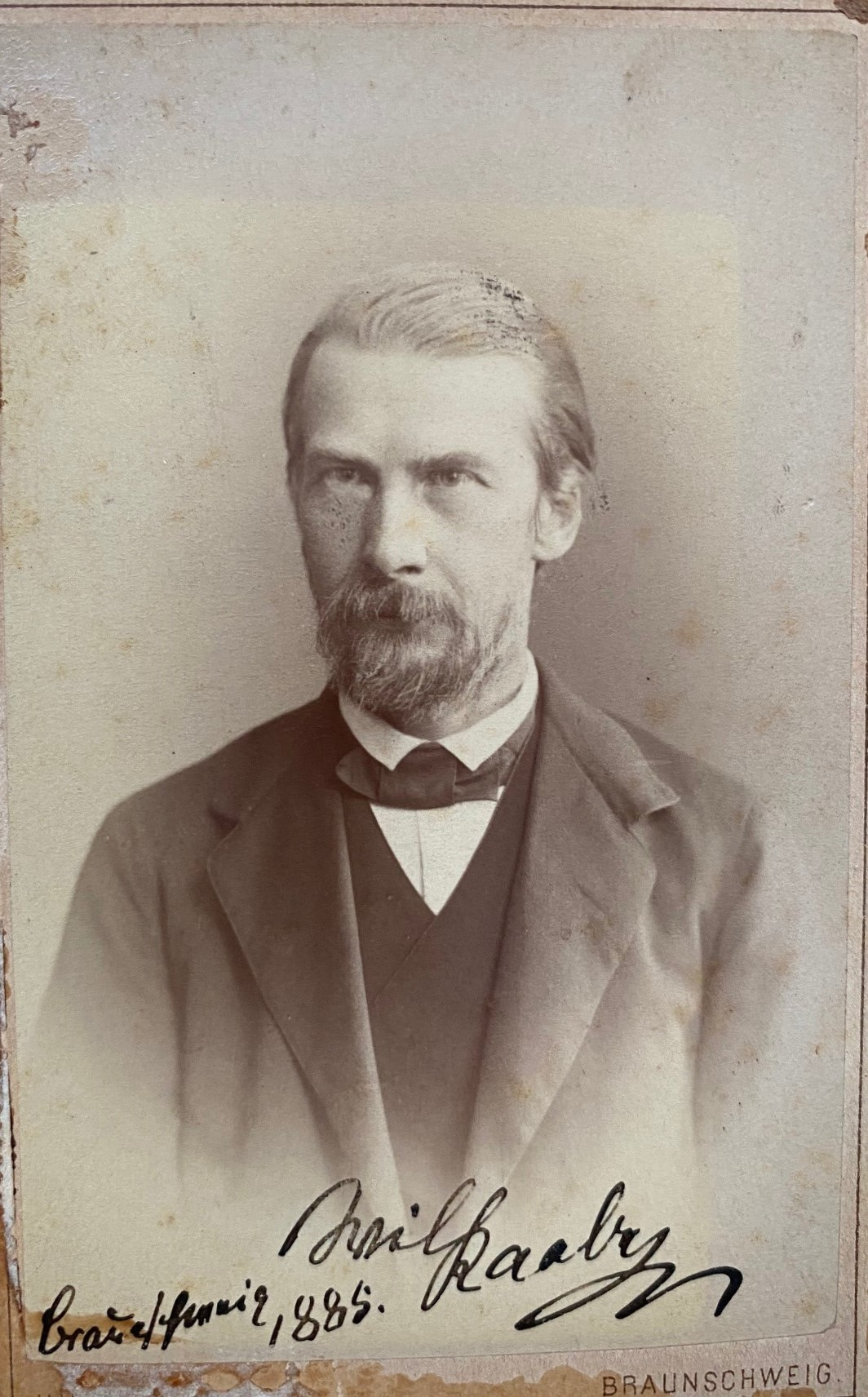
Wilhelm Raabe (* 1831)

- 1831: Wilhelm Raabe, deutscher Erzähler
- 1838: Karl Hoff, deutscher Maler
- 1838: Carl Weyprecht, deutscher Marineoffizier, Arktisforscher und Geophysiker
- 1839: August Schreiber, deutscher Pfarrer und Missionar
- 1841: Antonín Dvořák, böhmischer Komponist
- 1841: Carl Snoilsky, schwedischer Dichter
- 1843: Dmitri Nikolajewitsch Anutschin, russischer Geograph, Ethnologe und Anthropologe
- 1846: Kurt von Wedel, preußischer Gutsbesitzer und Politiker
- 1847: Max Wölfing, deutscher Feldpropst
- 1848: Victor Meyer, deutscher Chemiker
- 1849: Gustav Schreck, deutscher Musiklehrer, Komponist und Chorleiter
- 1850: Paul Gerson Unna, deutscher Arzt und Dermatologe

#### 1851–1900
- 1852: Lilla Pauline Emilie Gäde, deutsche Malerin

- 1852: Gojong, koreanischer König

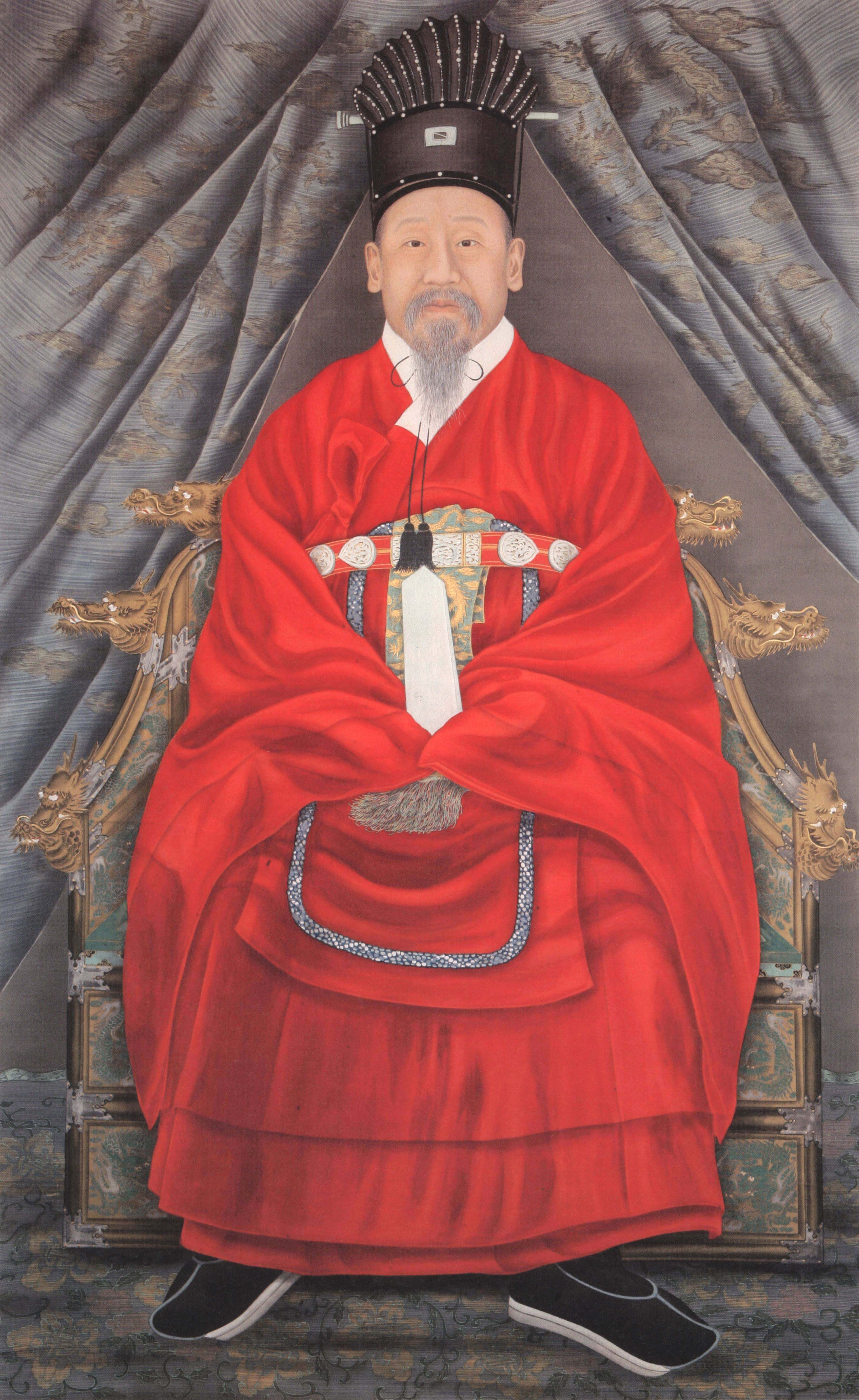
Gojong (* 1852)

- 1857: Georg Michaelis, deutscher Jurist und Politiker
- 1862: Karl Ludwig Werner, deutscher Organist und Komponist
- 1863: Gustavo E. Campa, mexikanischer Komponist
- 1864: Leonard Trelawny Hobhouse, britischer Politiker und Professor für Soziologie
- 1864: Jakob Johann von Uexküll, estnischer Biologe und Philosoph
- 1865: Joseph Vogt, deutscher Theologe, Bischof des Bistums Aachen
- 1866: Selly Askanazy, deutscher Arzt
- 1867: Alexander Parvus, russischer Revolutionär und Vordenker

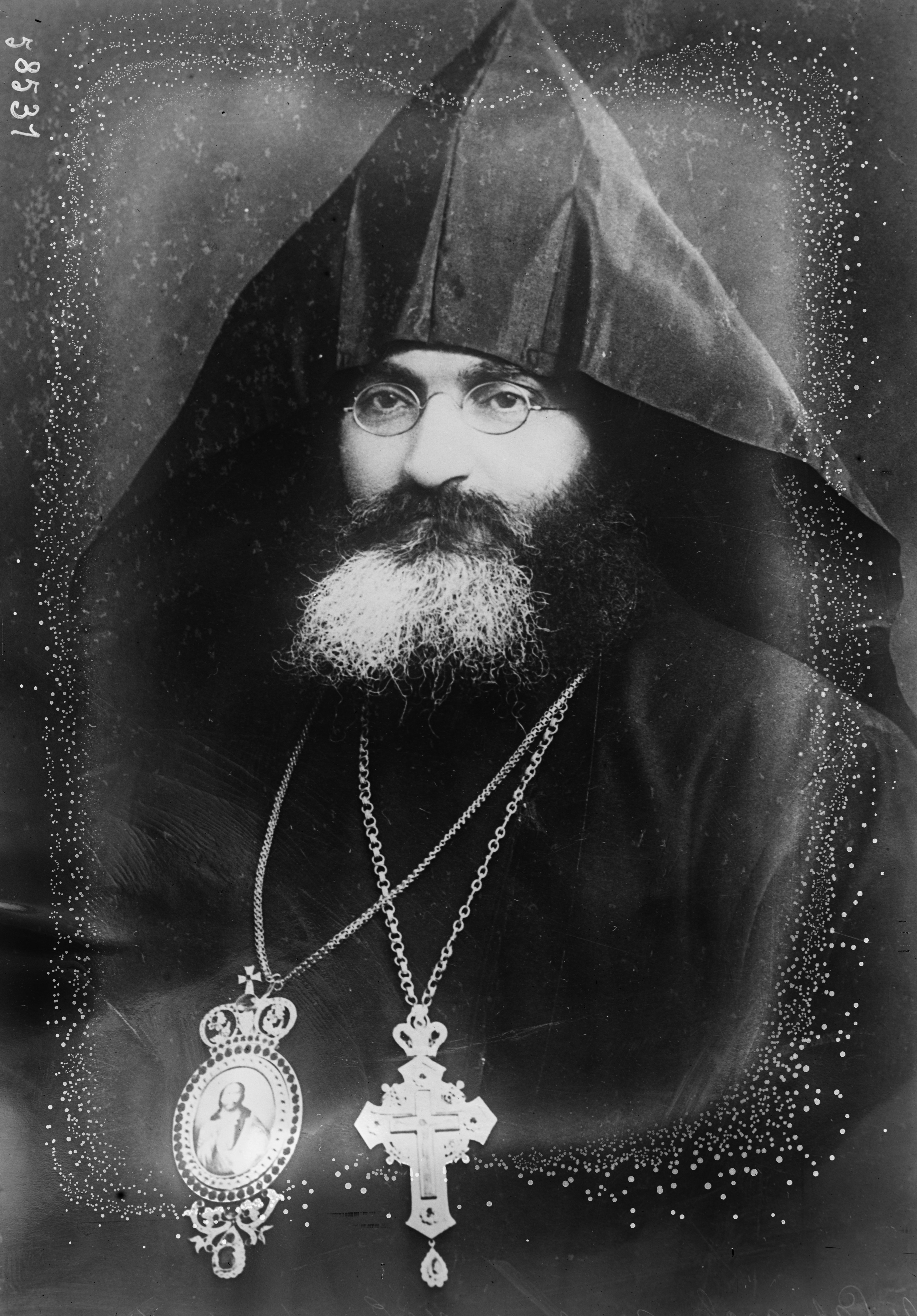
Zaven Der Yeghiayan (* 1868)

- 1868: Zaven Der Yeghiayan, armenischer Erzbischof und Patriarch von Konstantinopel
- 1869: Johann Eustacchio, österreichischer Architekt
- 1871: Franz Karl Ginzkey, österreichischer Offizier, Dichter und Schriftsteller
- 1872: George Henry Dern, US-amerikanischer Politiker
- 1873: Alfred Jarry, französischer Schriftsteller
- 1873: David O. McKay, 9. Präsident der Kirche Jesu Christi der Heiligen der Letzten Tage
- 1874: Friedrich Stampfer, deutscher Journalist und Politiker
- 1876: Bruno Dammer, deutscher Geologe
- 1878: Théodore Aubert, schweizerischer Politiker
- 1878: Georg Lotter, deutscher Ingenieur

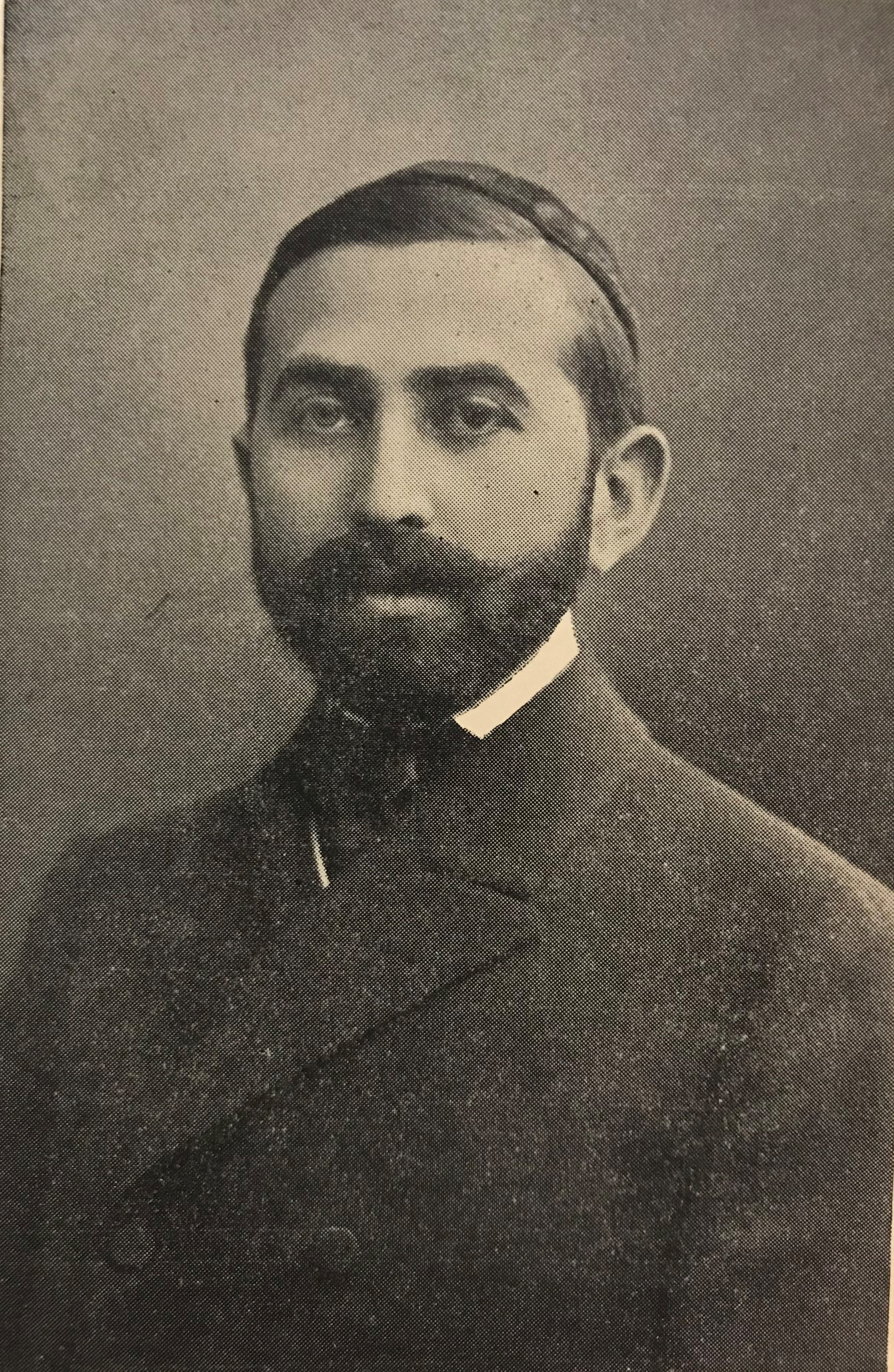
Adolf Altmann (* 1879)

- 1879: Adolf Altmann, österreichisch-deutscher Rabbiner
- 1881: Harry Hillman, US-amerikanischer Leichtathlet, Olympiasieger
- 1882: Alberto Vojtěch Frič, tschechischer Kakteensammler und Pflanzenjäger
- 1883: Max Schlenker, deutscher Jurist, Geschäftsführer des Langnam-Vereins
- 1884: James Earle Ash, US-amerikanischer Pathologe und Offizier
- 1884: Emmy Hiesleitner-Singer, österreichische Grafikerin und Malerin
- 1886: Heinrich Linzen, deutscher Maler
- 1887: Walther Hensel, deutscher Volksliedforscher und -sammler
- 1887: Sivananda, indischer Yoga-Meister
- 1889: Karl Ahorner, österreichischer Politiker
- 1889: Robert A. Taft, US-amerikanischer Politiker

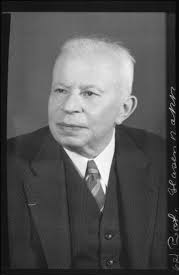
Helmuth von Glasenapp (* 1891)

- 1891: Helmuth von Glasenapp, deutscher Indologe und Religionswissenschaftler
- 1892: Robert Lestienne, französischer Automobilrennfahrer
- 1893: Anton Andergassen, österreichischer Geistlicher Rat und Pfarrer
- 1893: Erik Reger, deutscher Schriftsteller
- 1894: Willem Pijper, niederländischer Komponist
- 1894: Andrée Vaurabourg-Honegger, französische Pianistin und Musikpädagogin
- 1895: Julius Lips, deutscher Ethnologe und Rechtssoziologe
- 1896ː Martha Friedländer, deutsche Pädagogin, Exilantin, Pionierin der Sprachheilerziehung
- 1896: Frank Silver, US-amerikanischer Songwriter, Bandleader und Vaudevilledarsteller
- 1897: Hugo de Groot, niederländischer Komponist und Dirigent
- 1897: Jimmie Rodgers, US-amerikanischer Musiker
- 1898: Haimar Cumme, deutscher Mathematiker, Physiker und Hochschullehrer
- 1899: Bernd von Arnim, deutscher Slawist
- 1900: Hans Kehrl, deutscher Unternehmer, Wirtschaftsberater und -führer
- 1900: Claude Pepper, US-amerikanischer Politiker

### 20. Jahrhundert

#### 1901–1925

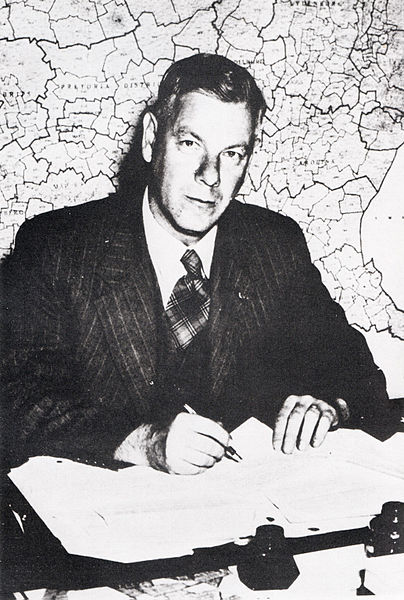
Hendrik Frensch Verwoerd (* 1901)

- 1901: Josef Eberle, deutscher Schriftsteller und Verleger
- 1901: Herrmann Mostar, deutscher Schriftsteller
- 1901: Hendrik Frensch Verwoerd, südafrikanischer Politiker und Soziologe

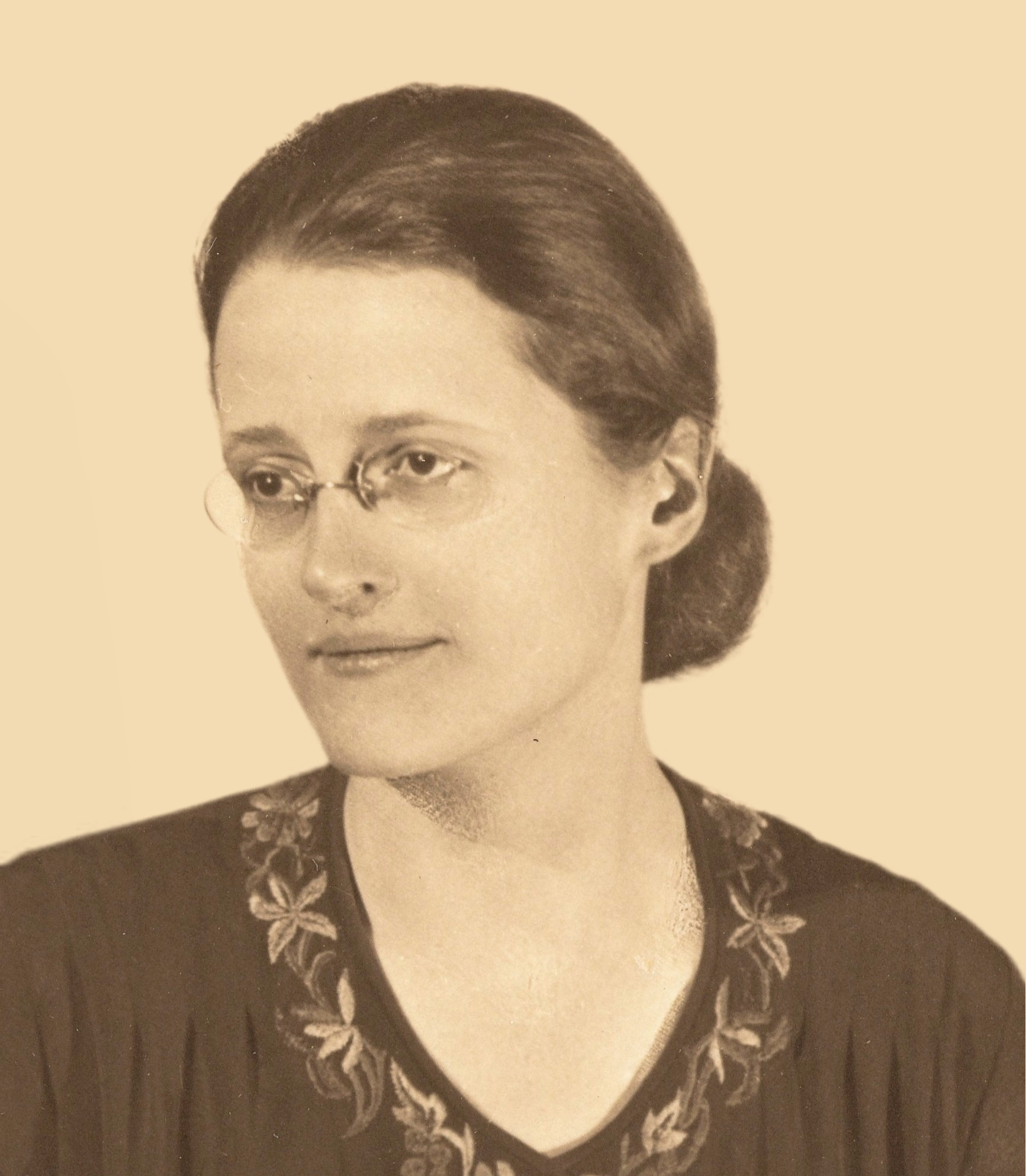
Marthe Louise Voigt (* 1903)

- 1901: Frieda Fronmüller, deutsche Kirchenmusikerin
- 1902: Ruth Elder, US-amerikanische Flugpionierin und Schauspielerin
- 1903: Hans Aub, deutscher Wirtschaftsjurist und Politiker
- 1903ː Marthe Louise Vogt, deutsche Pharmakologin
- 1904: Ron Gibson, britischer Autorennfahrer
- 1904: José Roberto Torrent Prats, spanischer Maler
- 1905: Alfred Filbert, deutscher SS-Angehöriger, Leiter eines Einsatzkommandos, Kriegsverbrecher
- 1905: Thomas Keith Glennan, US-amerikanischer Raumfahrtfunktionär, erster Leiter der NASA
- 1906: Emília Rotter, ungarische Eiskunstläuferin
- 1906: Denis de Rougemont, Schweizer Philosoph
- 1907: Jean Aerts, belgischer Radrennfahrer
- 1908: Erwin Anders, deutscher Kameramann
- 1908: Karl Anton Wolf, österreichischer Maler und Bildhauer
- 1909: Alfred Kunze, deutscher Fußballspieler, -trainer und Dozent
- 1909: Hermann Steuri, Schweizer Bergführer und Skirennfahrer
- 1910: Martha Albrand, deutsch-amerikanische Schriftstellerin, Gewinnerin des Grand prix de littérature policière
- 1910: Jean-Louis Barrault, französischer Schauspieler, Pantomime und Regisseur
- 1910: Irmfried Eberl, deutscher SS-Arzt, Leiter zweier Tötungsanstalten und des Vernichtungslagers Treblinka, Kriegsverbrecher
- 1910: Rudolf-Ernst Heiland, deutscher Politiker
- 1910: Dschafar Scharif-Emami, iranischer Politiker, mehrfacher Minister, Premierminister
- 1911: Tomasz Kiesewetter, polnischer Komponist, Dirigent und Musikpädagoge

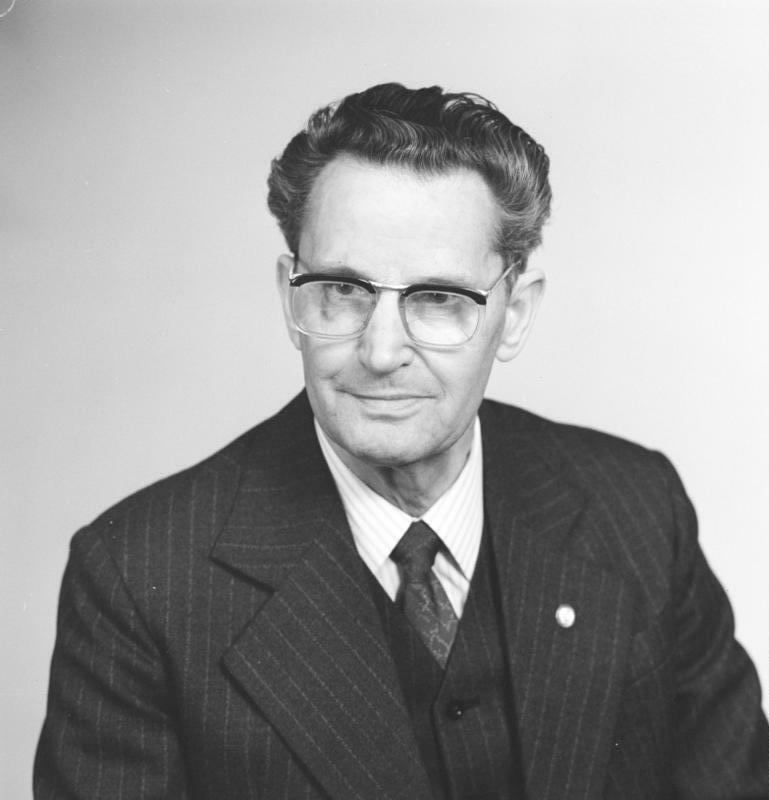
Alois Pisnik (* 1911)

- 1911: Alois Pisnik, österreichisch-deutscher Politiker, Mitglied des Zentralkomitees der SED
- 1912: Kurt Magnus, deutscher Ingenieur
- 1912: Jacques Péron, französischer Automobilrennfahrer
- 1912: Marie-Dominique Philippe, französischer Dominikaner, Philosoph und Theologe
- 1913: Zvi Asaria, jugoslawisch-israelischer Rabbiner und Autor
- 1914: Demetrius I., türkischer Geistlicher, Patriarch von Konstantinopel
- 1914: Albert Edward Kelly, britischer Komponist und Dirigent
- 1915: Bryan Wynter, britischer Maler
- 1916: Fritz Habeck, österreichischer Erzähler, Autor, Übersetzer, Theaterdirektor, Lektor und Jurist
- 1916: René Touzet, kubanischer Pianist, Komponist und Bandleader

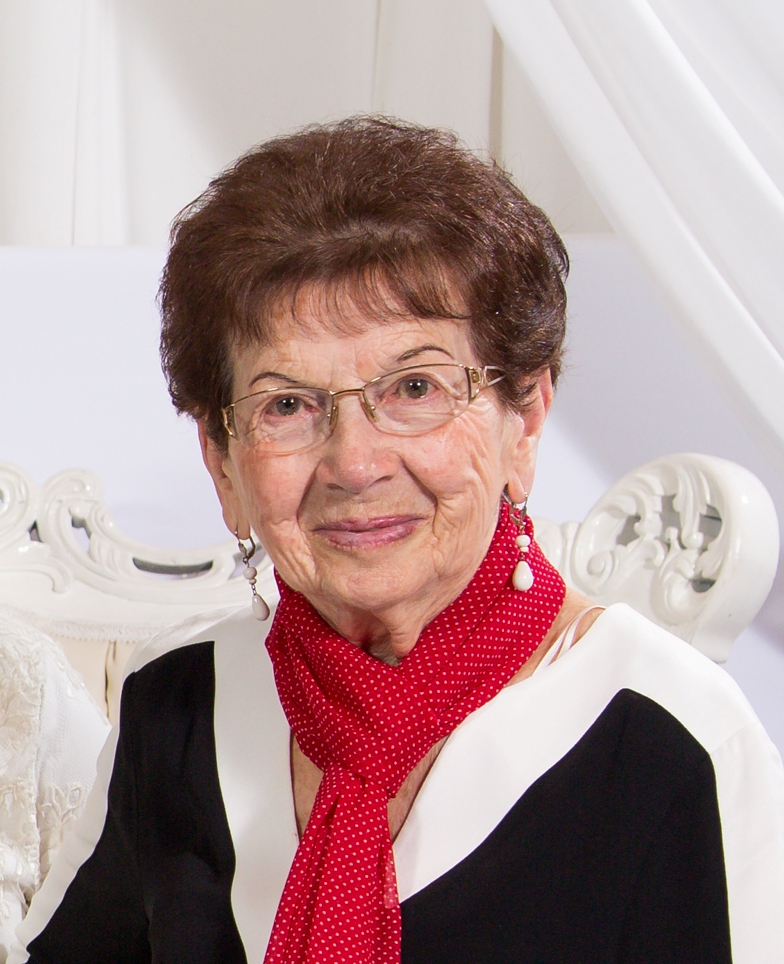
Batsheva Dagan (* 1925)

- 1918: Derek H. R. Barton, britischer Chemiker, Nobelpreisträger
- 1918: Manuel Valerio, dominikanischer Lyriker
- 1919: Johan Kvandal, norwegischer Komponist, Dirigent, Organist und Musikkritiker
- 1919: Maria Lassnig, österreichische Künstlerin
- 1920: Ernst-Alfred Jauch, deutscher Journalist
- 1921: Hans Ulrich Engelmann, deutscher Komponist
- 1921: Victor Razafimahatratra, madagassischer Erzbischof von Antananarivo und Kardinal
- 1922: Lyndon LaRouche, US-amerikanischer Politaktivist
- 1922: Héctor Rossetto, argentinischer Schachgroßmeister
- 1923: Jacques Rey, Schweizer Autorennfahrer
- 1924: Hazel Brooks, US-amerikanische Schauspielerin
- 1924: Hasso Degner, deutscher Schauspieler und Hörspielsprecher
- 1924: Wendell Ford, US-amerikanischer Politiker, Gouverneur von Kentucky, Senator
- 1925ː Batsheva Dagan, polnisch-israelische Überlebende des Holocaust, Autorin, Pädagogin und Psychologin
- 1925: Peter Sellers, britischer Schauspieler

#### 1926–1950

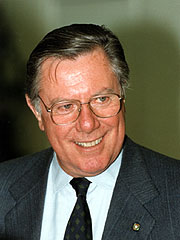
Sergio Pininfarina (* 1926)

- 1926: Sergio Pininfarina, italienischer Designer und Politiker
- 1927: Gabdulchaj Achatow, russischer Linguist und Turkologist
- 1927: Karl Peter Grotemeyer, deutscher Mathematiker, Rektor der Universität Bielefeld
- 1927: Ģederts Ramans, lettischer Komponist
- 1928: Martin Beale, britischer Mathematiker und Statistiker
- 1929: Geoffrey Donald Chisholm, australischer Politiker
- 1929: Christoph von Dohnányi, deutscher Dirigent und Intendant
- 1930: Mario Adorf, deutsch-italienischer Schauspieler
- 1930: Jeannette Altwegg, britische Eiskunstläuferin
- 1930: Reinhard Strecker, deutscher politischer Aktivist
- 1931: Hans Hattenhauer, deutscher Rechtswissenschaftler
- 1932: Kåre Berg, norwegischer Skispringer
- 1932: Patsy Cline, US-amerikanische Country-Sängerin
- 1932: Erwin Franz Müller, deutscher Unternehmer, Gründer der Drogeriemarktkette Müller

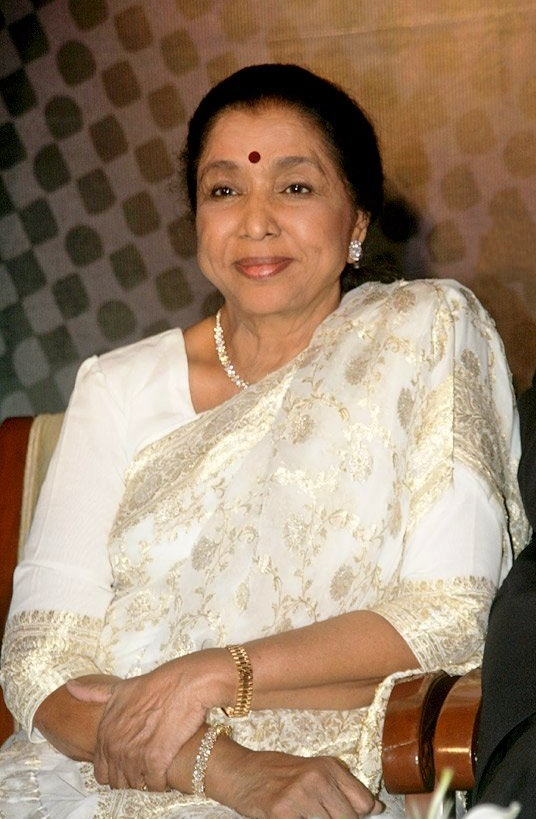
Asha Bhosle (* 1933)

- 1933: Asha Bhosle, indische Sängerin
- 1933: Michael Frayn, britischer Schriftsteller
- 1934: Peter Maxwell Davies, britischer Komponist und Musikpädagoge
- 1934: Kriemhild Limberg, deutsche Leichtathletin
- 1935: Fritz Baumbach, deutscher Fernschachgroßmeister
- 1935: Jörg K. Hoensch, deutscher Historiker
- 1935: Helga M. Novak, deutsch-isländische Schriftstellerin
- 1936: Werner Huß, deutscher Althistoriker
- 1936: Zdeněk Pulec, tschechischer Posaunist
- 1937: Cüneyt Arkın, türkischer Schauspieler, Drehbuchautor, Filmregisseur und -produzent
- 1937: Helga Hahnemann, deutsche Entertainerin, Kabarettistin und Schauspielerin

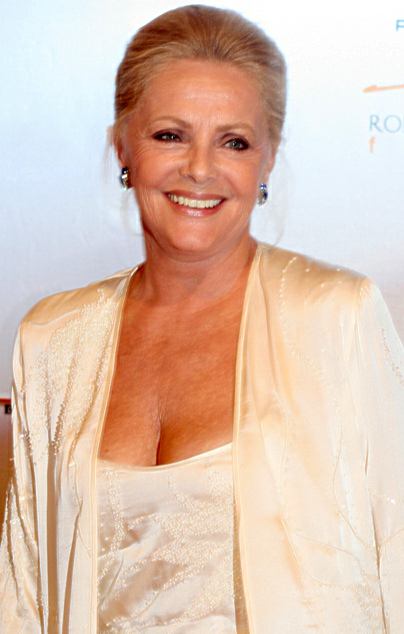
Virna Lisi (* 1937)

- 1937: Virna Lisi, italienische Schauspielerin
- 1938: Wolfgang Bötsch, deutscher Politiker, MdL, MdB, Bundespostminister
- 1938: Wibke Bruhns, deutsche Journalistin
- 1939: Peter Straub, deutscher Politiker, Präsident des Landtags von Baden-Württemberg
- 1941: Bernie Sanders, US-amerikanischer Politiker, Abgeordneter im Repräsentantenhaus und Senat für Vermont
- 1941: Julius Schädler, liechtensteinischer Rennrodler
- 1941: Horst Berg, deutscher Fußballspieler
- 1942: Gerd Backhaus, deutscher Fußballspieler
- 1942: Hermann Gretener, Schweizer Radsportler
- 1942: Detlef Parr, deutscher Politiker, MdB
- 1943: Wolfgang Gehrcke, deutscher Politiker, MdB, MdL
- 1943: Peter Krug, deutscher Theologe und Bischof der Evangelisch-lutherischen Kirche in Oldenburg
- 1944: Christian Boltanski, französischer Künstler
- 1944: Eva Kreisky, österreichische Politikwissenschaftlerin und Juristin
- 1945: Klaus Böger, deutscher Politiker, MdL, Bürgermeister und Senator von Berlin
- 1945: Bernhard Hermes, deutscher Fußballspieler
- 1945: Christiane Krüger, deutsche Schauspielerin
- 1945: Vinko Puljić, jugoslawischer/bosnisch-herzegowinischer Geistlicher
- 1946: Gisela Floto, deutsche Fotografin und Künstlerin
- 1946: L. C. Greenwood, US-amerikanischer American-Football-Spieler
- 1946: Jochen Kelter, deutscher Schriftsteller
- 1946: Krzysztof Krawczyk, polnischer Sänger

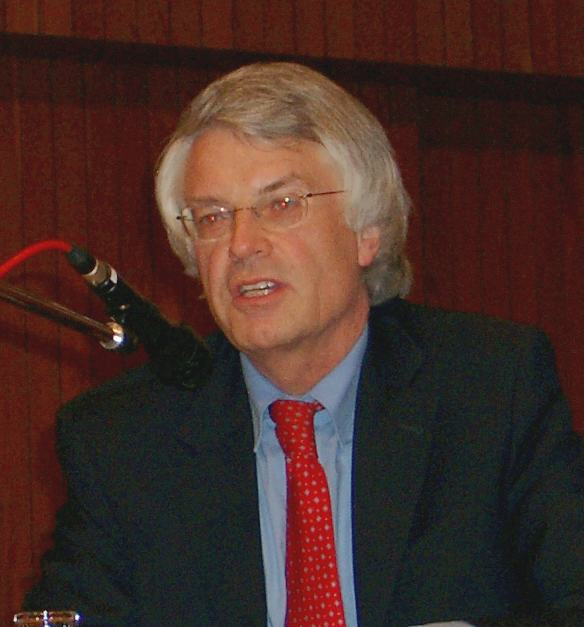
Jochen Diekmann (* 1947)

- 1947: Jochen Dieckmann, deutscher Jurist und Politiker, MdL, Landesminister
- 1947: Frank Ganzera, deutscher Fußballspieler
- 1947: Jean-Michel Larqué, französischer Fußballspieler, -trainer und Journalist
- 1947: Ioan Moisin, rumänischer Politiker und Ingenieur
- 1947: Claudio Sala, italienischer Fußballspieler und -trainer
- 1948: Rudolf Kowalski, deutscher Schauspieler
- 1948: Jean-Pierre Monseré, belgischer Radrennfahrer
- 1949: Barbara Kisseler, deutsche Politikerin, Senatorin von Hamburg
- 1950: James N. Mattis, US-amerikanischer Militär, Verteidigungsminister
- 1950: Léa Pool, schweizerisch-kanadische Filmregisseurin und Drehbuchautorin
- 1950: Zachary Richard, US-amerikanischer Singer-Songwriter und Autor

#### 1951–1975

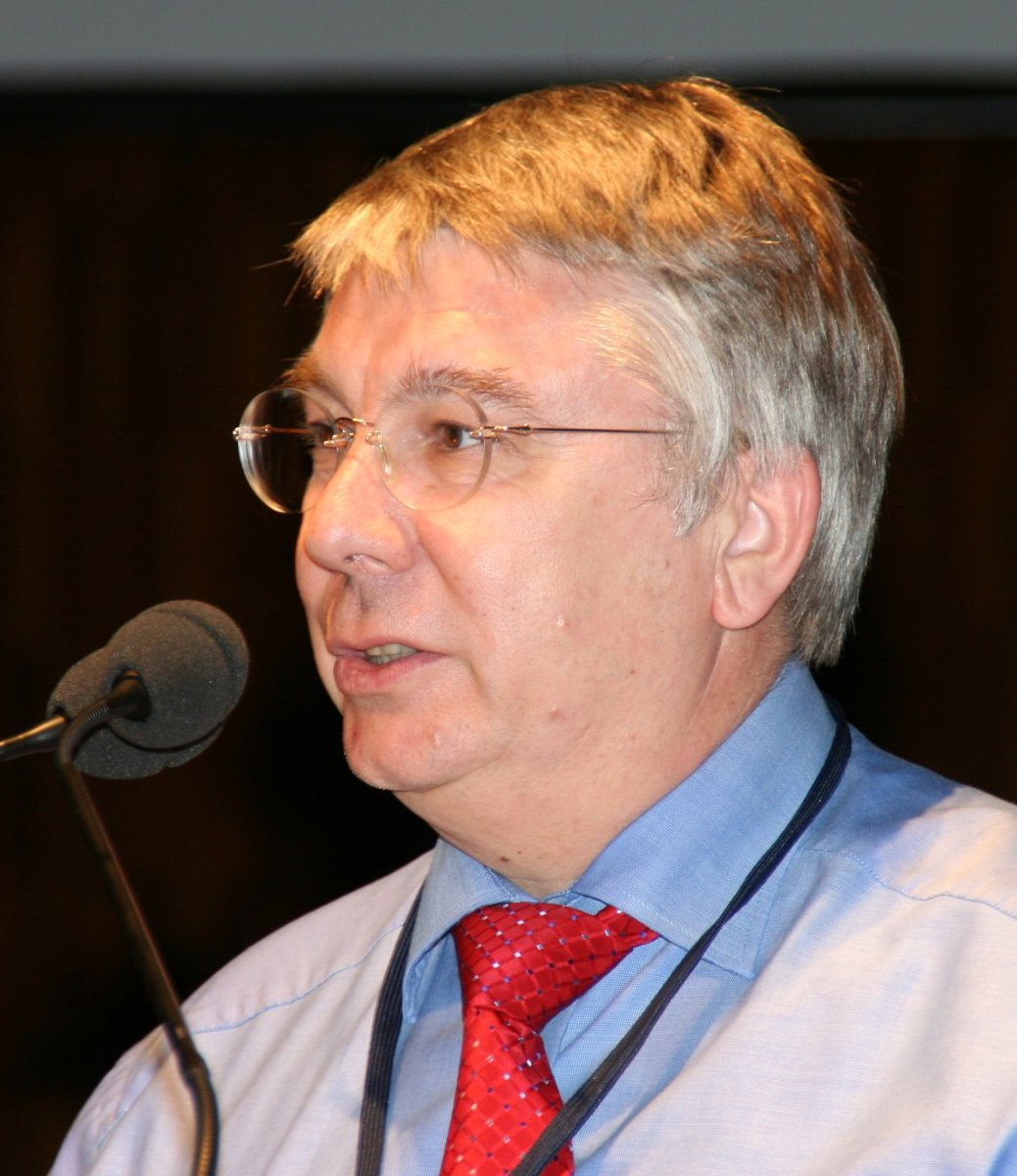
Rainer Blatt (* 1952)
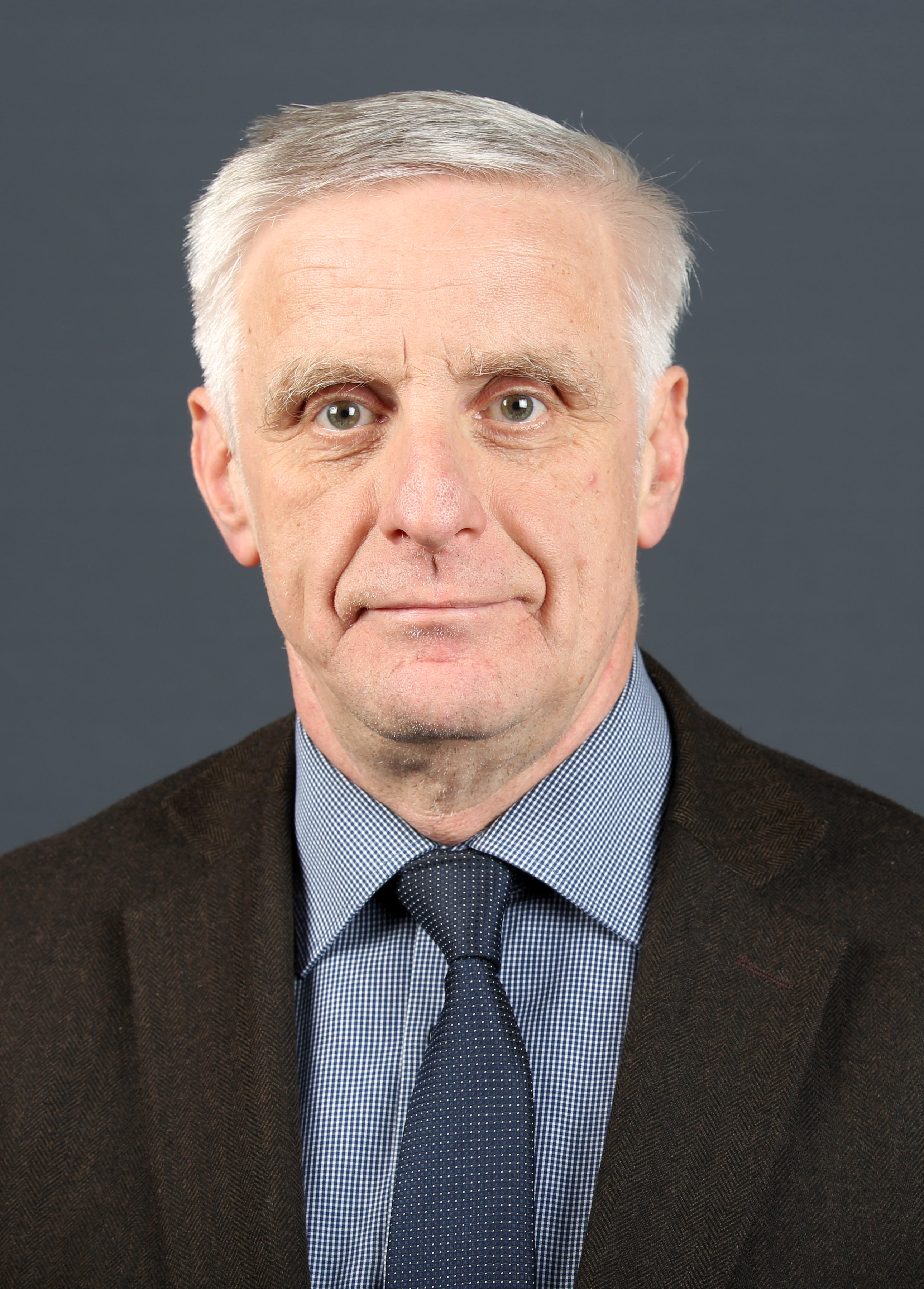
Thomas Colditz (* 1957)
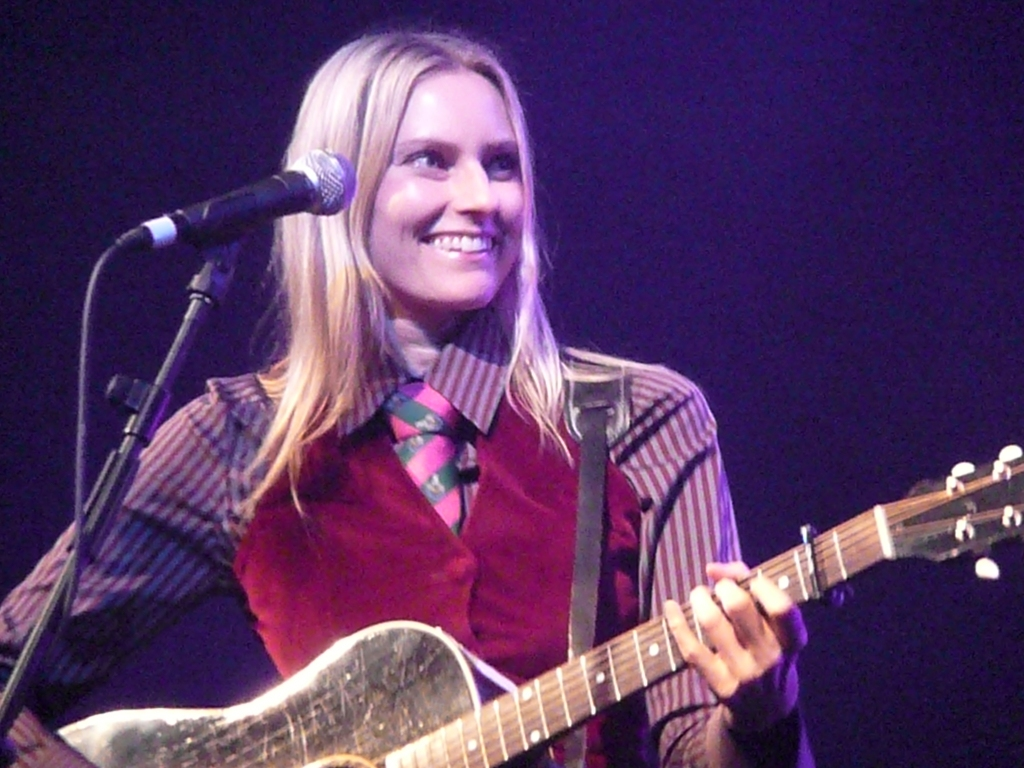
Aimee Mann (* 1960)
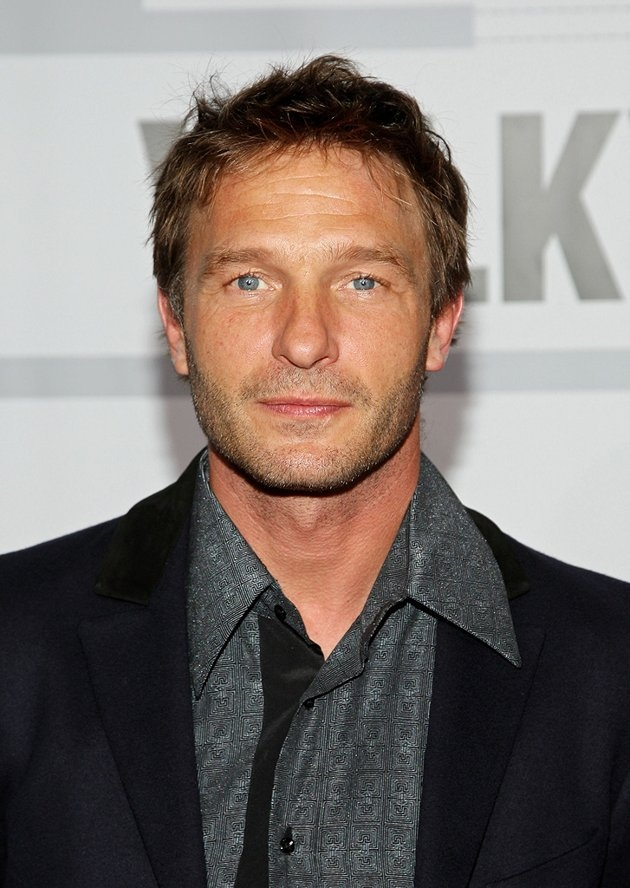
Thomas Kretschmann (* 1962)

- 1951: Angelika Böttiger, deutsche Schauspielerin
- 1951: Gundi Ellert, deutsche Regisseurin, Autorin und Volksschauspielerin
- 1952: Rainer Blatt, deutsch-österreichischer Physiker
- 1952: David R. Ellis, US-amerikanischer Regisseur und Stuntman
- 1952: Ioanna Karystiani, griechische Schriftstellerin
- 1953: Akira Nishimura, japanischer Komponist
- 1953: Stu Ungar, US-amerikanischer Poker- und Gin-Rummy-Spieler
- 1954: Johan Harmenberg, schwedischer Fechter, Olympiasieger
- 1954: Franco Knie, Schweizer Zirkusdirektor
- 1954: Bernd Neubauer, deutscher Kameramann
- 1955: Jörg Widmoser, deutscher Musiker
- 1956: David Carson, US-amerikanischer Typograf und Designer
- 1956: Stefan Johansson, schwedischer Automobilrennfahrer
- 1956: Gabrielle Scharnitzky, deutsche Schauspielerin
- 1956: Frank Tovey, britischer Musiker
- 1957: Thomas Colditz, deutscher Pädagoge und Politiker
- 1957: Christoph Eichhorn, deutscher Schauspieler und Regisseur
- 1957: Heather Thomas, US-amerikanische Schauspielerin
- 1958: Sergio Balbinot, italienischer Manager und Vorstandsvorsitzender
- 1958: The Barbarian, tonganesischer Wrestler
- 1959: Véronique Delbourg, französische Schauspielerin
- 1959: Wiktor Wiktorowitsch Tschirkow, russischer Admiral
- 1960: Aimee Mann, US-amerikanische Sängerin und Songwriterin
- 1960: Aguri Suzuki, japanischer Rennfahrer und Rennstallbesitzer
- 1960: Victoria Trauttmansdorff, österreichische Schauspielerin
- 1961: Andreas Feldtkeller, deutscher Theologe
- 1962: Sergio Casal, spanischer Tennisspieler
- 1962: Thomas Kretschmann, deutscher Schauspieler
- 1963: Frank Richter, deutscher Medienkünstler
- 1963: Herbert Waas, deutscher Fußballspieler
- 1964: Raven, US-amerikanischer Wrestler

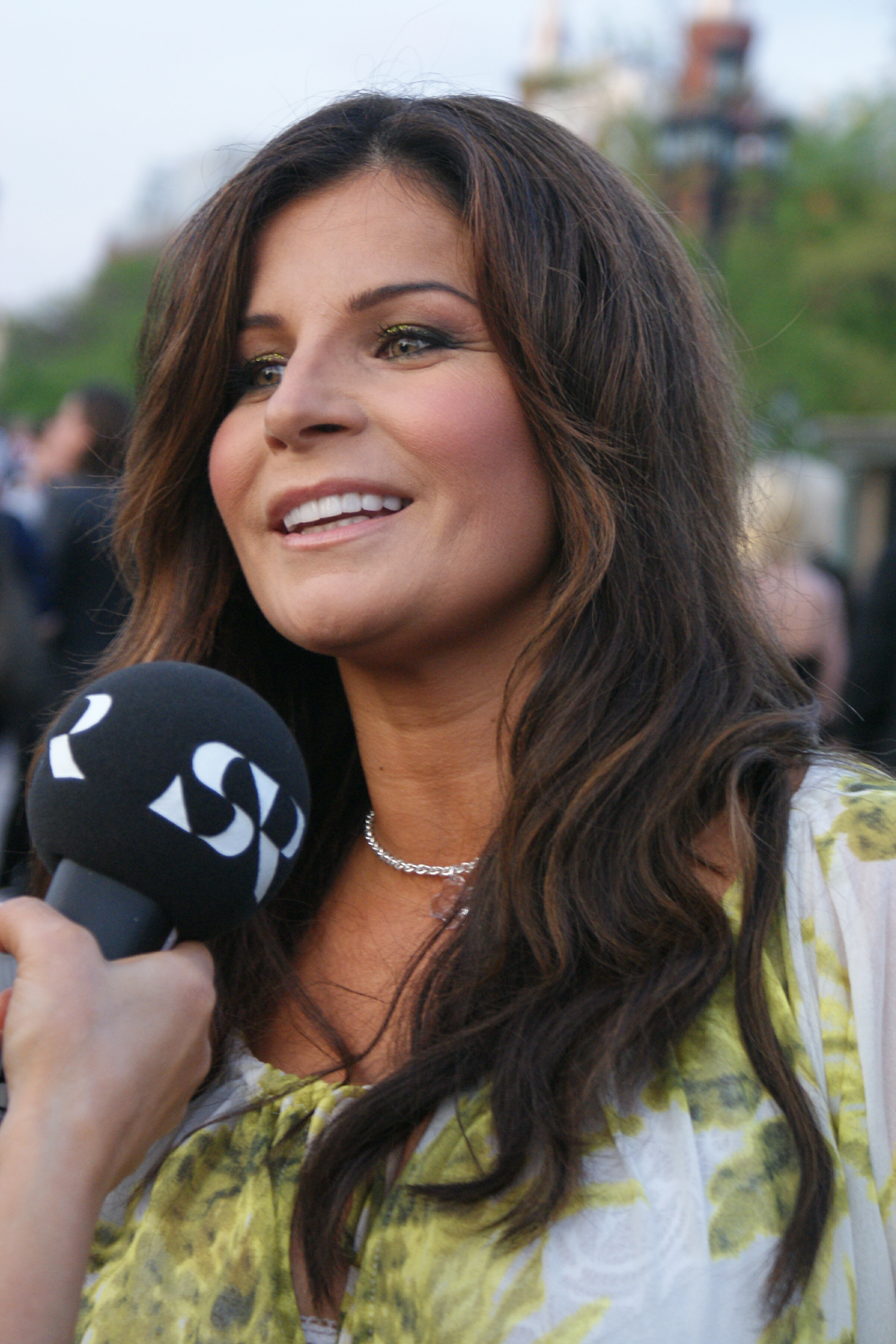
Carola Häggkvist (* 1966)
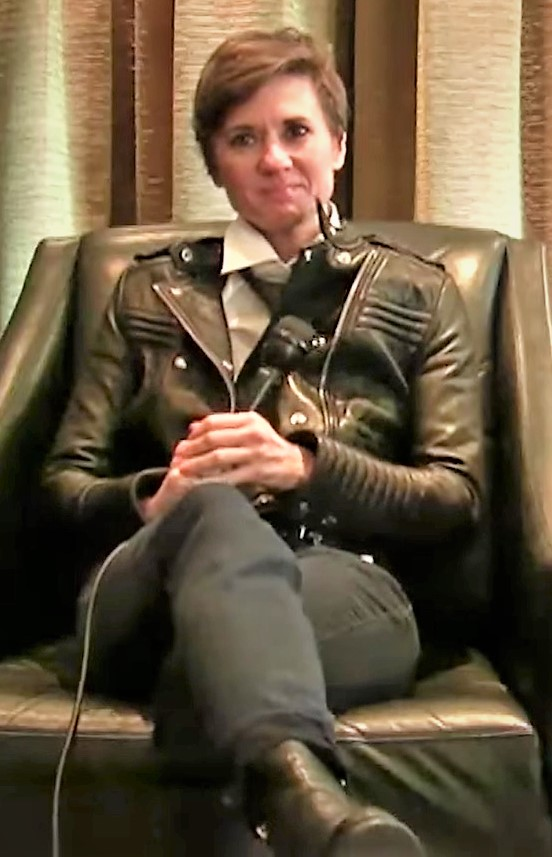
Kimberly Peirce (* 1967)
Eusebio Di Francesco (* 1969)
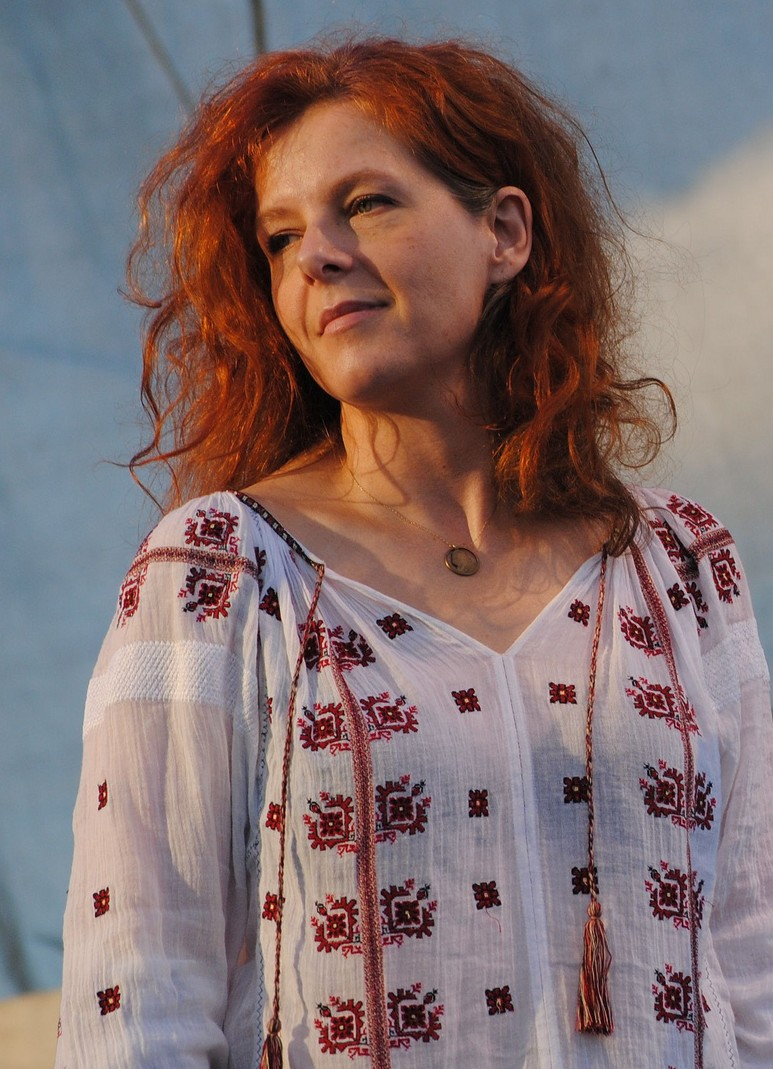
Neko Case (* 1970)
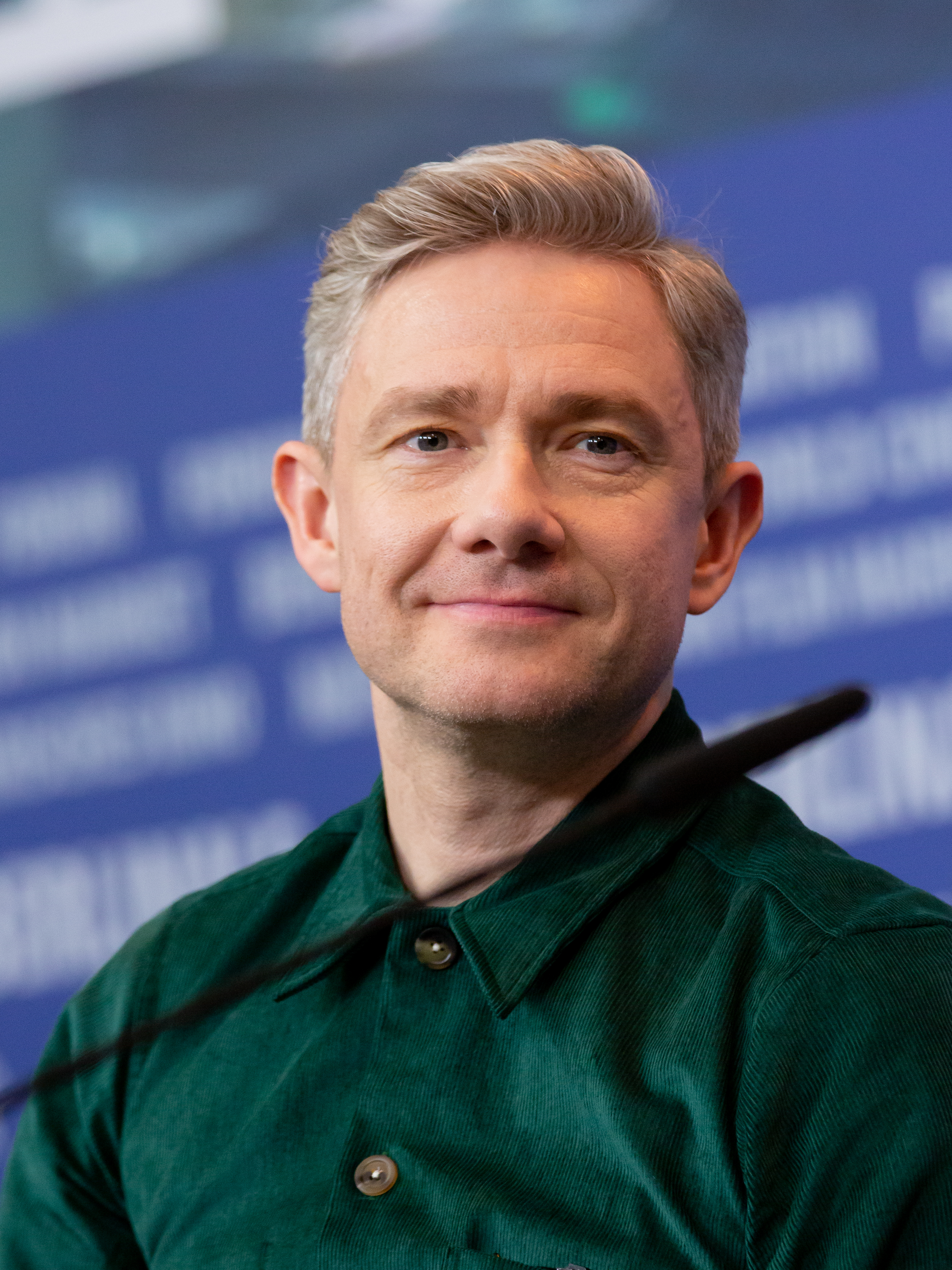
Martin Freeman (* 1971)

- 1965: Michelle Johnson, US-amerikanische Schauspielerin
- 1965: Matt Ruff, US-amerikanischer Schriftsteller
- 1966: Raymond Atteveld, niederländischer Fußballspieler und -trainer
- 1966: Carola Häggkvist, schwedische Sängerin
- 1966: Perikles Monioudis, Schweizer Schriftsteller
- 1967: Kimberly Peirce, US-amerikanische Regisseurin und Drehbuchautorin
- 1967: Shin Takahashi, japanischer Mangazeichner
- 1968: Michael Peter, deutscher Ruderer
- 1968: Ray Wilson, britischer Rocksänger
- 1969: Eusebio Di Francesco, italienischer Fußballspieler und -trainer
- 1969: Holger Klein, deutscher Radiomoderator
- 1969: Chris Powell, englischer Fußballspieler
- 1969: Gary Speed, walisischer Fußballspieler
- 1970: Neko Case, US-amerikanische Country- und Rocksängerin
- 1970: Christine Lindemann, deutsche Handballspielerin
- 1970: Latrell Sprewell, US-amerikanischer Basketballspieler
- 1971: David Arquette, US-amerikanischer Schauspieler und Musiker
- 1971: Brooke Burke Charvet, US-amerikanische Schauspielerin, Tänzerin, Moderatorin und Fotomodell
- 1971: Martin Freeman, britischer Schauspieler
- 1972: Markus Babbel, deutscher Fußballspieler
- 1972: Ioamnet Quintero, kubanische Leichtathletin
- 1973: Sue de Beer, US-amerikanische Videokünstlerin, Fotografin und Bildhauerin
- 1973: Lorraine Fenton, jamaikanische Sprinterin
- 1974: Yaw Preko, ghanaischer Fußballspieler
- 1974: Daniel Rudslätt, schwedischer Eishockeyspieler
- 1975: Daniel Del Monte, deutsch-kanadischer Eishockeyspieler
- 1975: Royden Lam, Hongkonger Dartspieler

#### 1976–2000
- 1976: Olena Ljaschenko, ukrainische Eiskunstläuferin
- 1976: Sjeng Schalken, niederländischer Tennisspieler
- 1977: Jason Collier, US-amerikanischer Basketballspieler
- 1977: Sonja Wiedemann, deutsche Rennrodlerin

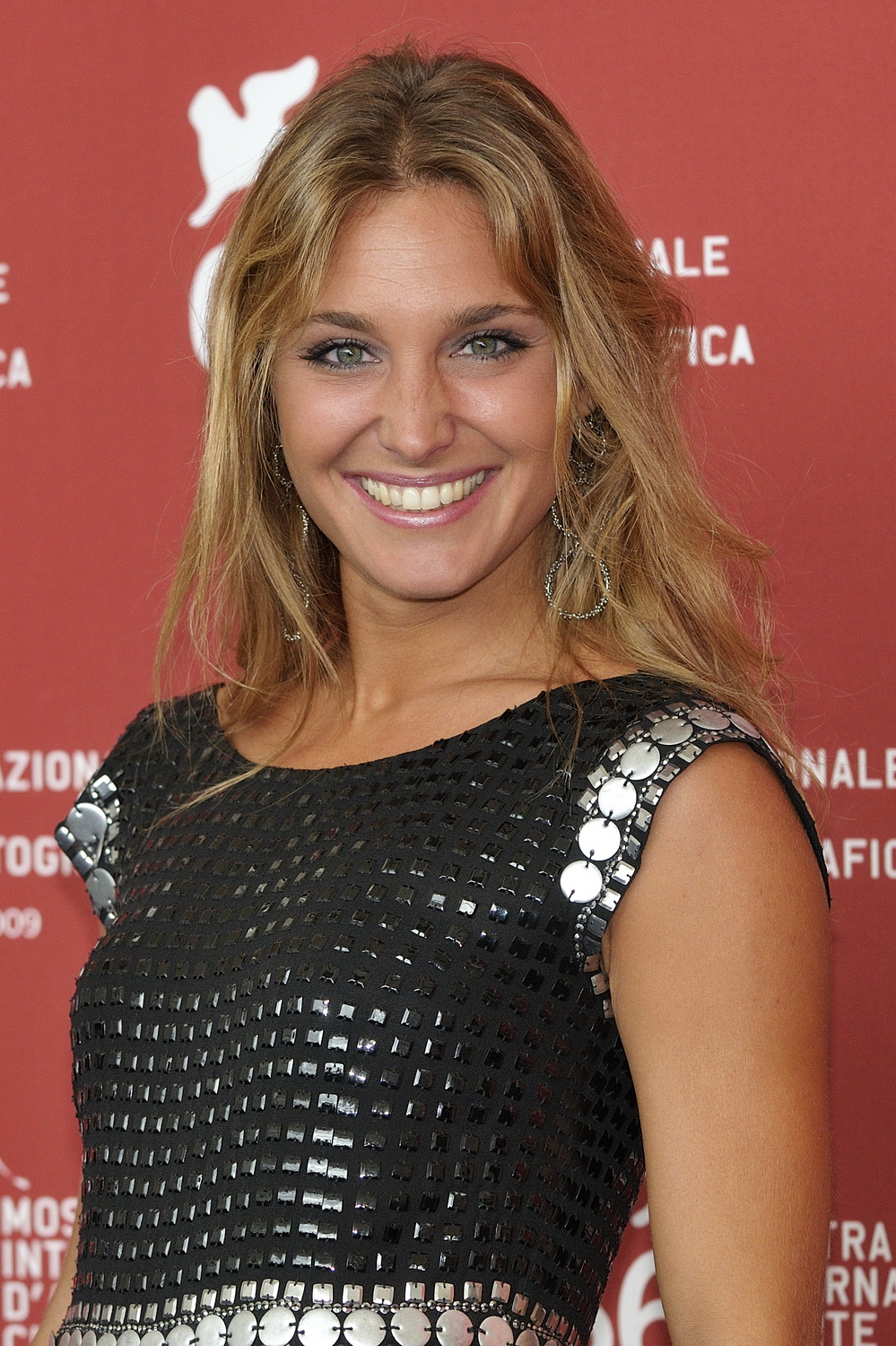
Lucilla Agosti (* 1978)

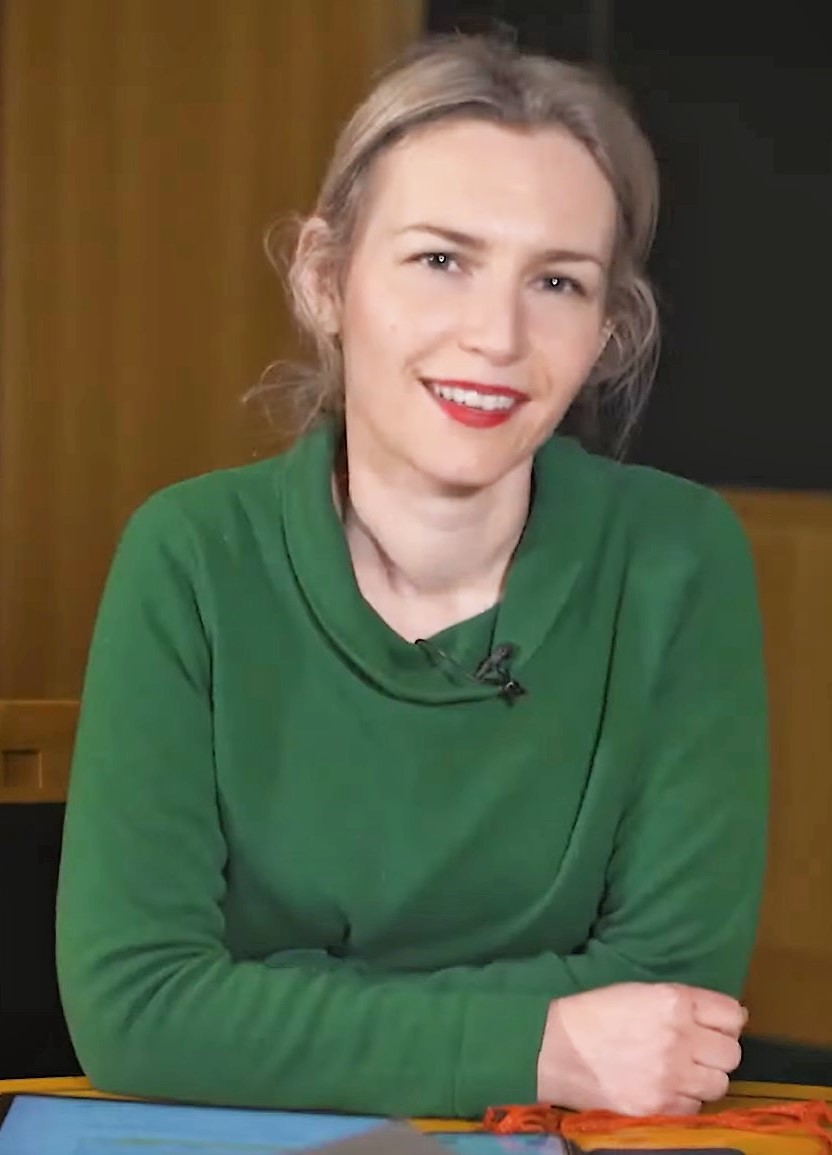
Lea Ypi (* 1979)

- 1978: Lucilla Agosti, italienische Schauspielerin, Showmasterin und Moderatorin
- 1978: Marco Sturm, deutscher Eishockeyspieler
- 1979: Péter Lékó, ungarischer Schachspieler
- 1979: Pink, US-amerikanische Sängerin
- 1979: Lea Ypi, albanische Politikwissenschaftlerin und Autorin
- 1980: Thomas Panke, deutscher Youtuber und Einzelhändler
- 1980: Mbulaeni Mulaudzi, südafrikanischer Mittelstreckenläufer
- 1980: Cathrin Schlüter, deutsche Volleyballspielerin
- 1980: Bernard Goumou, guineischer Politiker und Premierminister
- 1980: Daniel Steiner, Schweizer Eishockeyspieler
- 1980: Slim Thug, US-amerikanischer Rapper
- 1981: Kate Abdo, britische Journalistin
- 1981: Morten Gamst Pedersen, norwegischer Fußballspieler
- 1981: Jonathan Taylor Thomas, amerikanischer Schauspieler
- 1982: Jennifer Bongardt, deutsche Kanutin
- 1982: Golo Euler, deutscher Schauspieler
- 1982: Koen de Kort, niederländischer Radrennfahrer

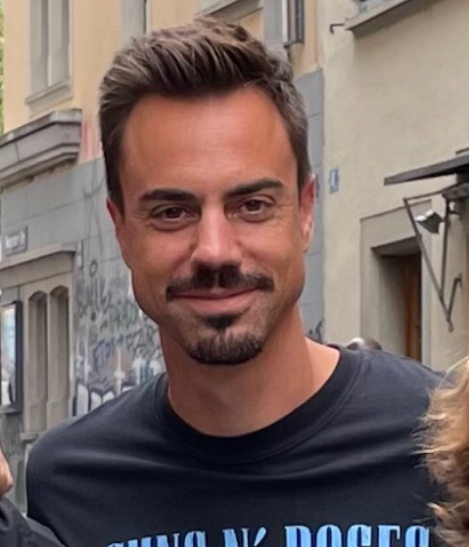
Diego Benaglio (* 1983)

- 1983: Diego Benaglio, Schweizer Fußballspieler
- 1983: Bastien Dubois, französischer Animator und Regisseur
- 1984: Alexander Peiler, deutscher Schauspieler
- 1984: Witali Alexandrowitsch Petrow, russischer Rennfahrer
- 1984: Jürgen Säumel, österreichischer Fußballspieler
- 1985: Tomasz Jodłowiec, polnischer Fußballspieler
- 1985: Denny Morrison, kanadischer Eisschnellläufer
- 1986: João Moutinho, portugiesischer Fußballspieler
- 1987: Wiz Khalifa, US-amerikanischer Rapper
- 1987: Illja Martschenko, ukrainischer Tennisspieler
- 1987: Tom Van Rompuy, belgischer Autorennfahrer
- 1988: Lone Fischer, deutsche Handballspielerin
- 1988: Kai Schwertfeger, deutscher Fußballspieler

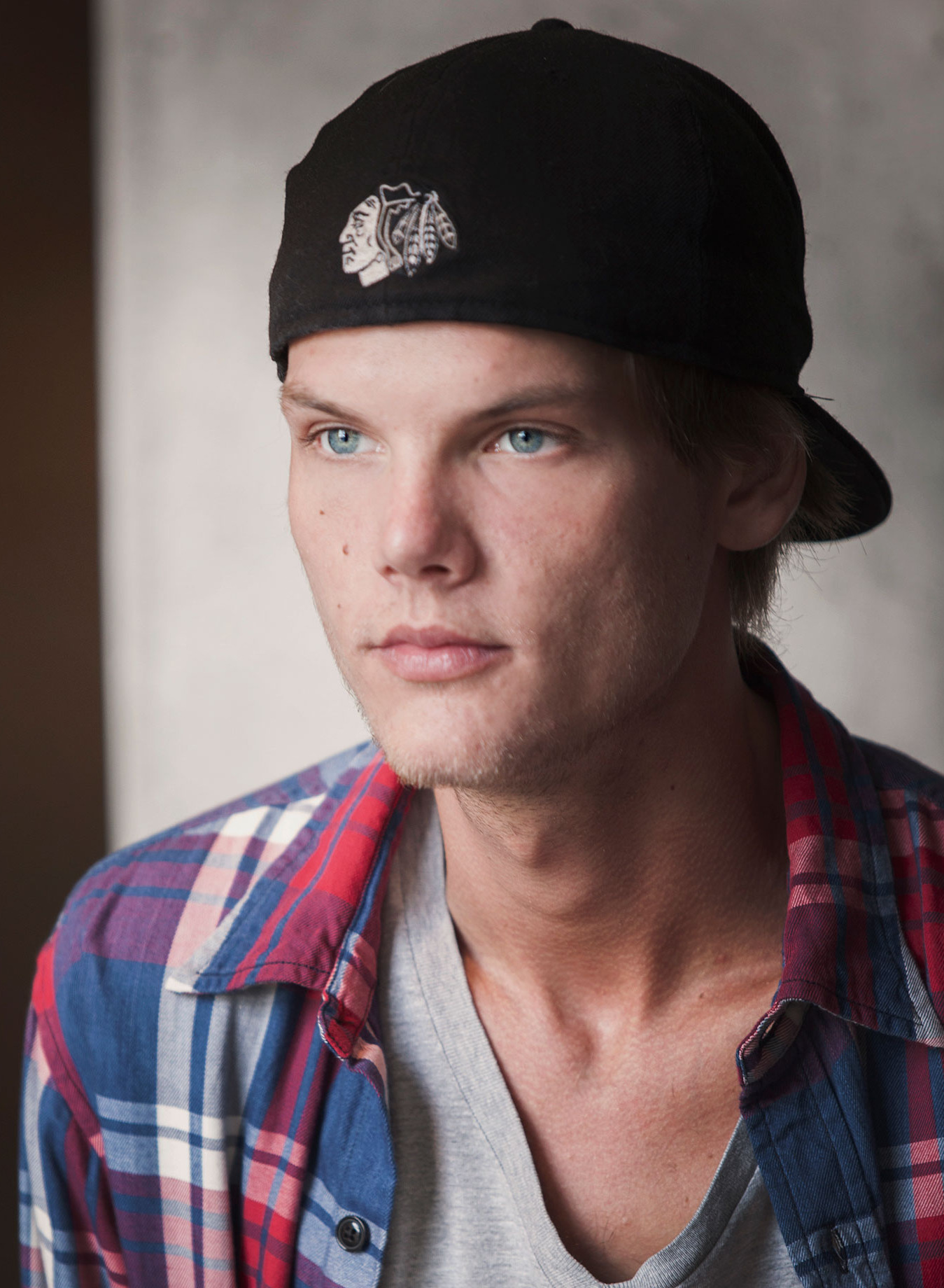
Avicii (* 1989)

- 1989: Avicii, schwedischer DJ, Remixer und Produzent
- 1989: Josephine Henning, deutsche Fußballspielerin
- 1989: Tim-Philip Jurgeleit, deutscher Handballspieler
- 1989: Nora Koppen, deutsche Schauspielerin
- 1989: Gylfi Sigurðsson, isländischer Fußballspieler
- 1990: Myroslaw Slawow, ukrainischer Fußballspieler und Reality-TV-Darsteller
- 1991: Park So-dam, südkoreanische Schauspielerin
- 1992: Nino Niederreiter, Schweizer Eishockeyspieler
- 1993: Alexander Hack, deutscher Fußballspieler
- 1993: Jeffrey Sparidaans, niederländischer Dartspieler
- 1994: Marco Benassi, italienischer Fußballspieler
- 1994: Rigoberto Sanchez, US-amerikanischer American-Football-Spieler
- 1995: Fabian Arndt, deutscher Fußballspieler
- 1995: Ellie Black, kanadische Turnerin
- 1995: Julian Weigl, deutscher Fußballspieler
- 1996: Jonas Aden, norwegischer Musikproduzent und DJ
- 1996: Qadree Ollison, US-amerikanischer American-Football-Spieler
- 1997: Lukas Lämmel, deutscher Fußballspieler
- 1997: Sydney Scotia, amerikanische Schauspielerin
- 1998: Marluce Schierscher, liechtensteinische Synchronschwimmerin
- 2000: Alvar Goetze, deutscher Schauspieler

### 21. Jahrhundert
- 2003: Arne Engels, belgischer Fußballspieler

## Gestorben

### Vor dem 17. Jahrhundert
- 0477 v. Chr.: Itoku, japanischer Kaiser
- 0394: Arbogast der Ältere, fränkischer Feldherr
- 0701: Sergius I., Papst
- 0725: Korbinian, christlicher Missionar in Bayern
- 0780: Leo IV., Kaiser des Byzantinischen Reiches
- 0908: Wigbert, Bischof von Verden
- 0987: Adalbert I., Graf von Vermandois
- 1030: Adalbert I., Graf von Winterthur
- 1100: Clemens III., Gegenpapst
- 1107: Richard de Redvers, normannischer Adliger
- 1148: Wilhelm von Saint-Thierry, Kirchenschriftsteller
- 1295: Fenena von Kujawien, Königin von Ungarn
- 1397: Thomas of Woodstock, Herzog von Gloucester
- 1425: Karl III., König von Navarra
- 1427: Tommaso Brancaccio, italienischer Kardinal
- 1427: Franz von Retz, österreichischer Theologe, Dominikaner
- 1436: Wilhelm, deutscher Adliger, Fürst zu Wenden
- 1439: Johannes Schele, Bischof von Lübeck
- 1441: Johannes Pollart, Generalvikar im Erzbistum Köln
- 1467: Johannes II. Nix von Hoheneck, Bischof von Speyer
- 1476: Johann II., Herzog von Alençon, Graf von Le Perche
- 1489: Richard Edgcumbe, englischer Adeliger und Höfling
- 1519: Hōjō Sōun, japanischer Fürst und Kriegsherr
- 1548: Johann IV. von Pernstein, Oberstkämmerer und Landeshauptmann von Mähren
- 1550: Hans Vischer, deutscher Bildhauer und Erzgießer
- 1553: Francisco de Montejo, spanischer Konquistador
- 1556: Martin Frecht, deutscher evangelischer Theologe und Reformator
- 1561: Claude Baduel, Schweizer evangelischer Geistlicher und Hochschullehrer
- 1564: Mathurin Cordier, französischer Pädagoge
- 1597: Helena Rucker, deutsche Botanikerin und Apothekerin
- 1566: Nikola Šubić Zrinski, kroatischer Feldherr Kaiser Ferdinands I., Verteidiger von Szigetvár

### 17. Jahrhundert

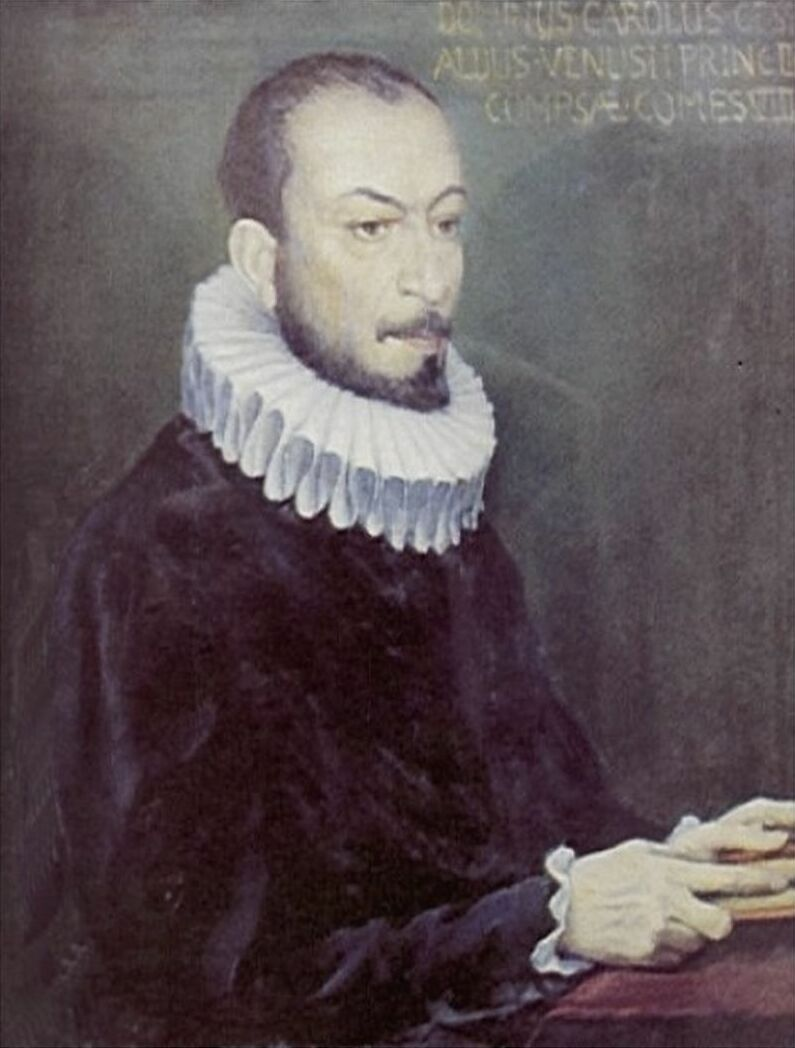
Carlo Gesualdo († 1613)

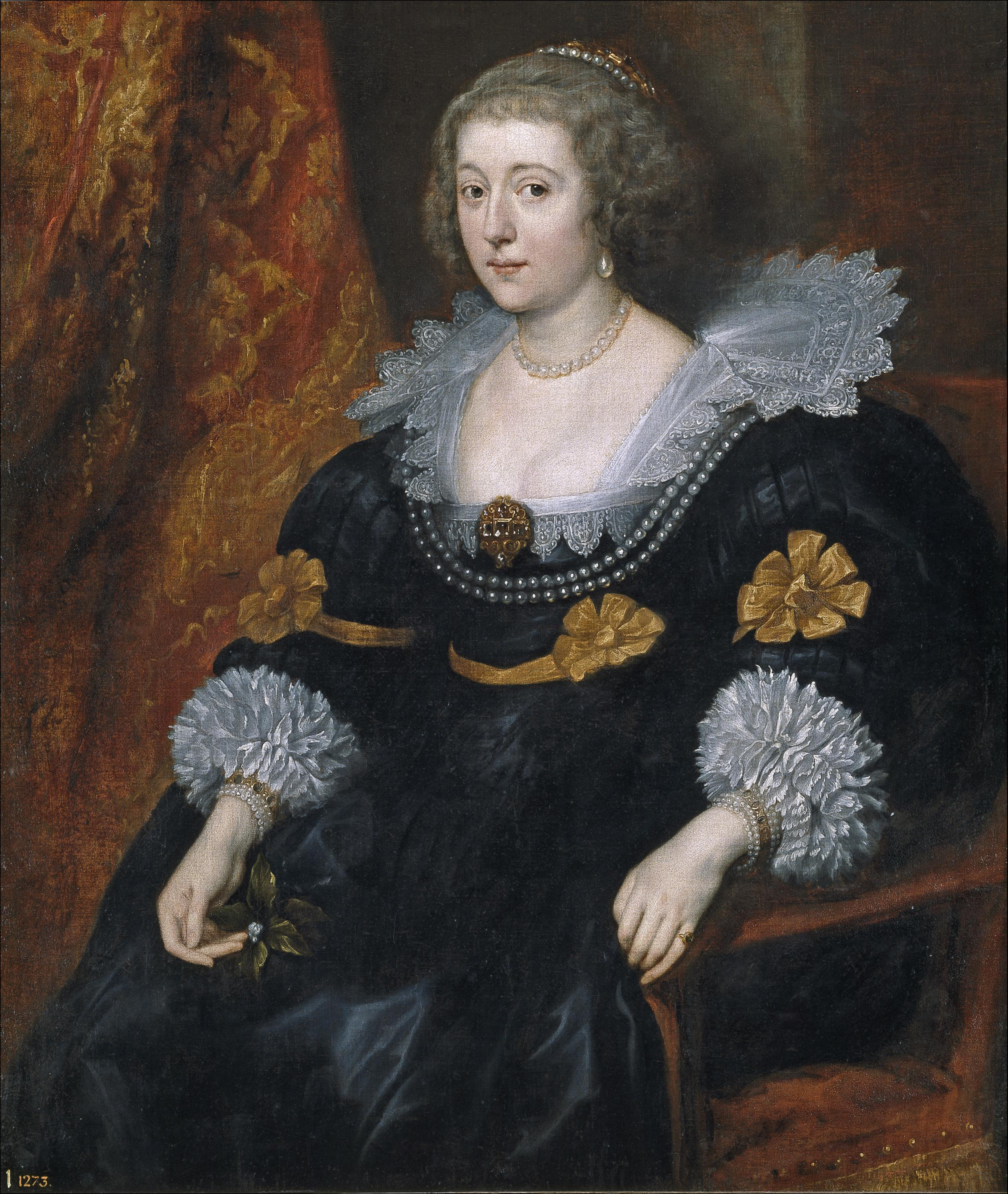
Amalie zu Solms-Braunfels († 1675)

- 1608: Jerónimo Xavierre, spanischer Dominikaner und Kardinal
- 1613: Carlo Gesualdo, italienischer Fürst und Komponist
- 1627: Juan Sánchez Cotán, spanischer Maler
- 1637: Robert Fludd, englischer Philosoph und Theosoph
- 1644: Francis Quarles, englischer Dichter
- 1645: Francisco de Quevedo, spanischer Schriftsteller
- 1654: Petrus Claver, spanischer Jesuit, Missionar und Priester
- 1659: Friedrich V., Markgraf von Baden-Durlach
- 1660: Daniel von Czepko, deutscher Dichter
- 1675: Amalie zu Solms-Braunfels, Prinzessin von Oranien und Gräfin von Nassau
- 1678: Pietro della Vecchia, italienischer Maler
- 1682: Juan Caramuel y Lobkowitz, spanischer katholischer Geistlicher, Philosoph, Theologe, Astronom und Mathematiker
- 1684: Sten Nilsson Bielke, schwedischer Staatsmann
- 1697: Heinrich Anselm von Ziegler und Kliphausen, deutscher Schriftsteller
- 1699: Gottfried Wilhelm Sacer, deutscher Dichter, Satiriker und Poetiker

### 18. Jahrhundert
- 1701: Adolf Sigismund von Burman, Bonner Geistlicher und Beamter am kurkölnischen Hof
- 1702: Adolf Brüning, Lübecker Ratsherr
- 1707: Andreas David Carolus, deutscher lutherischer Theologe
- 1712: Edward Hyde, erster britischer Kolonialgouverneur von North Carolina
- 1721: Henri Arnaud, französischer Pfarrer und Waldenserführer
- 1721: Michael Brokoff, deutscher Bildhauer des Barock

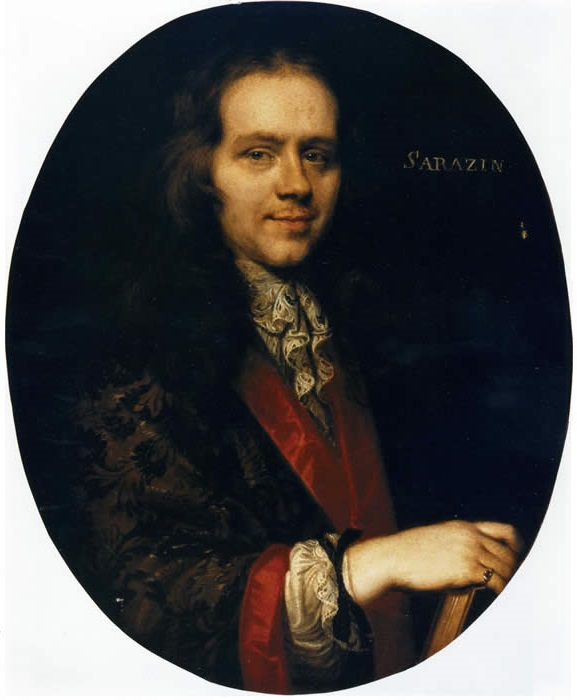
Michel Sarrazin († 1734)

- 1734: Michel Sarrazin, französisch-kanadischer Arzt und Naturforscher
- 1739: Johann Benedict Carpzov III. deutscher Historiker, Jurist und Bürgermeister von Zittau
- 1739: Juri Jurjewitsch Trubezkoi, russischer Staatsmann
- 1755: Hendrick Theyanoguin, Häuptling und Orator der Mohawk
- 1757: Just Wiedewelt, dänischer Bildhauer
- 1757: Hans Karl von Winterfeldt, preußischer General und der Intimfreund Friedrichs II.
- 1761: Bernard de Bélidor, französischer Architekt, Ingenieur und General
- 1761: Charlotte Elisabeth Nebel, deutsche Kirchenlieddichterin und Erbauungsschriftstellerin
- 1780: Jeanne-Marie Leprince de Beaumont, französische Schriftstellerin
- 1780: Enoch Poor, US-amerikanischer General im Unabhängigkeitskrieg
- 1800: Pierre Gaviniès, französischer Violinist und Komponist

### 19. Jahrhundert
- 1811: Peter Simon Pallas, deutscher Naturforscher
- 1812: Heinrich Philipp Bossler, deutscher Musikverleger, Impresario, Sekretär und Kammerdiener

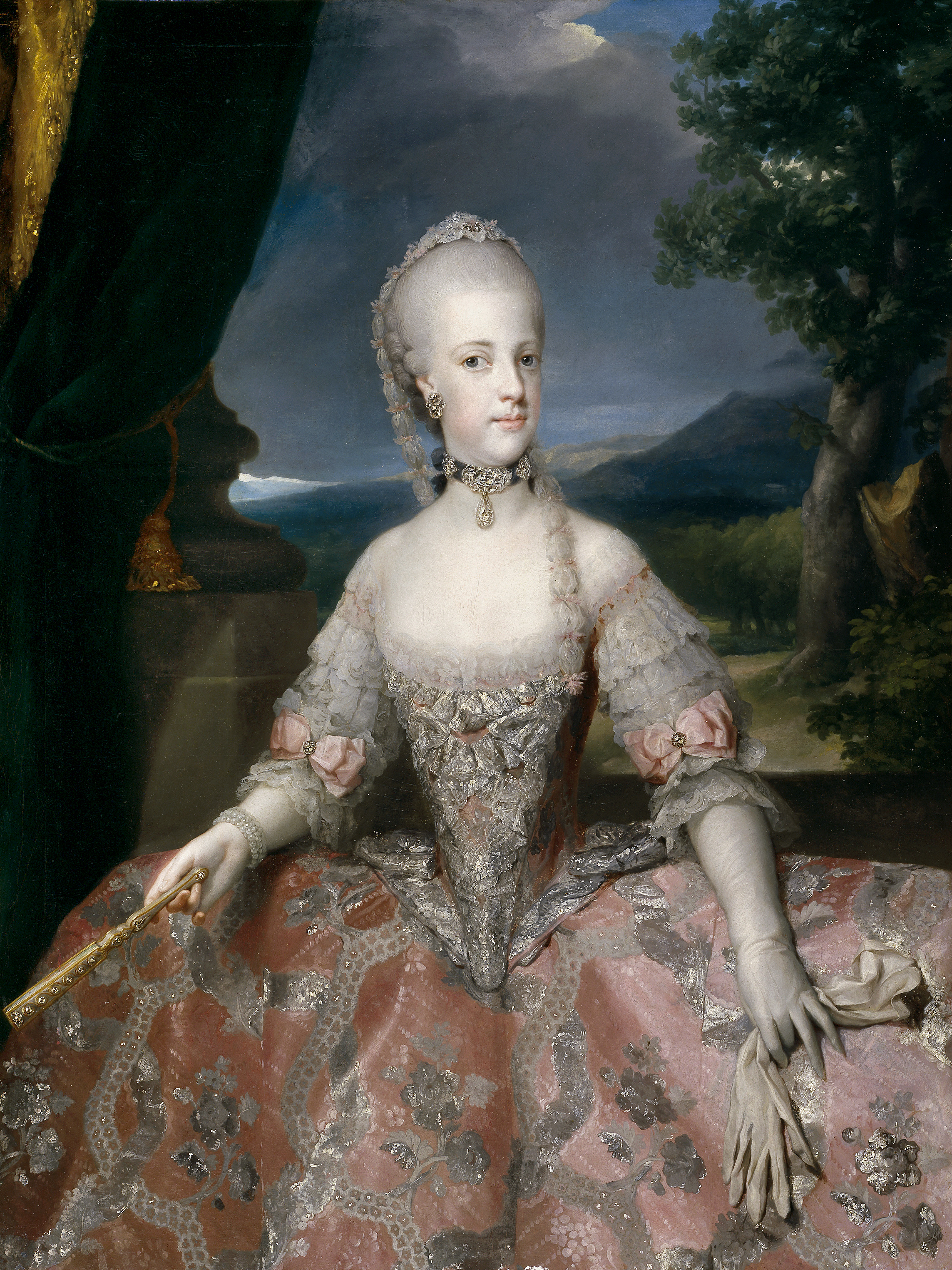
Maria Karolina von Österreich († 1814)

- 1814: Maria Karolina von Österreich, Königin von Neapel-Sizilien
- 1817: Charles Abbot, britischer Botaniker und Entomologe
- 1822: Joseph Karl Ambrosch, böhmischer Komponist
- 1846: Friederike Leisching, deutsche Malerin und Zeichnerin
- 1849: Andreas Gottschalk, deutscher Arzt
- 1851: Joseph Anselm Feuerbach, deutscher Altphilologe und Klassischer Archäologe
- 1852: Friedrich Ferdinand Gottlieb von Globig, kursächsischer Geheimer Rat und Oberkammerherr
- 1854: Elijah Williams, englischer Schachmeister
- 1856: Paul von Haugwitz, preußischer Soldat, Landrat, Gutsbesitzer und Schriftsteller

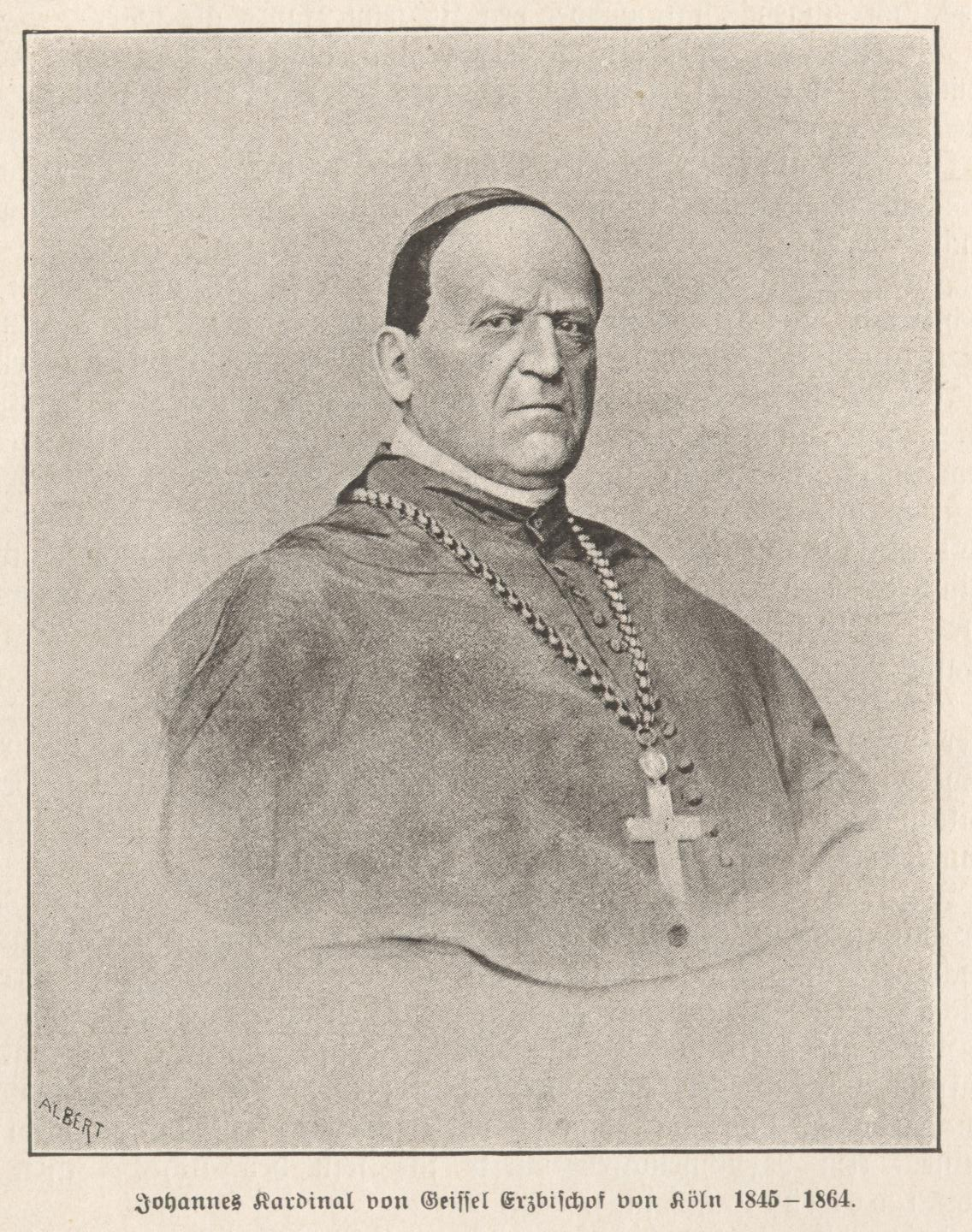
Johannes von Geissel († 1864)

- 1864: Johannes von Geissel, Erzbischof des Erzbistums Köln
- 1869: William P. Fessenden, US-amerikanischer Politiker
- 1872: Paolo Emiliani Giudici, italienischer Literaturhistoriker und Literaturwissenschaftler
- 1879: Johannes Amsinck, deutscher Kaufmann, Unternehmer und Mäzen
- 1882: Joseph Liouville, französischer Mathematiker
- 1888: Annie Chapman, zweites Opfer Jack the Rippers
- 1889: Hermann Victor Andreae, deutscher Theologe, Arzt, Philosoph, Jurist und Sprachwissenschaftler
- 1893ː Alexander Zederbaum, hebräischer und jiddischer Schriftsteller
- 1894: Hermann von Helmholtz, deutscher Physiologe und Physiker
- 1894: Louis Philippe Albert d’Orléans, comte de Paris, französischer Thronprätendent
- 1895: Adam Opel, deutscher Industrieller und Gründer der Firma Opel
- 1896: Anna Versing-Hauptmann, deutsche Bühnenschauspielerin und Schriftstellerin
- 1899: Wilhelm Amberg, deutscher Genremaler

### 20. Jahrhundert

#### 1901–1950

James Hobrecht († 1902)
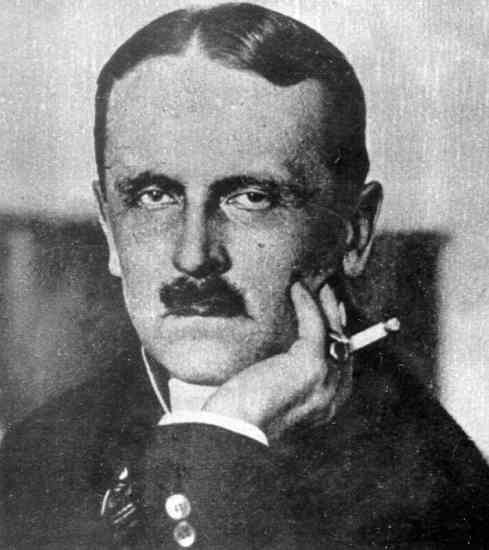
Ulrich von Brockdorff-Rantzau († 1928)
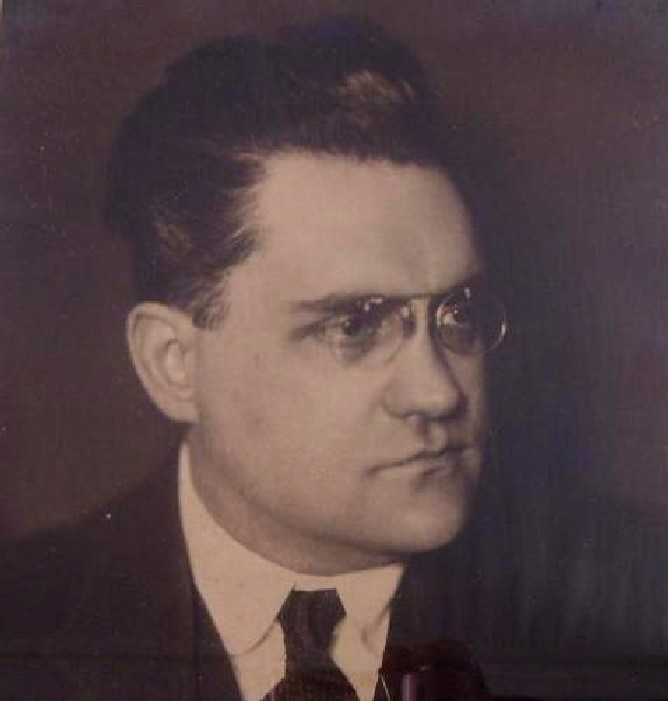
Jan van Gilse († 1928)
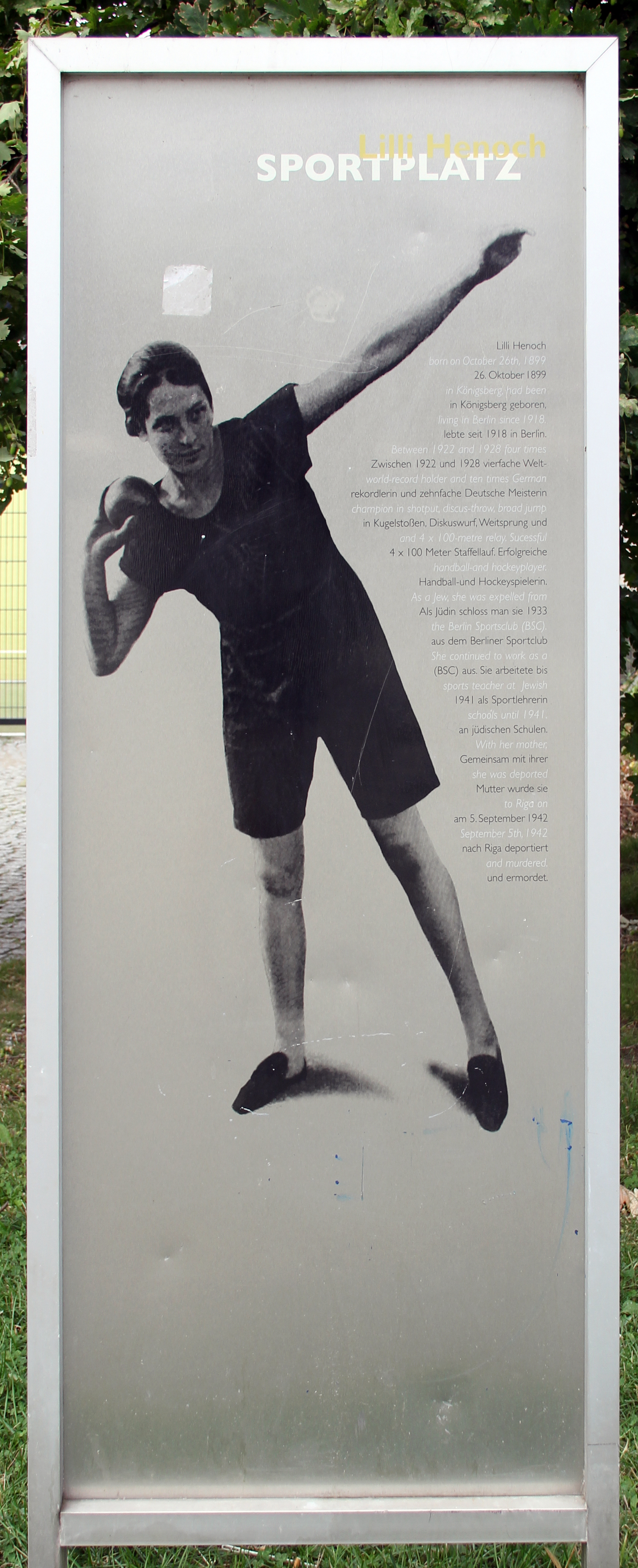
Lilli Henoch († 1942)

- 1901: Johannes von Miquel, preußischer Politiker und Reformer
- 1902: William Coleman Anderson, US-amerikanischer Politiker
- 1902: James Hobrecht, deutscher Stadtplaner
- 1909: Sid Tomack, US-amerikanischer Schauspieler
- 1909: Frank Crawford Armstrong, US-amerikanischer Brigadegeneral
- 1911: Jan Puzyna de Kosielsko, Bischof von Krakau
- 1914: Werner Boy, deutscher Mathematiker und Entdecker
- 1914: Gustav Ferdinand Hertz, deutscher Jurist und Hamburger Senator
- 1914: Pjotr Nikolajewitsch Nesterow, russischer Pilot und Flugzeugkonstrukteur
- 1917: Charles Lefèbvre, französischer Komponist
- 1920: Rudolf Mosse, deutscher Geschäftsmann und Verleger
- 1922: Léon Bonnat, französischer Maler
- 1922: Gregor Kuhn, deutscher Automobilrennfahrer
- 1923: Ugo Sivocci, italienischer Automobilrennfahrer
- 1924: Ferdinand von Lochow III., deutscher Landwirt und Pflanzenzüchter
- 1928: Ulrich von Brockdorff-Rantzau, erster Außenminister der Weimarer Republik
- 1932: Christian von Ehrenfels, österreichischer Philosoph
- 1933: Faisal I., König von Syrien und des Irak
- 1933: Theodor Fritsch, deutscher Publizist
- 1936: Ludwig Karpath, österreichischer Musikschriftsteller
- 1938: Alfons Maria Augner, Schweizer Benediktinermönch
- 1941: Louis Willemin, Schweizer Jurist und Politiker
- 1942ː Lilli Henoch, deutsche Leichtathletin, Opfer des Holocaust
- 1942ː Lilly Wolff, deutsche Lehrerin und Opfer des Holocaust
- 1943: Julius Fučík, tschechischer Schriftsteller und Kulturpolitiker
- 1942ː Käthe Rosenthal, deutsche Botanikerin und Lehrerin, Opfer der Shoah
- 1942ː Hilda Schulhof, österreichisch-tschechoslowakische Germanistin, Opfer des Holocaust
- 1943: João Gomez de Araújo, brasilianischer Komponist

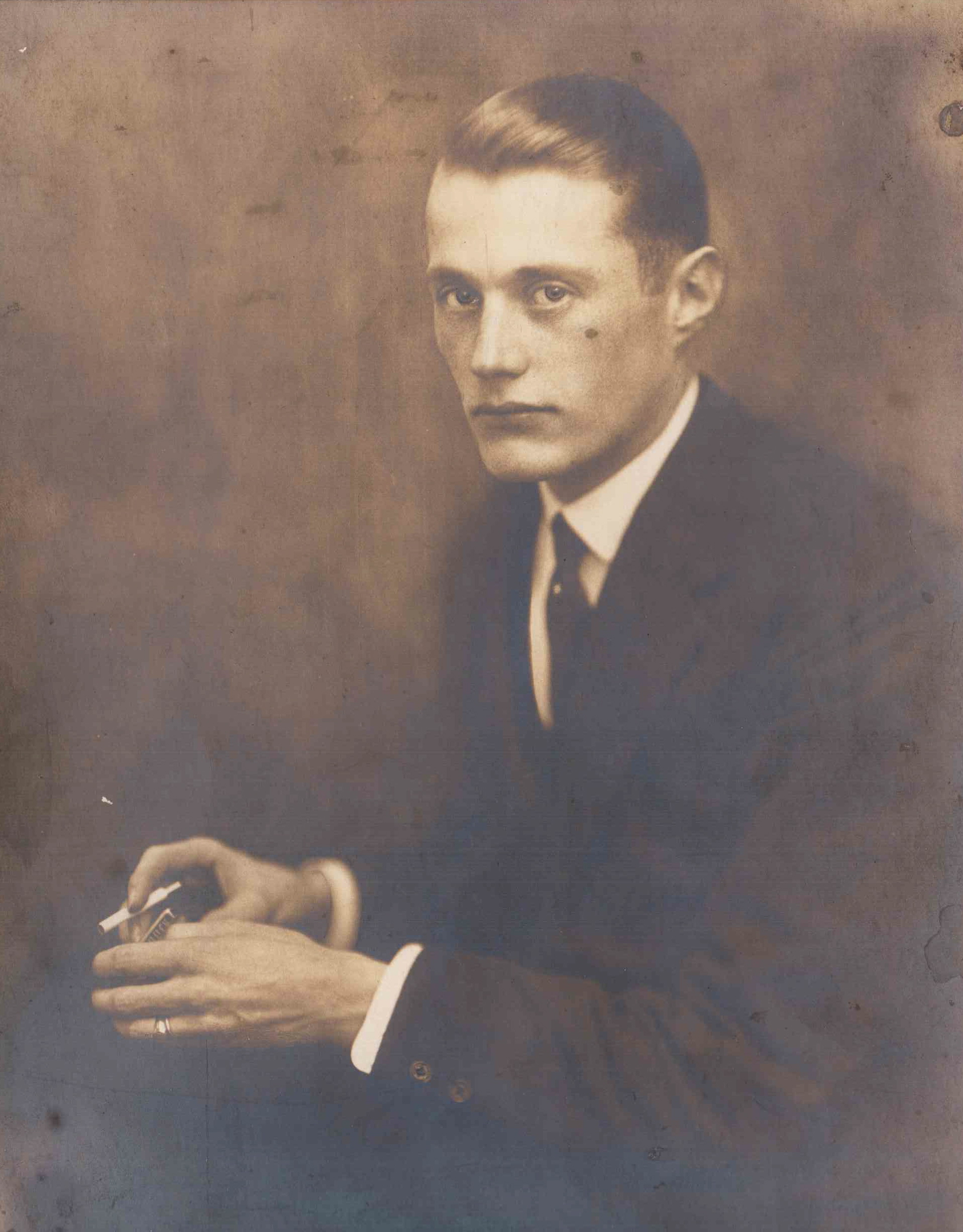
Ulrich Wilhelm Graf Schwerin von Schwanenfeld († 1944)
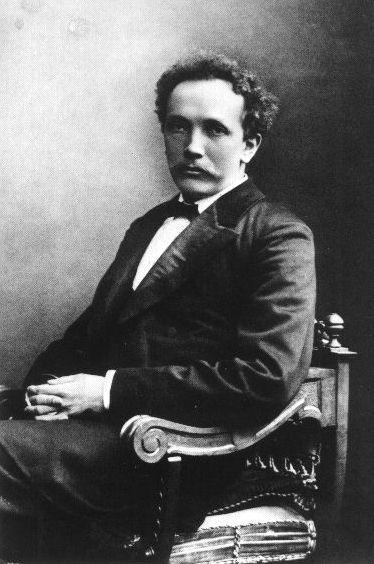
Richard Strauss († 1949)
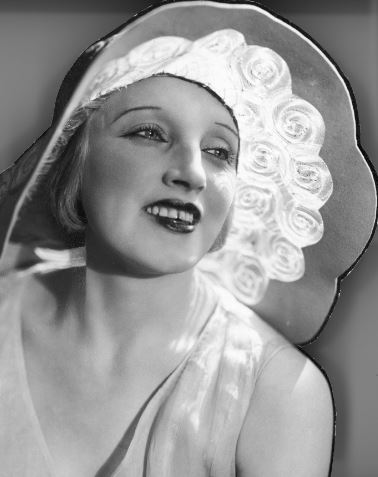
Hanka Ordonówna († 1950)

- 1944: Jan van Gilse, niederländischer Komponist und Dirigent
- 1944: Ulrich von Hassell, deutscher Diplomat und Widerstandskämpfer des 20. Juli 1944
- 1944: Paul Lejeune-Jung, deutscher Volkswirtschaftler, Politiker und Syndikus, MdR, Widerstandskämpfer gegen den Nationalsozialismus
- 1944: Ulrich Wilhelm Graf Schwerin von Schwanenfeld, deutscher Großgrundbesitzer, Offizier und Widerstandskämpfer
- 1944ː Elisabeth von Thadden, deutsche Widerstandskämpferin gegen den Nationalsozialismus
- 1944: Josef Wirmer, deutscher Widerstandskämpfer
- 1945: Paul Philippe Cret, französisch-US-amerikanischer Architekt, Industriedesigner und Hochschullehrer
- 1947: Victor Horta, belgischer Jugendstil-Architekt
- 1947: Kyrillos IX. Moghabghab, libanesischer Geistlicher und Patriarch von Antiochia
- 1948: Thomas Mofolo, afrikanischer Schriftsteller aus Lesotho
- 1948: Georg Schmückle, deutscher Schriftsteller
- 1949: Richard Strauss, deutscher Komponist und Dirigent
- 1950: Victor Hémery, französischer Automobilrennfahrer
- 1950: Hanka Ordonówna, polnische Sängerin und Schauspielerin

#### 1951–2000
- 1953: Johannes Baumann, Schweizer Politiker, Bundespräsident
- 1953: Rolf Werner Juhle, US-amerikanischer Vulkanologe
- 1954: André Derain, französischer Maler
- 1955: Jan de Jong, Erzbischof von Utrecht und Kardinal

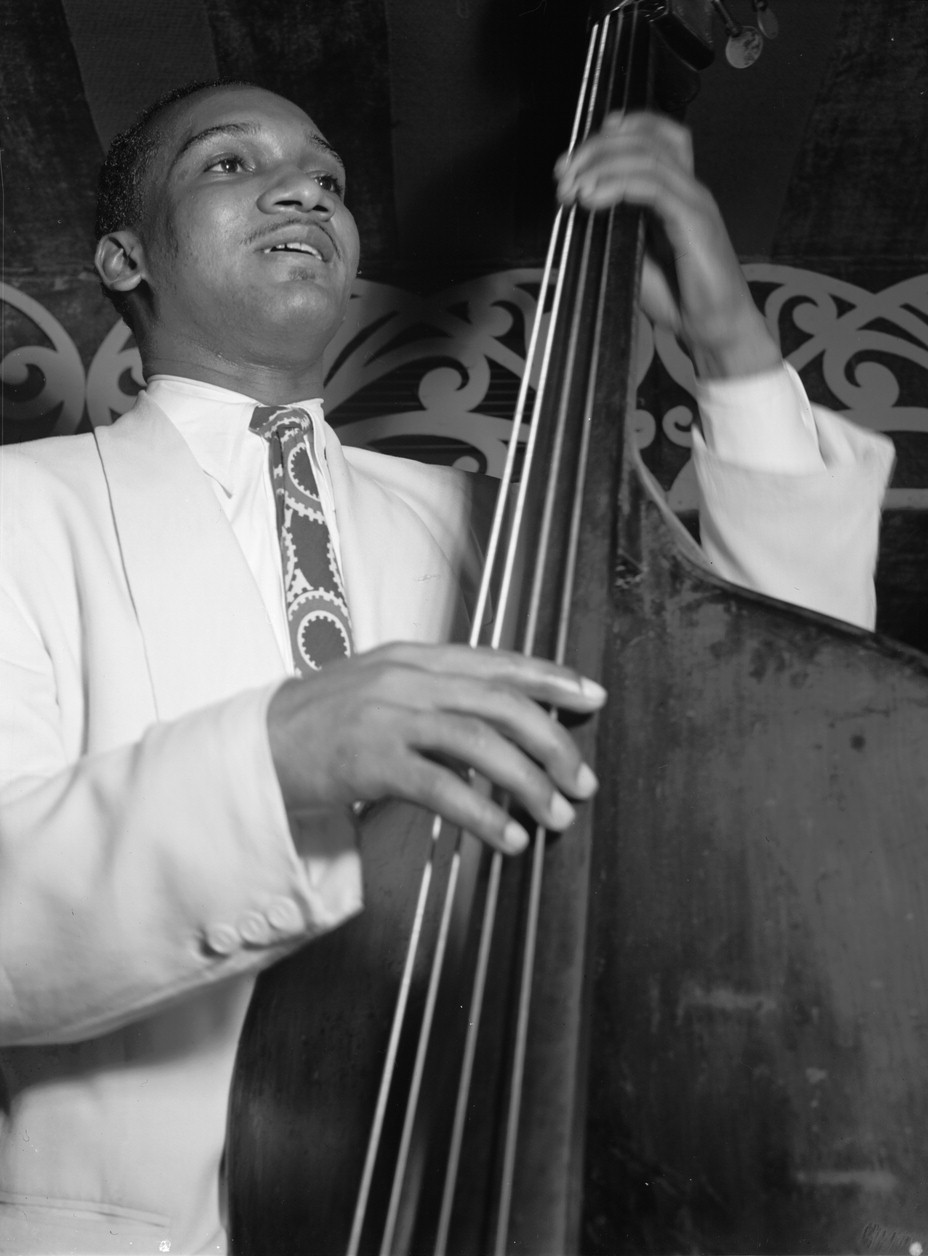
Oscar Pettiford († 1960)

- 1960: Oscar Pettiford, US-amerikanischer Musiker
- 1962: Josef Ferdinand Kleindinst, deutscher Politiker, MdB
- 1962: Fritz Terhalle, deutscher Wirtschaftswissenschaftler, Vorsitzender des wissenschaftlichen Beirats beim Bundesfinanzministerium
- 1963: Julio Perceval, argentinischer Komponist, Organist und Musikpädagoge
- 1965: Dorothy Dandridge, US-amerikanische Schauspielerin und Sängerin
- 1965: Hermann Staudinger, deutscher Chemiker
- 1966: Hans Arnhold, deutsch-US-amerikanischer Bankier
- 1966: John Taylor, britischer Automobilrennfahrer
- 1967: August Prüssing, deutscher Ingenieur
- 1967: Kira Kirillowna Romanowa, russische Adelige, Großfürstin von Russland
- 1969: Guido Calgari, Schweizer Politiker, Hochschullehrer und Schriftsteller

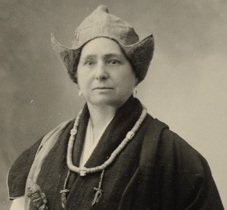
Alexandra David-Néel († 1969)

- 1969: Alexandra David-Néel, französische Reiseschriftstellerin
- 1970: Franz Wiedemeier, deutscher Politiker
- 1972: Isidor Alfred Amreich, österreichischer Gynäkologe
- 1975: Erik Adlerz, schwedischer Wasserspringer
- 1976: Willem Janssen, niederländischer Fußballspieler
- 1976: Assen Karastojanow, bulgarischer Komponist
- 1977: Carl von Campe, deutscher Politiker und Diplomat, MdB
- 1977: Zero Mostel, US-amerikanischer Schauspieler
- 1978: Pantscho Wladigerow, bulgarischer Komponist
- 1978: Ricardo Zamora, spanischer Fußballspieler
- 1980: Wilhelm Andersen, deutscher Theologe

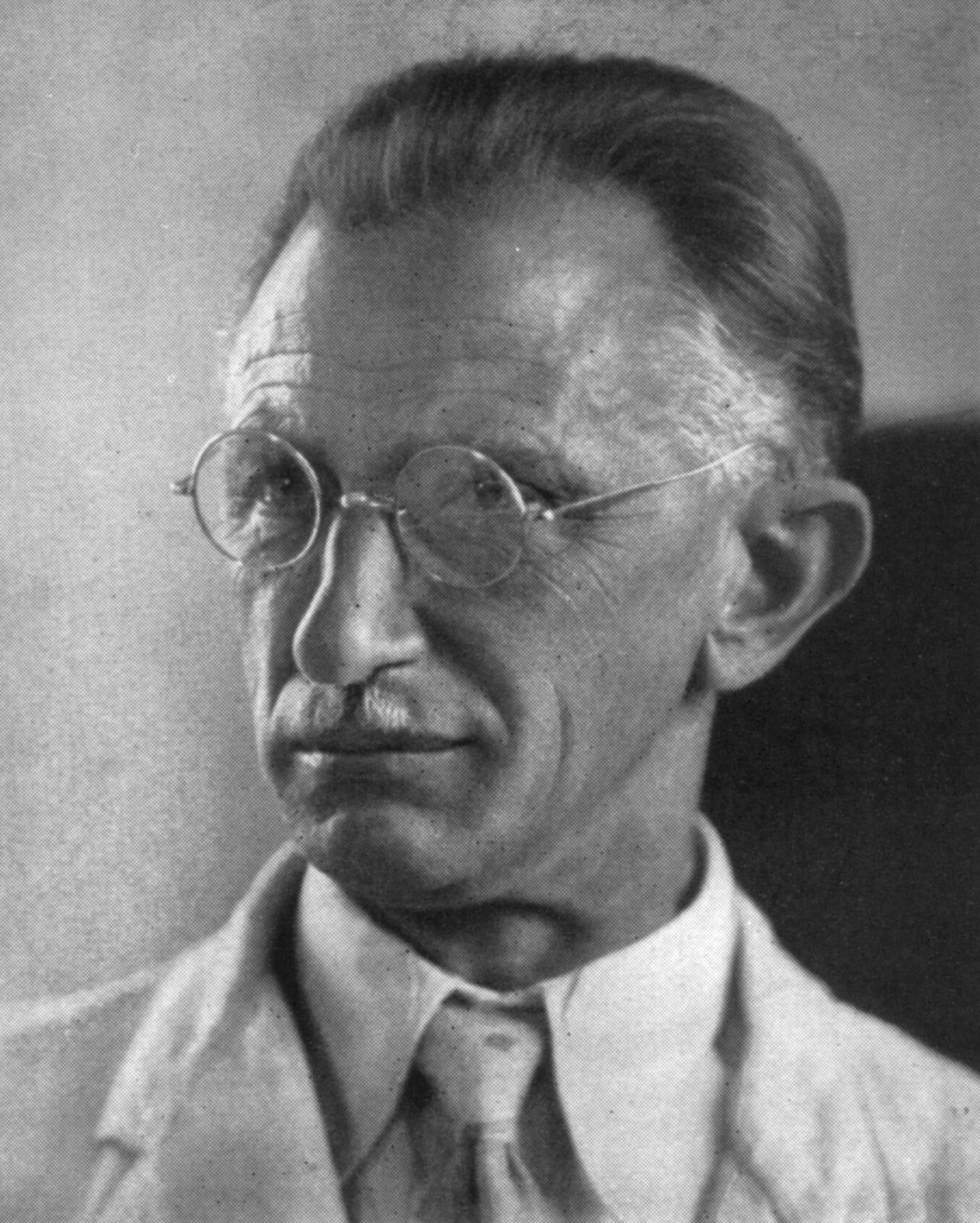
Hermann Claudius († 1980)

- 1980: Hermann Claudius, deutscher Heimatdichter
- 1980: Willard Libby, US-amerikanischer Chemiker
- 1981: Paul Collart, Schweizer Archäologe
- 1981: Carlo Alberto Pizzini, italienischer Komponist und Dirigent
- 1981: Hideki Yukawa, japanischer Physiker
- 1982: Mohammed Abdullah, indischer Politiker
- 1983: Ernst Degner, deutscher Motorradrennfahrer
- 1983: Antonin Magne, französischer Radrennfahrer
- 1984: Johnnie Parsons, amerikanischer Rennfahrer
- 1985: John Franklin Enders, US-amerikanischer Bakteriologe
- 1985: Ana Mendieta, US-amerikanische Performancekünstlerin
- 1985ː Hulda Pankok, deutsche Journalistin und Verlegerin, Gerechte unter den Völkern
- 1987: Konrad Georg, deutscher Theater- und Filmschauspieler
- 1987: Klaus Immelmann, deutscher Verhaltensbiologe
- 1990: Antonín Závodný, tschechischer Komponist
- 1991: Brad Davis, US-amerikanischer Schauspieler
- 1993ː Melitta Sundström, deutscher Sänger und Travestiekünstler
- 1995: Erich Kunz, österreichischer Opernsänger
- 1995: Zhang Ailing, chinesisch-US-amerikanische Schriftstellerin
- 1997: Vladimír Sommer, tschechischer Komponist
- 1998: Leonid Kinskey, russisch-US-amerikanischer Schauspieler
- 1999: Birgit Cullberg, schwedische Choreographin
- 1999: Lagumot Harris, nauruischer Politiker, Staatspräsident
- 1999: Moondog, US-amerikanischer Komponist

### 21. Jahrhundert
- 2002: Georges-André Chevallaz, Schweizer Politiker
- 2002: Marco Siffredi, französischer Extrem-Snowboarder

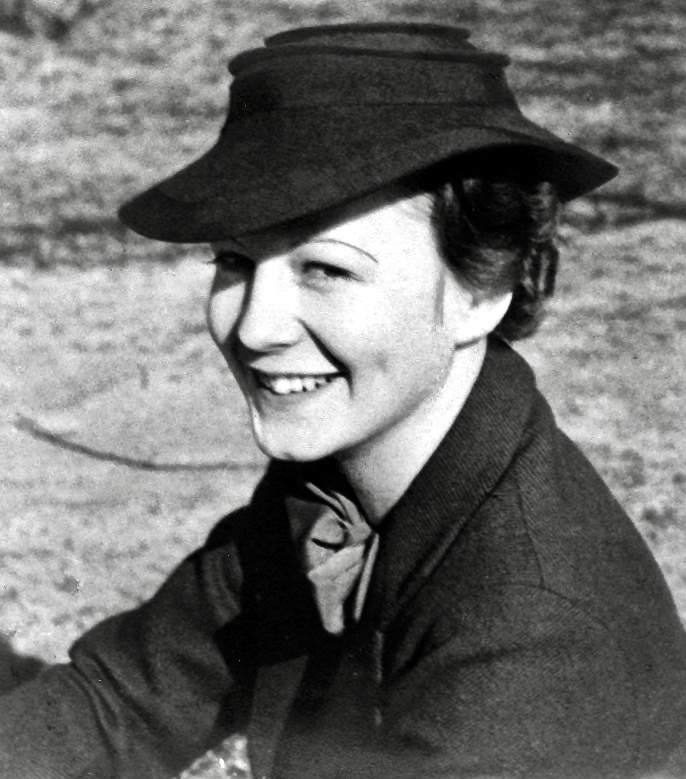
Leni Riefenstahl († 2003)

- 2003: Leni Riefenstahl, deutsche Fotografin, Schauspielerin und Regisseurin
- 2004: Delfín Benítez Cáceres, paraguayischer Fußballspieler und -trainer
- 2004: Fritha Goodey, britische Schauspielerin
- 2004: Raymond Marcellin, französischer Politiker
- 2006: Peter Geoffrey Brock, australischer Rennfahrer
- 2006: Michel Dubois, französischer Automobilrennfahrer
- 2007: Willi Aberer, österreichischer Politiker
- 2007: George Crum, kanadischer Dirigent und Pianist
- 2009: Aage Niels Bohr, dänischer Physiker, Nobelpreisträger
- 2010: Anneliese Brost, deutsche Mäzenin und Verlegerin, Gesellschafterin der WAZ-Mediengruppe

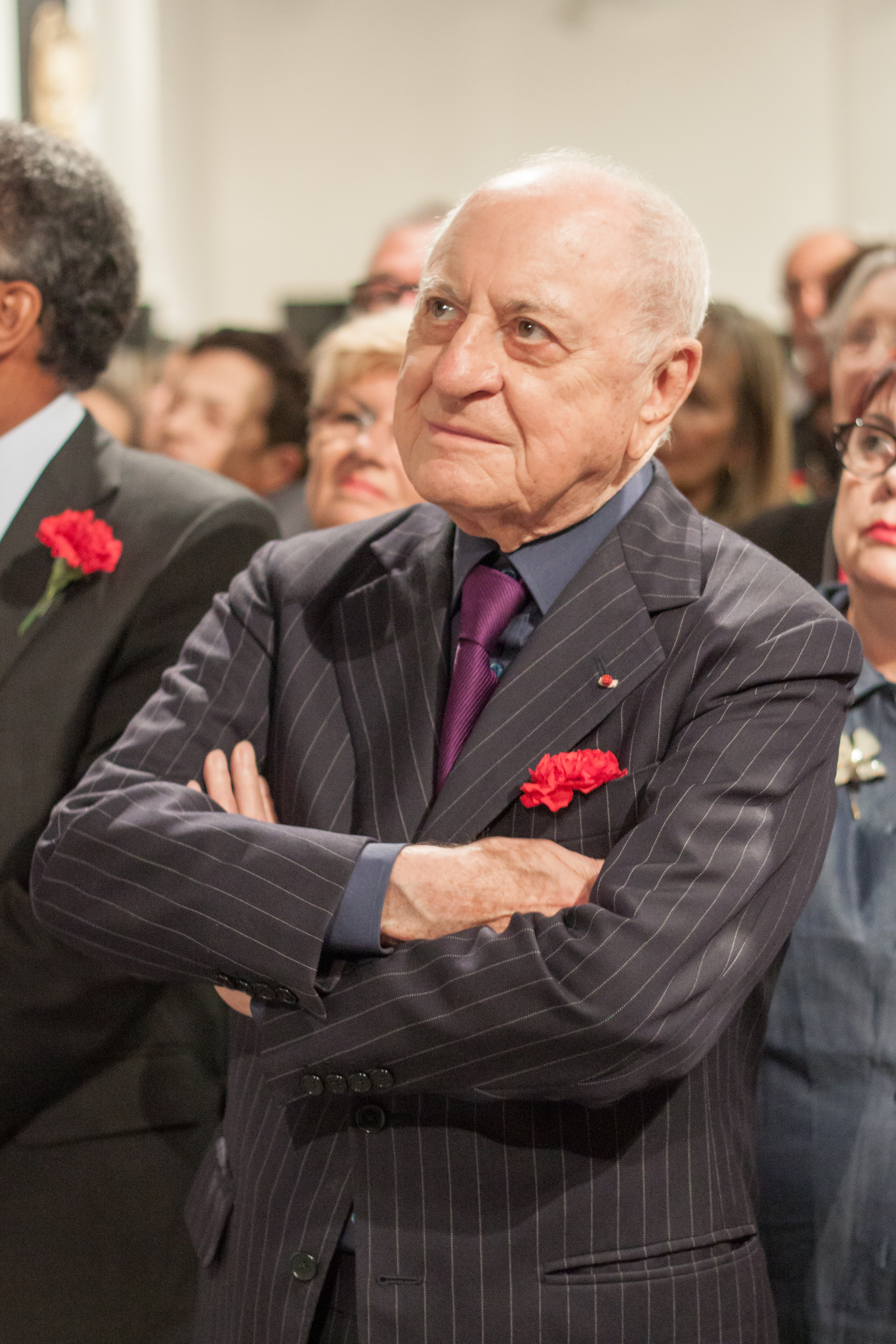
Pierre Bergé († 2017)

- 2011: Helmut Hansen, deutscher Nachrichtensprecher und Radiomoderator
- 2012: Peter Hussing, deutscher Amateur-Schwergewichtsboxer, Europameister
- 2012: Thomas Szasz, US-amerikanischer Psychiater
- 2013: Renate Lieckfeldt, deutsche Pharmazeutin
- 2013: Siegfried Uhlenbrock, deutscher Sänger und Komponist
- 2014: Magda Olivero, italienische Sopranistin
- 2014: Eberhard Schlotter, deutscher Maler und Grafiker
- 2014: Gerald Wilson, US-amerikanischer Jazzmusiker
- 2015: Habil Əliyev, aserbaidschanischer Kamantschespieler
- 2015: Tyler Sash, US-amerikanischer American-Football-Spieler
- 2015: Smokey Wilson, US-amerikanischer Bluesgitarrist
- 2016: Hannes Arch, österreichischer Kunstflug-Pilot
- 2016: Johan Botha, südafrikanisch-österreichischer Opernsänger
- 2017: Pierre Bergé, französischer Unternehmer und Mäzen
- 2017: Jerry Pournelle, US-amerikanischer Journalist und Schriftsteller
- 2017: Karl Ravens, deutscher Politiker und Bundesminister
- 2017: Don Williams, US-amerikanischer Country-Sänger
- 2018: Erich Riedl, deutscher Politiker
- 2018: Richard Vincent, Baron Vincent of Coleshill, britischer Feldmarschall und Life Peer

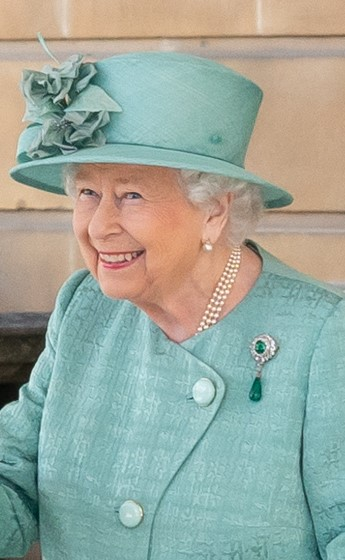
Elisabeth II. († 2022)

- 2019: Timur Magometowitsch Enejew, sowjetischer bzw. russischer Physiker und Mathematiker
- 2019: Christopher M. Dobson, britischer Chemiker und Biologe
- 2020: Eberhard Czichon, deutscher Historiker
- 2020: Alfred Riedl, österreichischer Fußballspieler und -trainer
- 2021: Guido Caroli, italienischer Eisschnellläufer
- 2021: Wladimir Pantchev, bulgarisch-österreichischer Komponist
- 2021: Antoni Tołkaczewski, polnischer Schwimmer
- 2022: Elisabeth II., Königin des Vereinigten Königreichs
- 2022: Peter M. Schneider, deutscher Molekulargenetiker
- 2023: Lisa Lyon, US-amerikanische Bodybuilderin und Schauspielerin

## Feier- und Gedenktage
- Kirchliche Gedenktage
  - Hl. Korbinian, französischer Missionar und Schutzpatron (evangelisch, katholisch: in Deutschland am 20. November)
  - Hl. Adrian von Nikomedien, römischer Märtyrer und Schutzpatron (katholisch)
  - Hl. Sergius I., italienischer Papst (katholisch)
  - Mariä Geburt, Fest (anglikanisch, katholisch, orthodox)
- Namenstage
  - Adrian
- Staatliche Feier- und Gedenktage
  - Andorra: Gründungstag (1278)
  - Mazedonien: Unabhängigkeit von Jugoslawien (1991)
- Gedenktage internationaler Organisationen
  - Weltalphabetisierungstag (UNESCO)

Weitere Einträge enthält die Liste von Gedenk- und Aktionstagen.